# Lista över matchresultat i Fotbollsallsvenskan 2016
Lista över matchresultat i Fotbollsallsvenskan 2016. Ligan startade den 2 april klockan 13:00 med matchen Malmö FF–IFK Norrköping.
  Tabell uppdaterad 6 november 2016.
| Nr | Lag                  | S  | V  | O  | F  | GM | IM | MS  | P  |
| -- | -------------------- | -- | -- | -- | -- | -- | -- | --- | -- |
| 1  | Malmö FF             | 30 | 21 | 3  | 6  | 60 | 26 | +34 | 66 |
| 2  | AIK                  | 30 | 17 | 9  | 4  | 52 | 26 | +26 | 60 |
| 3  | IFK Norrköping (RM)  | 30 | 18 | 6  | 6  | 59 | 37 | +22 | 60 |
| 4  | IFK Göteborg         | 30 | 14 | 8  | 8  | 56 | 47 | +9  | 50 |
| 5  | IF Elfsborg          | 30 | 13 | 9  | 8  | 58 | 38 | +20 | 48 |
| 6  | Kalmar FF            | 30 | 12 | 8  | 10 | 45 | 40 | +5  | 44 |
| 7  | Djurgårdens IF       | 30 | 14 | 1  | 15 | 48 | 47 | +1  | 43 |
| 8  | Östersunds FK (U)    | 30 | 12 | 6  | 12 | 44 | 46 | −2  | 42 |
| 9  | Örebro SK            | 30 | 11 | 8  | 11 | 48 | 51 | −3  | 41 |
| 10 | BK Häcken            | 30 | 11 | 7  | 12 | 58 | 45 | +13 | 40 |
| 11 | Hammarby IF          | 30 | 10 | 9  | 11 | 46 | 49 | −3  | 39 |
| 12 | Jönköpings Södra (U) | 30 | 8  | 11 | 11 | 32 | 39 | −7  | 35 |
| 13 | GIF Sundsvall        | 30 | 7  | 9  | 14 | 38 | 54 | −16 | 30 |
| 14 | Helsingborgs IF      | 30 | 8  | 5  | 17 | 34 | 52 | −18 | 29 |
| 15 | Gefle IF             | 30 | 6  | 9  | 15 | 34 | 56 | −22 | 27 |
| 16 | Falkenbergs FF       | 30 | 2  | 4  | 24 | 25 | 84 | −59 | 10 |

| Hemma \ Borta    | AIK | BKH | DIF | FFF | GIF | GIFS | HAIF | HEIF | IFE | IFKG | IFKN | JS  | KFF | MFF | ÖSK | ÖFK |
| AIK              | —   | 2–1 | 2–0 | 2–0 | 1–0 | 1–1  | 0–0  | 2–1  | 2–1 | 3–3  | 6–0  | 0–0 | 3–1 | 1–1 | 0–0 | 2–0 |
| BK Häcken        | 2–3 | —   | 3–1 | 7–0 | 6–1 | 0–1  | 4–2  | 1–1  | 2–1 | 2–2  | 1–2  | 3–1 | 2–3 | 2–4 | 0–1 | 3–1 |
| Djurgårdens IF   | 0–3 | 1–0 | —   | 5–0 | 2–1 | 1–3  | 1–3  | 3–0  | 2–2 | 3–1  | 0–1  | 0–2 | 0–3 | 3–1 | 3–2 | 3–0 |
| Falkenbergs FF   | 2–3 | 1–4 | 1–2 | —   | 1–1 | 1–1  | 0–2  | 1–4  | 1–2 | 0–2  | 2–1  | 0–5 | 1–2 | 0–3 | 1–3 | 1–2 |
| Gefle IF         | 0–1 | 2–2 | 1–2 | 1–2 | —   | 1–1  | 0–2  | 1–1  | 2–2 | 2–6  | 0–0  | 0–1 | 4–2 | 1–0 | 0–4 | 0–0 |
| GIF Sundsvall    | 1–3 | 0–0 | 2–5 | 2–1 | 1–2 | —    | 0–0  | 0–2  | 1–3 | 1–3  | 1–2  | 3–1 | 1–1 | 0–1 | 3–1 | 5–0 |
| Hammarby IF      | 0–3 | 2–3 | 4–2 | 3–3 | 2–1 | 1–1  | —    | 5–1  | 2–4 | 2–0  | 1–1  | 1–1 | 2–1 | 2–3 | 1–1 | 1–1 |
| Helsingborgs IF  | 2–1 | 0–2 | 1–2 | 3–1 | 2–3 | 2–1  | 0–1  | —    | 2–4 | 1–3  | 1–2  | 2–0 | 0–1 | 2–1 | 1–3 | 1–1 |
| IF Elfsborg      | 2–2 | 2–4 | 3–0 | 5–0 | 2–0 | 4–0  | 4–1  | 1–0  | —   | 1–1  | 2–1  | 3–3 | 1–1 | 0–1 | 2–1 | 3–1 |
| IFK Göteborg     | 1–0 | 1–0 | 2–1 | 2–0 | 3–3 | 4–1  | 2–1  | 2–0  | 2–2 | —    | 1–1  | 2–1 | 1–1 | 0–3 | 3–2 | 2–0 |
| IFK Norrköping   | 4–1 | 3–1 | 1–3 | 2–1 | 2–0 | 3–1  | 3–1  | 3–0  | 0–0 | 3–1  | —    | 5–1 | 4–1 | 1–2 | 3–1 | 3–3 |
| Jönköpings Södra | 0–0 | 1–1 | 1–0 | 1–1 | 1–0 | 1–1  | 0–1  | 1–1  | 1–0 | 1–1  | 0–2  | —   | 0–1 | 3–2 | 1–1 | 1–1 |
| Kalmar FF        | 1–1 | 1–1 | 2–1 | 3–0 | 0–1 | 2–0  | 1–1  | 2–3  | 3–2 | 4–2  | 0–1  | 0–1 | —   | 1–1 | 3–2 | 2–0 |
| Malmö FF         | 2–0 | 3–0 | 1–0 | 2–0 | 3–0 | 1–2  | 3–0  | 2–0  | 1–0 | 3–1  | 3–1  | 4–1 | 1–1 | —   | 1–0 | 0–3 |
| Örebro SK        | 0–2 | 0–0 | 0–2 | 3–2 | 2–2 | 3–3  | 3–2  | 0–0  | 1–0 | 3–2  | 2–2  | 2–1 | 2–1 | 0–3 | —   | 1–5 |
| Östersunds FK    | 0–2 | 2–1 | 1–0 | 6–1 | 2–4 | 4–0  | 2–0  | 2–0  | 0–0 | 2–0  | 0–2  | 1–0 | 1–0 | 1–4 | 2–4 | —   |

## Matcher

### Omgång 1
| 1           | 2 april 2016 | Malmö FF                                                            | 3 – 1           | IFK Norrköping        | Swedbank Stadion                                            |                                                             |
| 13:00 UTC+2 | 13:00 UTC+2  | Anders Christiansen 44′ Jo Inge Berget 76′ (str.) Erdal Rakip 90+2′ | (1 – 1) Rapport | 16′ Christoffer Nyman | Malmö Publik: 21 085 Domare: Stefan Johannesson (Stockholm) | Malmö Publik: 21 085 Domare: Stefan Johannesson (Stockholm) |
| 13:00 UTC+2 | 13:00 UTC+2  |                                                                     |                 |                       | Malmö Publik: 21 085 Domare: Stefan Johannesson (Stockholm) | Malmö Publik: 21 085 Domare: Stefan Johannesson (Stockholm) |
| 13:00 UTC+2 | 13:00 UTC+2  |                                                                     |                 |                       | Malmö Publik: 21 085 Domare: Stefan Johannesson (Stockholm) | Malmö Publik: 21 085 Domare: Stefan Johannesson (Stockholm) |

| 2           | 2 april 2016 | Kalmar FF | 0 – 1           | Jönköpings Södra  | Guldfågeln Arena                                           |                                                            |
| 16:00 UTC+2 | 16:00 UTC+2  |           | (0 – 1) Rapport | 15′ Paweł Cibicki | Kalmar Publik: 10 177 Domare: Martin Strömbergsson (Gävle) | Kalmar Publik: 10 177 Domare: Martin Strömbergsson (Gävle) |
| 16:00 UTC+2 | 16:00 UTC+2  |           |                 |                   | Kalmar Publik: 10 177 Domare: Martin Strömbergsson (Gävle) | Kalmar Publik: 10 177 Domare: Martin Strömbergsson (Gävle) |
| 16:00 UTC+2 | 16:00 UTC+2  |           |                 |                   | Kalmar Publik: 10 177 Domare: Martin Strömbergsson (Gävle) | Kalmar Publik: 10 177 Domare: Martin Strömbergsson (Gävle) |

| 3           | 3 april 2016 | BK Häcken                                     | 2 – 1           | IF Elfsborg        | Bravida Arena                                               |                                                             |
| 15:00 UTC+2 | 15:00 UTC+2  | Paulo José de Oliveira 5′ Nasiru Mohammed 83′ | (1 – 0) Rapport | 88′ Adam Lundqvist | Göteborg Publik: 5 916 Domare: Markus Strömbergsson (Gävle) | Göteborg Publik: 5 916 Domare: Markus Strömbergsson (Gävle) |
| 15:00 UTC+2 | 15:00 UTC+2  |                                               |                 |                    | Göteborg Publik: 5 916 Domare: Markus Strömbergsson (Gävle) | Göteborg Publik: 5 916 Domare: Markus Strömbergsson (Gävle) |
| 15:00 UTC+2 | 15:00 UTC+2  |                                               |                 |                    | Göteborg Publik: 5 916 Domare: Markus Strömbergsson (Gävle) | Göteborg Publik: 5 916 Domare: Markus Strömbergsson (Gävle) |

| 4           | 3 april 2016 | AIK                 | 1 – 1           | GIF Sundsvall              | Friends Arena                                             |                                                           |
| 15:00 UTC+2 | 15:00 UTC+2  | Fredrik Brustad 43′ | (1 – 1) Rapport | 42′ Rúnar Már Sigurjónsson | Stockholm Publik: 23 480 Domare: Jonas Eriksson (Sigtuna) | Stockholm Publik: 23 480 Domare: Jonas Eriksson (Sigtuna) |
| 15:00 UTC+2 | 15:00 UTC+2  |                     |                 |                            | Stockholm Publik: 23 480 Domare: Jonas Eriksson (Sigtuna) | Stockholm Publik: 23 480 Domare: Jonas Eriksson (Sigtuna) |
| 15:00 UTC+2 | 15:00 UTC+2  |                     |                 |                            | Stockholm Publik: 23 480 Domare: Jonas Eriksson (Sigtuna) | Stockholm Publik: 23 480 Domare: Jonas Eriksson (Sigtuna) |

| 5           | 3 april 2016 | Gefle IF         | 1 – 1           | Helsingborgs IF   | Gavlevallen                                    |                                                |
| 15:00 UTC+2 | 15:00 UTC+2  | Simon Skrabb 79′ | (0 – 1) Rapport | 9′ Jordan Larsson | Gävle Publik: 3 344 Domare: Johan Hamlin (Bro) | Gävle Publik: 3 344 Domare: Johan Hamlin (Bro) |
| 15:00 UTC+2 | 15:00 UTC+2  |                  |                 |                   | Gävle Publik: 3 344 Domare: Johan Hamlin (Bro) | Gävle Publik: 3 344 Domare: Johan Hamlin (Bro) |
| 15:00 UTC+2 | 15:00 UTC+2  |                  |                 |                   | Gävle Publik: 3 344 Domare: Johan Hamlin (Bro) | Gävle Publik: 3 344 Domare: Johan Hamlin (Bro) |

| 6           | 3 april 2016 | Falkenbergs FF | 0 – 2           | IFK Göteborg                           | Falkenbergs IP                                                 |                                                                |
| 17:30 UTC+2 | 17:30 UTC+2  |                | (0 – 1) Rapport | 39′ (str.) Mads Albæk 58′ Tobias Hysén | Falkenberg Publik: 5 326 Domare: Kristoffer Karlsson (Höganäs) | Falkenberg Publik: 5 326 Domare: Kristoffer Karlsson (Höganäs) |
| 17:30 UTC+2 | 17:30 UTC+2  |                |                 |                                        | Falkenberg Publik: 5 326 Domare: Kristoffer Karlsson (Höganäs) | Falkenberg Publik: 5 326 Domare: Kristoffer Karlsson (Höganäs) |
| 17:30 UTC+2 | 17:30 UTC+2  |                |                 |                                        | Falkenberg Publik: 5 326 Domare: Kristoffer Karlsson (Höganäs) | Falkenberg Publik: 5 326 Domare: Kristoffer Karlsson (Höganäs) |

| 7           | 3 april 2016 | Örebro SK | 0 – 2           | Djurgårdens IF                  | Behrn Arena                                              |                                                          |
| 17:30 UTC+2 | 17:30 UTC+2  |           | (0 – 1) Rapport | 24′ Sam Johnson 56′ Omar Colley | Örebro Publik: 11 247 Domare: Mohammed Al-Hakim (Köping) | Örebro Publik: 11 247 Domare: Mohammed Al-Hakim (Köping) |
| 17:30 UTC+2 | 17:30 UTC+2  |           |                 |                                 | Örebro Publik: 11 247 Domare: Mohammed Al-Hakim (Köping) | Örebro Publik: 11 247 Domare: Mohammed Al-Hakim (Köping) |
| 17:30 UTC+2 | 17:30 UTC+2  |           |                 |                                 | Örebro Publik: 11 247 Domare: Mohammed Al-Hakim (Köping) | Örebro Publik: 11 247 Domare: Mohammed Al-Hakim (Köping) |

| 8           | 4 april 2016 | Hammarby IF    | 1 – 1           | Östersunds FK     | Tele2 Arena                                               |                                                           |
| 19:00 UTC+2 | 19:00 UTC+2  | Lars Sætra 14′ | (1 – 1) Rapport | 35′ Saman Ghoddos | Stockholm Publik: 31 756 Domare: Bojan Pandzic (Göteborg) | Stockholm Publik: 31 756 Domare: Bojan Pandzic (Göteborg) |
| 19:00 UTC+2 | 19:00 UTC+2  |                |                 |                   | Stockholm Publik: 31 756 Domare: Bojan Pandzic (Göteborg) | Stockholm Publik: 31 756 Domare: Bojan Pandzic (Göteborg) |
| 19:00 UTC+2 | 19:00 UTC+2  |                |                 |                   | Stockholm Publik: 31 756 Domare: Bojan Pandzic (Göteborg) | Stockholm Publik: 31 756 Domare: Bojan Pandzic (Göteborg) |

### Omgång 2
| 9           | 6 april 2016 | Jönköpings Södra                        | 3 – 2           | Malmö FF                               | Stadsparksvallen                                      |                                                       |
| 18:30 UTC+2 | 18:30 UTC+2  | Paweł Cibicki 26′, 62′ Daryl Smylie 47′ | (1 – 1) Rapport | 4′ Rasmus Bengtsson 78′ Jo Inge Berget | Jönköping Publik: 6 321 Domare: Andreas Ekberg (Lund) | Jönköping Publik: 6 321 Domare: Andreas Ekberg (Lund) |
| 18:30 UTC+2 | 18:30 UTC+2  |                                         |                 |                                        | Jönköping Publik: 6 321 Domare: Andreas Ekberg (Lund) | Jönköping Publik: 6 321 Domare: Andreas Ekberg (Lund) |
| 18:30 UTC+2 | 18:30 UTC+2  |                                         |                 |                                        | Jönköping Publik: 6 321 Domare: Andreas Ekberg (Lund) | Jönköping Publik: 6 321 Domare: Andreas Ekberg (Lund) |

| 10          | 6 april 2016 | IFK Norrköping                                                                  | 4 – 1           | Kalmar FF            | Nya Parken                                              |                                                         |
| 18:30 UTC+2 | 18:30 UTC+2  | Nikola Tkalčić 23′ Jón Guðni Fjóluson 47′ Emir Kujović 71′ Christopher Telo 75′ | (1 – 0) Rapport | 66′ Marcus Antonsson | Norrköping Publik: 9 786 Domare: Kaspar Sjöberg (Malmö) | Norrköping Publik: 9 786 Domare: Kaspar Sjöberg (Malmö) |
| 18:30 UTC+2 | 18:30 UTC+2  |                                                                                 |                 |                      | Norrköping Publik: 9 786 Domare: Kaspar Sjöberg (Malmö) | Norrköping Publik: 9 786 Domare: Kaspar Sjöberg (Malmö) |
| 18:30 UTC+2 | 18:30 UTC+2  |                                                                                 |                 |                      | Norrköping Publik: 9 786 Domare: Kaspar Sjöberg (Malmö) | Norrköping Publik: 9 786 Domare: Kaspar Sjöberg (Malmö) |

| 11          | 6 april 2016 | IFK Göteborg   | 1 – 0           | BK Häcken | Gamla Ullevi                                                 |                                                              |
| 18:30 UTC+2 | 18:30 UTC+2  | Søren Rieks 8′ | (1 – 0) Rapport |           | Göteborg Publik: 14 583 Domare: Martin Strömbergsson (Gävle) | Göteborg Publik: 14 583 Domare: Martin Strömbergsson (Gävle) |
| 18:30 UTC+2 | 18:30 UTC+2  |                |                 |           | Göteborg Publik: 14 583 Domare: Martin Strömbergsson (Gävle) | Göteborg Publik: 14 583 Domare: Martin Strömbergsson (Gävle) |
| 18:30 UTC+2 | 18:30 UTC+2  |                |                 |           | Göteborg Publik: 14 583 Domare: Martin Strömbergsson (Gävle) | Göteborg Publik: 14 583 Domare: Martin Strömbergsson (Gävle) |

| 12          | 7 april 2016 | Östersunds FK | 0 – 2           | AIK                                      | Jämtkraft Arena                                         |                                                         |
| 19:00 UTC+2 | 19:00 UTC+2  |               | (0 – 1) Rapport | 36′ Carlos Strandberg 50′ Alexander Isak | Östersund Publik: 7 371 Domare: Glenn Nyberg (Borlänge) | Östersund Publik: 7 371 Domare: Glenn Nyberg (Borlänge) |
| 19:00 UTC+2 | 19:00 UTC+2  |               |                 |                                          | Östersund Publik: 7 371 Domare: Glenn Nyberg (Borlänge) | Östersund Publik: 7 371 Domare: Glenn Nyberg (Borlänge) |
| 19:00 UTC+2 | 19:00 UTC+2  |               |                 |                                          | Östersund Publik: 7 371 Domare: Glenn Nyberg (Borlänge) | Östersund Publik: 7 371 Domare: Glenn Nyberg (Borlänge) |

| 13          | 7 april 2016 | GIF Sundsvall   | 1 – 2           | Gefle IF                           | Norrporten Arena                                              |                                                               |
| 19:00 UTC+2 | 19:00 UTC+2  | Stefan Silva 8′ | (1 – 0) Rapport | 61′ Anders Bååth 85′ Dioh Williams | Sundsvall Publik: 4 120 Domare: Kristoffer Karlsson (Höganäs) | Sundsvall Publik: 4 120 Domare: Kristoffer Karlsson (Höganäs) |
| 19:00 UTC+2 | 19:00 UTC+2  |                 |                 |                                    | Sundsvall Publik: 4 120 Domare: Kristoffer Karlsson (Höganäs) | Sundsvall Publik: 4 120 Domare: Kristoffer Karlsson (Höganäs) |
| 19:00 UTC+2 | 19:00 UTC+2  |                 |                 |                                    | Sundsvall Publik: 4 120 Domare: Kristoffer Karlsson (Höganäs) | Sundsvall Publik: 4 120 Domare: Kristoffer Karlsson (Höganäs) |

| 14          | 7 april 2016 | Helsingborgs IF     | 1 – 3           | Örebro SK                                                           | Olympia                                                    |                                                            |
| 19:00 UTC+2 | 19:00 UTC+2  | Darijan Bojanić 18′ | (1 – 0) Rapport | 53′ Michael Almebäck 85′ Nordin Gerzic 90+5′ (str.) Alhassan Kamara | Helsingborg Publik: 6 214 Domare: Bojan Pandzic (Göteborg) | Helsingborg Publik: 6 214 Domare: Bojan Pandzic (Göteborg) |
| 19:00 UTC+2 | 19:00 UTC+2  |                     |                 |                                                                     | Helsingborg Publik: 6 214 Domare: Bojan Pandzic (Göteborg) | Helsingborg Publik: 6 214 Domare: Bojan Pandzic (Göteborg) |
| 19:00 UTC+2 | 19:00 UTC+2  |                     |                 |                                                                     | Helsingborg Publik: 6 214 Domare: Bojan Pandzic (Göteborg) | Helsingborg Publik: 6 214 Domare: Bojan Pandzic (Göteborg) |

| 15          | 7 april 2016 | IF Elfsborg                                                                                     | 4 – 1           | Hammarby IF               | Borås Arena                                            |                                                        |
| 19:00 UTC+2 | 19:00 UTC+2  | Viktor Prodell 6′ Viktor Claesson 47′ (str.) Richard Magyar 68′ (sjm.) Marcus Rohdén 74′ (str.) | (1 – 0) Rapport | 57′ (str.) Arnór Smárason | Borås Publik: 8 869 Domare: Mohammed Al-Hakim (Köping) | Borås Publik: 8 869 Domare: Mohammed Al-Hakim (Köping) |
| 19:00 UTC+2 | 19:00 UTC+2  |                                                                                                 |                 |                           | Borås Publik: 8 869 Domare: Mohammed Al-Hakim (Köping) | Borås Publik: 8 869 Domare: Mohammed Al-Hakim (Köping) |
| 19:00 UTC+2 | 19:00 UTC+2  |                                                                                                 |                 |                           | Borås Publik: 8 869 Domare: Mohammed Al-Hakim (Köping) | Borås Publik: 8 869 Domare: Mohammed Al-Hakim (Köping) |

| 16          | 7 april 2016 | Djurgårdens IF                                                                  | 5 – 0           | Falkenbergs FF | Tele2 Arena                                                 |                                                             |
| 18:30 UTC+2 | 18:30 UTC+2  | Sam Johnson 6′, 54′ Mathias Ranégie 13′ (str.) Kevin Walker 66′ Omar Colley 71′ | (2 – 0) Rapport |                | Stockholm Publik: 15 134 Domare: Magnus Lindgren (Göteborg) | Stockholm Publik: 15 134 Domare: Magnus Lindgren (Göteborg) |
| 18:30 UTC+2 | 18:30 UTC+2  |                                                                                 |                 |                | Stockholm Publik: 15 134 Domare: Magnus Lindgren (Göteborg) | Stockholm Publik: 15 134 Domare: Magnus Lindgren (Göteborg) |
| 18:30 UTC+2 | 18:30 UTC+2  |                                                                                 |                 |                | Stockholm Publik: 15 134 Domare: Magnus Lindgren (Göteborg) | Stockholm Publik: 15 134 Domare: Magnus Lindgren (Göteborg) |

### Omgång 3
| 17          | 9 april 2016 | BK Häcken          | 1 – 2           | IFK Norrköping                                  | Bravida Arena                                                |                                                              |
| 16:00 UTC+2 | 16:00 UTC+2  | Adam Andersson 22′ | (1 – 0) Rapport | 60′ Christoffer Nyman 90+6′ Sebastian Andersson | Göteborg Publik: 3 453 Domare: Kristoffer Karlsson (Höganäs) | Göteborg Publik: 3 453 Domare: Kristoffer Karlsson (Höganäs) |
| 16:00 UTC+2 | 16:00 UTC+2  |                    |                 |                                                 | Göteborg Publik: 3 453 Domare: Kristoffer Karlsson (Höganäs) | Göteborg Publik: 3 453 Domare: Kristoffer Karlsson (Höganäs) |
| 16:00 UTC+2 | 16:00 UTC+2  |                    |                 |                                                 | Göteborg Publik: 3 453 Domare: Kristoffer Karlsson (Höganäs) | Göteborg Publik: 3 453 Domare: Kristoffer Karlsson (Höganäs) |

| 18          | 10 april 2016 | Hammarby IF                                                                          | 5 – 1           | Helsingborgs IF   | Tele2 Arena                                              |                                                          |
| 15:00 UTC+2 | 15:00 UTC+2   | Erik Israelsson 6′, 20′, 83′ Alexssander Medeiros de Azeredo 52′ Måns Söderqvist 81′ | (2 – 1) Rapport | 4′ Carl Johansson | Stockholm Publik: 20 516 Domare: Glenn Nyberg (Borlänge) | Stockholm Publik: 20 516 Domare: Glenn Nyberg (Borlänge) |
| 15:00 UTC+2 | 15:00 UTC+2   |                                                                                      |                 |                   | Stockholm Publik: 20 516 Domare: Glenn Nyberg (Borlänge) | Stockholm Publik: 20 516 Domare: Glenn Nyberg (Borlänge) |
| 15:00 UTC+2 | 15:00 UTC+2   |                                                                                      |                 |                   | Stockholm Publik: 20 516 Domare: Glenn Nyberg (Borlänge) | Stockholm Publik: 20 516 Domare: Glenn Nyberg (Borlänge) |

| 19          | 10 april 2016 | Gefle IF         | 1 – 2           | Djurgårdens IF                     | Gavlevallen                                          |                                                      |
| 15:00 UTC+2 | 15:00 UTC+2   | Simon Skrabb 49′ | (0 – 0) Rapport | 77′ Sam Johnson 90+1′ Kevin Walker | Gävle Publik: 5 042 Domare: Jonas Eriksson (Sigtuna) | Gävle Publik: 5 042 Domare: Jonas Eriksson (Sigtuna) |
| 15:00 UTC+2 | 15:00 UTC+2   |                  |                 |                                    | Gävle Publik: 5 042 Domare: Jonas Eriksson (Sigtuna) | Gävle Publik: 5 042 Domare: Jonas Eriksson (Sigtuna) |
| 15:00 UTC+2 | 15:00 UTC+2   |                  |                 |                                    | Gävle Publik: 5 042 Domare: Jonas Eriksson (Sigtuna) | Gävle Publik: 5 042 Domare: Jonas Eriksson (Sigtuna) |

| 20          | 10 april 2016 | Kalmar FF                             | 3 – 2           | IF Elfsborg                          | Guldfågeln Arena                                   |                                                    |
| 17:30 UTC+2 | 17:30 UTC+2   | Papa Diouf 7′, 26′ Carl Johansson 30′ | (3 – 0) Rapport | 50′ Simon Hedlund 77′ Viktor Prodell | Kalmar Publik: 4 989 Domare: Andreas Ekberg (Lund) | Kalmar Publik: 4 989 Domare: Andreas Ekberg (Lund) |
| 17:30 UTC+2 | 17:30 UTC+2   |                                       |                 |                                      | Kalmar Publik: 4 989 Domare: Andreas Ekberg (Lund) | Kalmar Publik: 4 989 Domare: Andreas Ekberg (Lund) |
| 17:30 UTC+2 | 17:30 UTC+2   |                                       |                 |                                      | Kalmar Publik: 4 989 Domare: Andreas Ekberg (Lund) | Kalmar Publik: 4 989 Domare: Andreas Ekberg (Lund) |

| 21          | 10 april 2016 | Falkenbergs FF         | 1 – 2           | Östersunds FK                      | Falkenbergs IP                                              |                                                             |
| 17:30 UTC+2 | 17:30 UTC+2   | Alexander Jacobsen 67′ | (0 – 2) Rapport | 37′ Emir Smajic 40′ Andrew Stadler | Falkenberg Publik: 2 456 Domare: Mohammed Al-Hakim (Köping) | Falkenberg Publik: 2 456 Domare: Mohammed Al-Hakim (Köping) |
| 17:30 UTC+2 | 17:30 UTC+2   |                        |                 |                                    | Falkenberg Publik: 2 456 Domare: Mohammed Al-Hakim (Köping) | Falkenberg Publik: 2 456 Domare: Mohammed Al-Hakim (Köping) |
| 17:30 UTC+2 | 17:30 UTC+2   |                        |                 |                                    | Falkenberg Publik: 2 456 Domare: Mohammed Al-Hakim (Köping) | Falkenberg Publik: 2 456 Domare: Mohammed Al-Hakim (Köping) |

| 22          | 11 april 2016 | AIK                                                        | 3 – 3           | IFK Göteborg                              | Friends Arena                                             |                                                           |
| 19:00 UTC+2 | 19:00 UTC+2   | Haukur Hauksson 9′ Stefan Ishizaki 54′ Fredrik Brustad 79′ | (1 – 1) Rapport | 29′, 62′ Tobias Hysén 58′ Hjálmar Jónsson | Stockholm Publik: 19 222 Domare: Bojan Pandzic (Göteborg) | Stockholm Publik: 19 222 Domare: Bojan Pandzic (Göteborg) |
| 19:00 UTC+2 | 19:00 UTC+2   |                                                            |                 |                                           | Stockholm Publik: 19 222 Domare: Bojan Pandzic (Göteborg) | Stockholm Publik: 19 222 Domare: Bojan Pandzic (Göteborg) |
| 19:00 UTC+2 | 19:00 UTC+2   |                                                            |                 |                                           | Stockholm Publik: 19 222 Domare: Bojan Pandzic (Göteborg) | Stockholm Publik: 19 222 Domare: Bojan Pandzic (Göteborg) |

| 23          | 11 april 2016 | Malmö FF             | 1 – 2           | GIF Sundsvall                              | Swedbank Stadion                                |                                                 |
| 19:00 UTC+2 | 19:00 UTC+2   | Guillermo Molins 40′ | (1 – 1) Rapport | 12′ Noah Sonko Sundberg 86′ Shpetim Hasani | Malmö Publik: 13 747 Domare: Johan Hamlin (Bro) | Malmö Publik: 13 747 Domare: Johan Hamlin (Bro) |
| 19:00 UTC+2 | 19:00 UTC+2   |                      |                 |                                            | Malmö Publik: 13 747 Domare: Johan Hamlin (Bro) | Malmö Publik: 13 747 Domare: Johan Hamlin (Bro) |
| 19:00 UTC+2 | 19:00 UTC+2   |                      |                 |                                            | Malmö Publik: 13 747 Domare: Johan Hamlin (Bro) | Malmö Publik: 13 747 Domare: Johan Hamlin (Bro) |

| 24          | 11 april 2016 | Örebro SK                                    | 2 – 1           | Jönköpings Södra   | Behrn Arena                                         |                                                     |
| 19:00 UTC+2 | 19:00 UTC+2   | Astrit Ajdarević 22′ Daniel Gustavsson 90+4′ | (1 – 0) Rapport | 90+6′ Tommy Thelin | Örebro Publik: 7 753 Domare: Kaspar Sjöberg (Malmö) | Örebro Publik: 7 753 Domare: Kaspar Sjöberg (Malmö) |
| 19:00 UTC+2 | 19:00 UTC+2   |                                              |                 |                    | Örebro Publik: 7 753 Domare: Kaspar Sjöberg (Malmö) | Örebro Publik: 7 753 Domare: Kaspar Sjöberg (Malmö) |
| 19:00 UTC+2 | 19:00 UTC+2   |                                              |                 |                    | Örebro Publik: 7 753 Domare: Kaspar Sjöberg (Malmö) | Örebro Publik: 7 753 Domare: Kaspar Sjöberg (Malmö) |

### Omgång 4
| 25          | 15 april 2016 | Östersunds FK                           | 2 – 1           | BK Häcken          | Jämtkraft Arena                                          |                                                          |
| 19:00 UTC+2 | 19:00 UTC+2   | Ronald Mukiibi 5′ Brwa Nouri 76′ (str.) | (1 – 1) Rapport | 13′ Simon Sandberg | Östersund Publik: 4 524 Domare: Jonas Eriksson (Sigtuna) | Östersund Publik: 4 524 Domare: Jonas Eriksson (Sigtuna) |
| 19:00 UTC+2 | 19:00 UTC+2   |                                         |                 |                    | Östersund Publik: 4 524 Domare: Jonas Eriksson (Sigtuna) | Östersund Publik: 4 524 Domare: Jonas Eriksson (Sigtuna) |
| 19:00 UTC+2 | 19:00 UTC+2   |                                         |                 |                    | Östersund Publik: 4 524 Domare: Jonas Eriksson (Sigtuna) | Östersund Publik: 4 524 Domare: Jonas Eriksson (Sigtuna) |

| 26          | 16 april 2016 | Helsingborgs IF                                                  | 3 – 1           | Falkenbergs FF     | Olympia                                                      |                                                              |
| 16:00 UTC+2 | 16:00 UTC+2   | Linus Hallenius 46′ Adam Eriksson 48′ Darijan Bojanic 52′ (str.) | (0 – 1) Rapport | 23′ David Svensson | Helsingborg Publik: 7 064 Domare: Mohammed Al-Hakim (Köping) | Helsingborg Publik: 7 064 Domare: Mohammed Al-Hakim (Köping) |
| 16:00 UTC+2 | 16:00 UTC+2   |                                                                  |                 |                    | Helsingborg Publik: 7 064 Domare: Mohammed Al-Hakim (Köping) | Helsingborg Publik: 7 064 Domare: Mohammed Al-Hakim (Köping) |
| 16:00 UTC+2 | 16:00 UTC+2   |                                                                  |                 |                    | Helsingborg Publik: 7 064 Domare: Mohammed Al-Hakim (Köping) | Helsingborg Publik: 7 064 Domare: Mohammed Al-Hakim (Köping) |

| 27          | 17 april 2016 | IFK Norrköping                                                                             | 4 – 1           | AIK                   | Östgötaporten                                                    |                                                                  |
| 15:00 UTC+2 | 15:00 UTC+2   | Christoffer Nyman 23′ Per Karlsson 49′ (sjm.) Sebastian Andersson 62′ Nikola Tkalcic 90+4′ | (1 – 0) Rapport | 60′ Carlos Strandberg | Norrköping Publik: 14 150 Domare: Stefan Johannesson (Stockholm) | Norrköping Publik: 14 150 Domare: Stefan Johannesson (Stockholm) |
| 15:00 UTC+2 | 15:00 UTC+2   |                                                                                            |                 |                       | Norrköping Publik: 14 150 Domare: Stefan Johannesson (Stockholm) | Norrköping Publik: 14 150 Domare: Stefan Johannesson (Stockholm) |
| 15:00 UTC+2 | 15:00 UTC+2   |                                                                                            |                 |                       | Norrköping Publik: 14 150 Domare: Stefan Johannesson (Stockholm) | Norrköping Publik: 14 150 Domare: Stefan Johannesson (Stockholm) |

| 28          | 17 april 2016 | Jönköpings Södra | 1 – 0           | Gefle IF | Stadsparksvallen                                        |                                                         |
| 15:00 UTC+2 | 15:00 UTC+2   | Daryl Smylie 83′ | (0 – 0) Rapport |          | Jönköping Publik: 3 482 Domare: Glenn Nyberg (Borlänge) | Jönköping Publik: 3 482 Domare: Glenn Nyberg (Borlänge) |
| 15:00 UTC+2 | 15:00 UTC+2   |                  |                 |          | Jönköping Publik: 3 482 Domare: Glenn Nyberg (Borlänge) | Jönköping Publik: 3 482 Domare: Glenn Nyberg (Borlänge) |
| 15:00 UTC+2 | 15:00 UTC+2   |                  |                 |          | Jönköping Publik: 3 482 Domare: Glenn Nyberg (Borlänge) | Jönköping Publik: 3 482 Domare: Glenn Nyberg (Borlänge) |

| 29          | 17 april 2016 | IFK Göteborg                | 1 – 1          | Kalmar FF          | Gamla Ullevi                                       |                                                    |
| 17:30 UTC+2 | 17:30 UTC+2   | Emil Salomonsson 52′ (str.) | (0 –1) Rapport | 7′ Tobias Eriksson | Göteborg Publik: 11 871 Domare: Johan Hamlin (Bro) | Göteborg Publik: 11 871 Domare: Johan Hamlin (Bro) |
| 17:30 UTC+2 | 17:30 UTC+2   |                             |                |                    | Göteborg Publik: 11 871 Domare: Johan Hamlin (Bro) | Göteborg Publik: 11 871 Domare: Johan Hamlin (Bro) |
| 17:30 UTC+2 | 17:30 UTC+2   |                             |                |                    | Göteborg Publik: 11 871 Domare: Johan Hamlin (Bro) | Göteborg Publik: 11 871 Domare: Johan Hamlin (Bro) |

| 30          | 18 april 2016 | IF Elfsborg | 0 – 1           | Malmö FF             | Borås Arena                                              |                                                          |
| 19:00 UTC+2 | 19:00 UTC+2   |             | (0 – 0) Rapport | 78′ Markus Rosenberg | Borås Publik: 8 512 Domare: Martin Strömbergsson (Gävle) | Borås Publik: 8 512 Domare: Martin Strömbergsson (Gävle) |
| 19:00 UTC+2 | 19:00 UTC+2   |             |                 |                      | Borås Publik: 8 512 Domare: Martin Strömbergsson (Gävle) | Borås Publik: 8 512 Domare: Martin Strömbergsson (Gävle) |
| 19:00 UTC+2 | 19:00 UTC+2   |             |                 |                      | Borås Publik: 8 512 Domare: Martin Strömbergsson (Gävle) | Borås Publik: 8 512 Domare: Martin Strömbergsson (Gävle) |

| 31          | 18 april 2016 | GIF Sundsvall                                | 3 – 1           | Örebro SK                | Norrporten Arena                                         |                                                          |
| 19:00 UTC+2 | 19:00 UTC+2   | Pa Dibba 20′, 29′ Rúnar Már Sigurjónsson 59′ | (2 – 1) Rapport | 24′ Robert Åhman-Persson | Sundsvall Publik: 3 428 Domare: Bojan Pandzic (Göteborg) | Sundsvall Publik: 3 428 Domare: Bojan Pandzic (Göteborg) |
| 19:00 UTC+2 | 19:00 UTC+2   |                                              |                 |                          | Sundsvall Publik: 3 428 Domare: Bojan Pandzic (Göteborg) | Sundsvall Publik: 3 428 Domare: Bojan Pandzic (Göteborg) |
| 19:00 UTC+2 | 19:00 UTC+2   |                                              |                 |                          | Sundsvall Publik: 3 428 Domare: Bojan Pandzic (Göteborg) | Sundsvall Publik: 3 428 Domare: Bojan Pandzic (Göteborg) |

| 32          | 19 april 2016 | Djurgårdens IF  | 1 – 3           | Hammarby IF                                                  | Tele2 Arena                                            |                                                        |
| 19:00 UTC+2 | 19:00 UTC+2   | Sam Johnson 25′ | (1 – 2) Rapport | 12′, 41′ Alexssander Medeiros de Azeredo 62′ Erik Israelsson | Stockholm Publik: 24 900 Domare: Andreas Ekberg (Lund) | Stockholm Publik: 24 900 Domare: Andreas Ekberg (Lund) |
| 19:00 UTC+2 | 19:00 UTC+2   |                 |                 |                                                              | Stockholm Publik: 24 900 Domare: Andreas Ekberg (Lund) | Stockholm Publik: 24 900 Domare: Andreas Ekberg (Lund) |
| 19:00 UTC+2 | 19:00 UTC+2   |                 |                 |                                                              | Stockholm Publik: 24 900 Domare: Andreas Ekberg (Lund) | Stockholm Publik: 24 900 Domare: Andreas Ekberg (Lund) |

### Omgång 5
| 33          | 22 april 2016 | Falkenbergs FF                             | 2 – 1           | IFK Norrköping       | Falkenbergs IP                                        |                                                       |
| 19:00 UTC+2 | 19:00 UTC+2   | Gustaf Nilsson 26′ Thomas Juel-Nielsen 82′ | (1 – 0) Rapport | 77′ Andreas Hadenius | Falkenberg Publik: 2 444 Domare: Per Melin (Kävlinge) | Falkenberg Publik: 2 444 Domare: Per Melin (Kävlinge) |
| 19:00 UTC+2 | 19:00 UTC+2   |                                            |                 |                      | Falkenberg Publik: 2 444 Domare: Per Melin (Kävlinge) | Falkenberg Publik: 2 444 Domare: Per Melin (Kävlinge) |
| 19:00 UTC+2 | 19:00 UTC+2   |                                            |                 |                      | Falkenberg Publik: 2 444 Domare: Per Melin (Kävlinge) | Falkenberg Publik: 2 444 Domare: Per Melin (Kävlinge) |

| 34          | 23 april 2016 | Hammarby IF                | 1 – 1           | Jönköpings Södra | Tele2 Arena                                                   |                                                               |
| 16:00 UTC+2 | 16:00 UTC+2   | André Calisir 90+4′ (sjm.) | (0 – 1) Rapport | 62′ Tommy Thelin | Stockholm Publik: 24 131 Domare: Martin Strömbergsson (Gävle) | Stockholm Publik: 24 131 Domare: Martin Strömbergsson (Gävle) |
| 16:00 UTC+2 | 16:00 UTC+2   |                            |                 |                  | Stockholm Publik: 24 131 Domare: Martin Strömbergsson (Gävle) | Stockholm Publik: 24 131 Domare: Martin Strömbergsson (Gävle) |
| 16:00 UTC+2 | 16:00 UTC+2   |                            |                 |                  | Stockholm Publik: 24 131 Domare: Martin Strömbergsson (Gävle) | Stockholm Publik: 24 131 Domare: Martin Strömbergsson (Gävle) |

| 35          | 23 april 2016 | Gefle IF | 0 – 0           | Östersunds FK | Gavlevallen                                        |                                                    |
| 16:00 UTC+2 | 16:00 UTC+2   |          | (0 – 0) Rapport |               | Gävle Publik: 3 078 Domare: Kaspar Sjöberg (Malmö) | Gävle Publik: 3 078 Domare: Kaspar Sjöberg (Malmö) |
| 16:00 UTC+2 | 16:00 UTC+2   |          |                 |               | Gävle Publik: 3 078 Domare: Kaspar Sjöberg (Malmö) | Gävle Publik: 3 078 Domare: Kaspar Sjöberg (Malmö) |
| 16:00 UTC+2 | 16:00 UTC+2   |          |                 |               | Gävle Publik: 3 078 Domare: Kaspar Sjöberg (Malmö) | Gävle Publik: 3 078 Domare: Kaspar Sjöberg (Malmö) |

| 36          | 24 april 2016 | Malmö FF            | 1 – 0           | Djurgårdens IF | Swedbank Stadion                                        |                                                         |
| 15:00 UTC+2 | 15:00 UTC+2   | Felipe Carvalho 62′ | (0 – 0) Rapport |                | Malmö Publik: 18 734 Domare: Mohammed Al-Hakim (Köping) | Malmö Publik: 18 734 Domare: Mohammed Al-Hakim (Köping) |
| 15:00 UTC+2 | 15:00 UTC+2   |                     |                 |                | Malmö Publik: 18 734 Domare: Mohammed Al-Hakim (Köping) | Malmö Publik: 18 734 Domare: Mohammed Al-Hakim (Köping) |
| 15:00 UTC+2 | 15:00 UTC+2   |                     |                 |                | Malmö Publik: 18 734 Domare: Mohammed Al-Hakim (Köping) | Malmö Publik: 18 734 Domare: Mohammed Al-Hakim (Köping) |

| 37          | 24 april 2016 | BK Häcken | 0 – 1           | GIF Sundsvall                | Bravida Arena                                          |                                                        |
| 15:00 UTC+2 | 15:00 UTC+2   |           | (0 – 1) Rapport | 18′ (str.) Lars Krogh Gerson | Göteborg Publik: 2 022 Domare: Glenn Nyberg (Borlänge) | Göteborg Publik: 2 022 Domare: Glenn Nyberg (Borlänge) |
| 15:00 UTC+2 | 15:00 UTC+2   |           |                 |                              | Göteborg Publik: 2 022 Domare: Glenn Nyberg (Borlänge) | Göteborg Publik: 2 022 Domare: Glenn Nyberg (Borlänge) |
| 15:00 UTC+2 | 15:00 UTC+2   |           |                 |                              | Göteborg Publik: 2 022 Domare: Glenn Nyberg (Borlänge) | Göteborg Publik: 2 022 Domare: Glenn Nyberg (Borlänge) |

| 38          | 24 april 2016 | Örebro SK                                  | 3 – 2           | IFK Göteborg                     | Behrn Arena                                        |                                                    |
| 17:30 UTC+2 | 17:30 UTC+2   | Robert Åhman-Persson 7′ Maic Sema 68′, 75′ | (1 – 1) Rapport | 26′ Mikael Boman 64′ Søren Rieks | Örebro Publik: 8 451 Domare: Andreas Ekberg (Lund) | Örebro Publik: 8 451 Domare: Andreas Ekberg (Lund) |
| 17:30 UTC+2 | 17:30 UTC+2   |                                            |                 |                                  | Örebro Publik: 8 451 Domare: Andreas Ekberg (Lund) | Örebro Publik: 8 451 Domare: Andreas Ekberg (Lund) |
| 17:30 UTC+2 | 17:30 UTC+2   |                                            |                 |                                  | Örebro Publik: 8 451 Domare: Andreas Ekberg (Lund) | Örebro Publik: 8 451 Domare: Andreas Ekberg (Lund) |

| 39          | 25 april 2016 | AIK                                   | 2 – 1           | IF Elfsborg        | Friends Arena                                                  |                                                                |
| 19:00 UTC+2 | 19:00 UTC+2   | Alexander Isak 14′ Anton Salétros 44′ | (2 – 1) Rapport | 19′ Viktor Prodell | Stockholm Publik: 13 422 Domare: Kristoffer Karlsson (Höganäs) | Stockholm Publik: 13 422 Domare: Kristoffer Karlsson (Höganäs) |
| 19:00 UTC+2 | 19:00 UTC+2   |                                       |                 |                    | Stockholm Publik: 13 422 Domare: Kristoffer Karlsson (Höganäs) | Stockholm Publik: 13 422 Domare: Kristoffer Karlsson (Höganäs) |
| 19:00 UTC+2 | 19:00 UTC+2   |                                       |                 |                    | Stockholm Publik: 13 422 Domare: Kristoffer Karlsson (Höganäs) | Stockholm Publik: 13 422 Domare: Kristoffer Karlsson (Höganäs) |

| 40          | 25 april 2016 | Kalmar FF                                | 2 – 3           | Helsingborgs IF                                            | Guldfågeln Arena                                      |                                                       |
| 19:00 UTC+2 | 19:00 UTC+2   | Marcus Antonsson 12′ Tobias Eriksson 20′ | (2 – 2) Rapport | 15′ Darijan Bojanić 36′ Carl Johansson 64′ Linus Hallenius | Kalmar Publik: 4 901 Domare: Bojan Pandzic (Göteborg) | Kalmar Publik: 4 901 Domare: Bojan Pandzic (Göteborg) |
| 19:00 UTC+2 | 19:00 UTC+2   |                                          |                 |                                                            | Kalmar Publik: 4 901 Domare: Bojan Pandzic (Göteborg) | Kalmar Publik: 4 901 Domare: Bojan Pandzic (Göteborg) |
| 19:00 UTC+2 | 19:00 UTC+2   |                                          |                 |                                                            | Kalmar Publik: 4 901 Domare: Bojan Pandzic (Göteborg) | Kalmar Publik: 4 901 Domare: Bojan Pandzic (Göteborg) |

### Omgång 6
| 41          | 26 april 2016 | IFK Norrköping                                                                | 3 – 1           | Hammarby IF         | Östgötaporten                                            |                                                          |
| 18:30 UTC+2 | 18:30 UTC+2   | Linus Wahlqvist 20′ Andreas Blomqvist 54′ Arnór Ingvi Traustason 90+8′ (str.) | (1 – 1) Rapport | 42′ Erik Israelsson | Norrköping Publik: 15 030 Domare: Kaspar Sjöberg (Malmö) | Norrköping Publik: 15 030 Domare: Kaspar Sjöberg (Malmö) |
| 18:30 UTC+2 | 18:30 UTC+2   |                                                                               |                 |                     | Norrköping Publik: 15 030 Domare: Kaspar Sjöberg (Malmö) | Norrköping Publik: 15 030 Domare: Kaspar Sjöberg (Malmö) |
| 18:30 UTC+2 | 18:30 UTC+2   |                                                                               |                 |                     | Norrköping Publik: 15 030 Domare: Kaspar Sjöberg (Malmö) | Norrköping Publik: 15 030 Domare: Kaspar Sjöberg (Malmö) |

| 42          | 27 april 2016 | Östersunds FK       | 2 – 4           | Örebro SK                                         | Jämtkraft Arena                                         |                                                         |
| 18:30 UTC+2 | 18:30 UTC+2   | Walid Atta 39′, 69′ | (1 – 1) Rapport | 41′, 58′ Karl Holmberg 51′, 60′ Daniel Gustavsson | Östersund Publik: 4 099 Domare: Patrik Eriksson (Gävle) | Östersund Publik: 4 099 Domare: Patrik Eriksson (Gävle) |
| 18:30 UTC+2 | 18:30 UTC+2   |                     |                 |                                                   | Östersund Publik: 4 099 Domare: Patrik Eriksson (Gävle) | Östersund Publik: 4 099 Domare: Patrik Eriksson (Gävle) |
| 18:30 UTC+2 | 18:30 UTC+2   |                     |                 |                                                   | Östersund Publik: 4 099 Domare: Patrik Eriksson (Gävle) | Östersund Publik: 4 099 Domare: Patrik Eriksson (Gävle) |

| 43          | 27 april 2016 | Jönköpings Södra | 1 – 1           | Falkenbergs FF        | Stadsparksvallen                                               |                                                                |
| 18:30 UTC+2 | 18:30 UTC+2   | Daryl Smylie 62′ | (0 – 0) Rapport | 50′ Zlatan Krizanović | Jönköping Publik: 4 236 Domare: Stefan Johannesson (Stockholm) | Jönköping Publik: 4 236 Domare: Stefan Johannesson (Stockholm) |
| 18:30 UTC+2 | 18:30 UTC+2   |                  |                 |                       | Jönköping Publik: 4 236 Domare: Stefan Johannesson (Stockholm) | Jönköping Publik: 4 236 Domare: Stefan Johannesson (Stockholm) |
| 18:30 UTC+2 | 18:30 UTC+2   |                  |                 |                       | Jönköping Publik: 4 236 Domare: Stefan Johannesson (Stockholm) | Jönköping Publik: 4 236 Domare: Stefan Johannesson (Stockholm) |

| 44          | 27 april 2016 | IFK Göteborg | 0 – 3 (Avbruten) | Malmö FF | Gamla Ullevi                                             |                                                          |
| 18:30 UTC+2 | 18:30 UTC+2   |              | Rapport          |          | Göteborg Publik: 15 748 Domare: Jonas Eriksson (Sigtuna) | Göteborg Publik: 15 748 Domare: Jonas Eriksson (Sigtuna) |
| 18:30 UTC+2 | 18:30 UTC+2   |              |                  |          | Göteborg Publik: 15 748 Domare: Jonas Eriksson (Sigtuna) | Göteborg Publik: 15 748 Domare: Jonas Eriksson (Sigtuna) |
| 18:30 UTC+2 | 18:30 UTC+2   |              |                  |          | Göteborg Publik: 15 748 Domare: Jonas Eriksson (Sigtuna) | Göteborg Publik: 15 748 Domare: Jonas Eriksson (Sigtuna) |

| 45          | 28 april 2016 | GIF Sundsvall                | 1 – 1           | Kalmar FF            | Norrporten Arena                                             |                                                              |
| 19:00 UTC+2 | 19:00 UTC+2   | Lars Krogh Gerson 42′ (str.) | (1 – 0) Rapport | 72′ Marcus Antonsson | Sundsvall Publik: 4 028 Domare: Markus Strömbergsson (Gävle) | Sundsvall Publik: 4 028 Domare: Markus Strömbergsson (Gävle) |
| 19:00 UTC+2 | 19:00 UTC+2   |                              |                 |                      | Sundsvall Publik: 4 028 Domare: Markus Strömbergsson (Gävle) | Sundsvall Publik: 4 028 Domare: Markus Strömbergsson (Gävle) |
| 19:00 UTC+2 | 19:00 UTC+2   |                              |                 |                      | Sundsvall Publik: 4 028 Domare: Markus Strömbergsson (Gävle) | Sundsvall Publik: 4 028 Domare: Markus Strömbergsson (Gävle) |

| 46          | 28 april 2016 | BK Häcken                                                                      | 6 – 1           | Gefle IF            | Bravida Arena                                             |                                                           |
| 18:30 UTC+2 | 18:30 UTC+2   | Demba Savage 32′, 41′ René Makondele 62′, 74′ John Owoeri 85′ Kari Arkivuo 88′ | (2 – 1) Rapport | 4′ Johan Bertilsson | Göteborg Publik: 1 424 Domare: Mohammed Al-Hakim (Köping) | Göteborg Publik: 1 424 Domare: Mohammed Al-Hakim (Köping) |
| 18:30 UTC+2 | 18:30 UTC+2   |                                                                                |                 |                     | Göteborg Publik: 1 424 Domare: Mohammed Al-Hakim (Köping) | Göteborg Publik: 1 424 Domare: Mohammed Al-Hakim (Köping) |
| 18:30 UTC+2 | 18:30 UTC+2   |                                                                                |                 |                     | Göteborg Publik: 1 424 Domare: Mohammed Al-Hakim (Köping) | Göteborg Publik: 1 424 Domare: Mohammed Al-Hakim (Köping) |

| 47          | 28 april 2016 | Helsingborgs IF        | 2 – 1           | AIK                   | Olympia                                              |                                                      |
| 19:00 UTC+2 | 19:00 UTC+2   | Jordan Larsson 6′, 75′ | (1 – 1) Rapport | 21′ Carlos Strandberg | Helsingborg Publik: 6 642 Domare: Johan Hamlin (Bro) | Helsingborg Publik: 6 642 Domare: Johan Hamlin (Bro) |
| 19:00 UTC+2 | 19:00 UTC+2   |                        |                 |                       | Helsingborg Publik: 6 642 Domare: Johan Hamlin (Bro) | Helsingborg Publik: 6 642 Domare: Johan Hamlin (Bro) |
| 19:00 UTC+2 | 19:00 UTC+2   |                        |                 |                       | Helsingborg Publik: 6 642 Domare: Johan Hamlin (Bro) | Helsingborg Publik: 6 642 Domare: Johan Hamlin (Bro) |

| 48          | 28 april 2016 | IF Elfsborg                                              | 3 – 0           | Djurgårdens IF | Borås Arena                                          |                                                      |
| 18:30 UTC+2 | 18:30 UTC+2   | Lasse Nilsson 36′ Viktor Claesson 43′ Viktor Prodell 66′ | (2 – 0) Rapport |                | Borås Publik: 6 402 Domare: Bojan Pandzic (Göteborg) | Borås Publik: 6 402 Domare: Bojan Pandzic (Göteborg) |
| 18:30 UTC+2 | 18:30 UTC+2   |                                                          |                 |                | Borås Publik: 6 402 Domare: Bojan Pandzic (Göteborg) | Borås Publik: 6 402 Domare: Bojan Pandzic (Göteborg) |
| 18:30 UTC+2 | 18:30 UTC+2   |                                                          |                 |                | Borås Publik: 6 402 Domare: Bojan Pandzic (Göteborg) | Borås Publik: 6 402 Domare: Bojan Pandzic (Göteborg) |

### Omgång 7
| 49          | 1 maj 2016  | Falkenbergs FF         | 1 – 2           | IF Elfsborg                        | Falkenbergs IP                                         |                                                        |
| 15:00 UTC+2 | 15:00 UTC+2 | Amin Nazari 42′ (str.) | (1 – 1) Rapport | 32′ Simon Hedlund 66′ Emir Bajrami | Falkenberg Publik: 3 432 Domare: Andreas Ekberg (Lund) | Falkenberg Publik: 3 432 Domare: Andreas Ekberg (Lund) |
| 15:00 UTC+2 | 15:00 UTC+2 |                        |                 |                                    | Falkenberg Publik: 3 432 Domare: Andreas Ekberg (Lund) | Falkenberg Publik: 3 432 Domare: Andreas Ekberg (Lund) |
| 15:00 UTC+2 | 15:00 UTC+2 |                        |                 |                                    | Falkenberg Publik: 3 432 Domare: Andreas Ekberg (Lund) | Falkenberg Publik: 3 432 Domare: Andreas Ekberg (Lund) |

| 50          | 1 maj 2016  | Hammarby IF        | 1 – 1           | GIF Sundsvall              | Tele2 Arena                                                     |                                                                 |
| 17:30 UTC+2 | 17:30 UTC+2 | Philip Haglund 52′ | (0 – 0) Rapport | 58′ Rúnar Már Sigurjónsson | Stockholm Publik: 23 877 Domare: Stefan Johannesson (Stockholm) | Stockholm Publik: 23 877 Domare: Stefan Johannesson (Stockholm) |
| 17:30 UTC+2 | 17:30 UTC+2 |                    |                 |                            | Stockholm Publik: 23 877 Domare: Stefan Johannesson (Stockholm) | Stockholm Publik: 23 877 Domare: Stefan Johannesson (Stockholm) |
| 17:30 UTC+2 | 17:30 UTC+2 |                    |                 |                            | Stockholm Publik: 23 877 Domare: Stefan Johannesson (Stockholm) | Stockholm Publik: 23 877 Domare: Stefan Johannesson (Stockholm) |

| 51          | 1 maj 2016  | Malmö FF                            | 3 – 0           | BK Häcken | Swedbank Stadion                                               |                                                                |
| 17:30 UTC+2 | 17:30 UTC+2 | Vidar Örn Kjartansson 34′, 38′, 66′ | (2 – 0) Rapport |           | Malmö Publik: 15 479 Domare: Kristoffer Karlsson (Helsingborg) | Malmö Publik: 15 479 Domare: Kristoffer Karlsson (Helsingborg) |
| 17:30 UTC+2 | 17:30 UTC+2 |                                     |                 |           | Malmö Publik: 15 479 Domare: Kristoffer Karlsson (Helsingborg) | Malmö Publik: 15 479 Domare: Kristoffer Karlsson (Helsingborg) |
| 17:30 UTC+2 | 17:30 UTC+2 |                                     |                 |           | Malmö Publik: 15 479 Domare: Kristoffer Karlsson (Helsingborg) | Malmö Publik: 15 479 Domare: Kristoffer Karlsson (Helsingborg) |

| 52          | 2 maj 2016  | IFK Norrköping                                     | 3 – 0           | Helsingborgs IF | Östgötaporten                                              |                                                            |
| 19:00 UTC+2 | 19:00 UTC+2 | Christoffer Nyman 10′ Emir Kujović 25′, 36′ (str.) | (3 – 0) Rapport |                 | Norrköping Publik: 10 411 Domare: Jonas Eriksson (Sigtuna) | Norrköping Publik: 10 411 Domare: Jonas Eriksson (Sigtuna) |
| 19:00 UTC+2 | 19:00 UTC+2 |                                                    |                 |                 | Norrköping Publik: 10 411 Domare: Jonas Eriksson (Sigtuna) | Norrköping Publik: 10 411 Domare: Jonas Eriksson (Sigtuna) |
| 19:00 UTC+2 | 19:00 UTC+2 |                                                    |                 |                 | Norrköping Publik: 10 411 Domare: Jonas Eriksson (Sigtuna) | Norrköping Publik: 10 411 Domare: Jonas Eriksson (Sigtuna) |

| 53          | 2 maj 2016  | Kalmar FF                                | 3 – 2           | Örebro SK                           | Guldfågeln Arena                                          |                                                           |
| 19:00 UTC+2 | 19:00 UTC+2 | Marcus Antonsson 33′, 86′ Papa Diouf 51′ | (1 – 1) Rapport | 22′ Daniel Gustavsson 50′ Maic Sema | Kalmar Publik: 4 408 Domare: Martin Strömbergsson (Gävle) | Kalmar Publik: 4 408 Domare: Martin Strömbergsson (Gävle) |
| 19:00 UTC+2 | 19:00 UTC+2 |                                          |                 |                                     | Kalmar Publik: 4 408 Domare: Martin Strömbergsson (Gävle) | Kalmar Publik: 4 408 Domare: Martin Strömbergsson (Gävle) |
| 19:00 UTC+2 | 19:00 UTC+2 |                                          |                 |                                     | Kalmar Publik: 4 408 Domare: Martin Strömbergsson (Gävle) | Kalmar Publik: 4 408 Domare: Martin Strömbergsson (Gävle) |

| 54          | 2 maj 2016  | AIK | 0 – 0           | Jönköpings Södra | Friends Arena                                               |                                                             |
| 19:00 UTC+2 | 19:00 UTC+2 |     | (0 – 0) Rapport |                  | Stockholm Publik: 12 242 Domare: Mohammed Al-Hakim (Köping) | Stockholm Publik: 12 242 Domare: Mohammed Al-Hakim (Köping) |
| 19:00 UTC+2 | 19:00 UTC+2 |     |                 |                  | Stockholm Publik: 12 242 Domare: Mohammed Al-Hakim (Köping) | Stockholm Publik: 12 242 Domare: Mohammed Al-Hakim (Köping) |
| 19:00 UTC+2 | 19:00 UTC+2 |     |                 |                  | Stockholm Publik: 12 242 Domare: Mohammed Al-Hakim (Köping) | Stockholm Publik: 12 242 Domare: Mohammed Al-Hakim (Köping) |

| 55          | 2 maj 2016  | Gefle IF               | 2 – 6           | IFK Göteborg | Gavlevallen                                         |                                                     |
| 19:00 UTC+2 | 19:00 UTC+2 | Dioh Williams 25′, 40′ | (2 – 1) Rapport | 10′ (sjm.) Jens Portin 57′ Martin Smedberg-Dalence 70′, 71′ Jakob Ankersen 79′ Tobias Hysén 88′ Patrik Karlsson Lagemyr | Gävle Publik: 3 141 Domare: Glenn Nyberg (Borlänge) | Gävle Publik: 3 141 Domare: Glenn Nyberg (Borlänge) |
| 19:00 UTC+2 | 19:00 UTC+2 |                        |                 | | Gävle Publik: 3 141 Domare: Glenn Nyberg (Borlänge) | Gävle Publik: 3 141 Domare: Glenn Nyberg (Borlänge) |
| 19:00 UTC+2 | 19:00 UTC+2 |                        |                 | | Gävle Publik: 3 141 Domare: Glenn Nyberg (Borlänge) | Gävle Publik: 3 141 Domare: Glenn Nyberg (Borlänge) |

| 56          | 2 maj 2016  | Djurgårdens IF                                        | 3 – 0           | Östersunds FK | Tele2 Arena                                                   |                                                               |
| 19:00 UTC+2 | 19:00 UTC+2 | Seon-Min Moon 17′ Sam Johnson 18′ Mathias Ranégie 69′ | (2 – 0) Rapport |               | Stockholm Publik: 11 275 Domare: Markus Strömbergsson (Gävle) | Stockholm Publik: 11 275 Domare: Markus Strömbergsson (Gävle) |
| 19:00 UTC+2 | 19:00 UTC+2 |                                                       |                 |               | Stockholm Publik: 11 275 Domare: Markus Strömbergsson (Gävle) | Stockholm Publik: 11 275 Domare: Markus Strömbergsson (Gävle) |
| 19:00 UTC+2 | 19:00 UTC+2 |                                                       |                 |               | Stockholm Publik: 11 275 Domare: Markus Strömbergsson (Gävle) | Stockholm Publik: 11 275 Domare: Markus Strömbergsson (Gävle) |

### Omgång 8
| 57          | 7 maj 2016  | Östersunds FK     | 1 – 0           | Kalmar FF | Jämtkraft Arena                                         |                                                         |
| 16:00 UTC+2 | 16:00 UTC+2 | Ronald Mukiibi 7′ | (1 – 0) Rapport |           | Östersund Publik: 4 797 Domare: Glenn Nyberg (Borlänge) | Östersund Publik: 4 797 Domare: Glenn Nyberg (Borlänge) |
| 16:00 UTC+2 | 16:00 UTC+2 |                   |                 |           | Östersund Publik: 4 797 Domare: Glenn Nyberg (Borlänge) | Östersund Publik: 4 797 Domare: Glenn Nyberg (Borlänge) |
| 16:00 UTC+2 | 16:00 UTC+2 |                   |                 |           | Östersund Publik: 4 797 Domare: Glenn Nyberg (Borlänge) | Östersund Publik: 4 797 Domare: Glenn Nyberg (Borlänge) |

| 58          | 7 maj 2016  | IF Elfsborg                         | 2 – 0           | Gefle IF | Borås Arena                                    |                                                |
| 16:00 UTC+2 | 16:00 UTC+2 | Lasse Nilsson 21′ Simon Hedlund 58′ | (1 – 0) Rapport |          | Borås Publik: 6 016 Domare: Johan Hamlin (Bro) | Borås Publik: 6 016 Domare: Johan Hamlin (Bro) |
| 16:00 UTC+2 | 16:00 UTC+2 |                                     |                 |          | Borås Publik: 6 016 Domare: Johan Hamlin (Bro) | Borås Publik: 6 016 Domare: Johan Hamlin (Bro) |
| 16:00 UTC+2 | 16:00 UTC+2 |                                     |                 |          | Borås Publik: 6 016 Domare: Johan Hamlin (Bro) | Borås Publik: 6 016 Domare: Johan Hamlin (Bro) |

| 59          | 8 maj 2016  | Jönköpings Södra | 0 – 2           | IFK Norrköping                         | Stadsparksvallen                                              |                                                               |
| 15:00 UTC+2 | 15:00 UTC+2 |                  | (0 – 1) Rapport | 15′ Christoffer Nyman 63′ Emir Kujović | Jönköping Publik: 6 191 Domare: Kristoffer Karlsson (Höganäs) | Jönköping Publik: 6 191 Domare: Kristoffer Karlsson (Höganäs) |
| 15:00 UTC+2 | 15:00 UTC+2 |                  |                 |                                        | Jönköping Publik: 6 191 Domare: Kristoffer Karlsson (Höganäs) | Jönköping Publik: 6 191 Domare: Kristoffer Karlsson (Höganäs) |
| 15:00 UTC+2 | 15:00 UTC+2 |                  |                 |                                        | Jönköping Publik: 6 191 Domare: Kristoffer Karlsson (Höganäs) | Jönköping Publik: 6 191 Domare: Kristoffer Karlsson (Höganäs) |

| 60          | 8 maj 2016  | Helsingborgs IF                     | 2 – 1           | Malmö FF                  | Olympia                                                         |                                                                 |
| 15:00 UTC+2 | 15:00 UTC+2 | Jordan Larsson 4′ Tyrell Rusike 81′ | (1 – 0) Rapport | 90+4′ Magnus Wolff Eikrem | Helsingborg Publik: 11 065 Domare: Martin Strömbergsson (Gävle) | Helsingborg Publik: 11 065 Domare: Martin Strömbergsson (Gävle) |
| 15:00 UTC+2 | 15:00 UTC+2 |                                     |                 |                           | Helsingborg Publik: 11 065 Domare: Martin Strömbergsson (Gävle) | Helsingborg Publik: 11 065 Domare: Martin Strömbergsson (Gävle) |
| 15:00 UTC+2 | 15:00 UTC+2 |                                     |                 |                           | Helsingborg Publik: 11 065 Domare: Martin Strömbergsson (Gävle) | Helsingborg Publik: 11 065 Domare: Martin Strömbergsson (Gävle) |

| 61          | 8 maj 2016  | BK Häcken                       | 2 – 3           | AIK                                        | Bravida Arena                                         |                                                       |
| 17:30 UTC+2 | 17:30 UTC+2 | Paulo José de Oliveira 32′, 80′ | (1 – 2) Rapport | 24′, 85′ Carlos Strandberg 28′ Ahmed Yasin | Göteborg Publik: 3 514 Domare: Kaspar Sjöberg (Malmö) | Göteborg Publik: 3 514 Domare: Kaspar Sjöberg (Malmö) |
| 17:30 UTC+2 | 17:30 UTC+2 |                                 |                 |                                            | Göteborg Publik: 3 514 Domare: Kaspar Sjöberg (Malmö) | Göteborg Publik: 3 514 Domare: Kaspar Sjöberg (Malmö) |
| 17:30 UTC+2 | 17:30 UTC+2 |                                 |                 |                                            | Göteborg Publik: 3 514 Domare: Kaspar Sjöberg (Malmö) | Göteborg Publik: 3 514 Domare: Kaspar Sjöberg (Malmö) |

| 62          | 9 maj 2016  | Örebro SK                                                             | 3 – 2           | Hammarby IF                                                     | Behrn Arena                                            |                                                        |
| 19:00 UTC+2 | 19:00 UTC+2 | Daniel Nordmark 18′ Astrit Ajdarević 45′ (str.) Brendan Hines-Ike 69′ | (2 – 2) Rapport | 11′ Alexssander Medeiros de Azeredo 34′ (sjm.) Michael Almebäck | Örebro Publik: 10 362 Domare: Jonas Eriksson (Sigtuna) | Örebro Publik: 10 362 Domare: Jonas Eriksson (Sigtuna) |
| 19:00 UTC+2 | 19:00 UTC+2 |                                                                       |                 |                                                                 | Örebro Publik: 10 362 Domare: Jonas Eriksson (Sigtuna) | Örebro Publik: 10 362 Domare: Jonas Eriksson (Sigtuna) |
| 19:00 UTC+2 | 19:00 UTC+2 |                                                                       |                 |                                                                 | Örebro Publik: 10 362 Domare: Jonas Eriksson (Sigtuna) | Örebro Publik: 10 362 Domare: Jonas Eriksson (Sigtuna) |

| 63          | 9 maj 2016  | GIF Sundsvall                               | 2 – 1           | Falkenbergs FF          | Norrporten Arena                                         |                                                          |
| 19:00 UTC+2 | 19:00 UTC+2 | Rúnar Már Sigurjónsson 11′ Stefan Silva 23′ | (2 – 0) Rapport | 74′ Thomas Juel-Nielsen | Sundsvall Publik: 4 355 Domare: Bojan Pandzic (Göteborg) | Sundsvall Publik: 4 355 Domare: Bojan Pandzic (Göteborg) |
| 19:00 UTC+2 | 19:00 UTC+2 |                                             |                 |                         | Sundsvall Publik: 4 355 Domare: Bojan Pandzic (Göteborg) | Sundsvall Publik: 4 355 Domare: Bojan Pandzic (Göteborg) |
| 19:00 UTC+2 | 19:00 UTC+2 |                                             |                 |                         | Sundsvall Publik: 4 355 Domare: Bojan Pandzic (Göteborg) | Sundsvall Publik: 4 355 Domare: Bojan Pandzic (Göteborg) |

| 64          | 9 maj 2016  | IFK Göteborg                        | 2 – 1           | Djurgårdens IF     | Gamla Ullevi                                                   |                                                                |
| 19:00 UTC+2 | 19:00 UTC+2 | Gustav Engvall 61′ Tobias Hysén 82′ | (0 – 0) Rapport | 53′ Besard Sabovic | Göteborg Publik: 12 214 Domare: Stefan Johannesson (Stockholm) | Göteborg Publik: 12 214 Domare: Stefan Johannesson (Stockholm) |
| 19:00 UTC+2 | 19:00 UTC+2 |                                     |                 |                    | Göteborg Publik: 12 214 Domare: Stefan Johannesson (Stockholm) | Göteborg Publik: 12 214 Domare: Stefan Johannesson (Stockholm) |
| 19:00 UTC+2 | 19:00 UTC+2 |                                     |                 |                    | Göteborg Publik: 12 214 Domare: Stefan Johannesson (Stockholm) | Göteborg Publik: 12 214 Domare: Stefan Johannesson (Stockholm) |

### Omgång 9
| 65          | 13 maj 2016 | Jönköpings Södra  | 1 – 1           | Helsingborgs IF                | Stadsparksvallen                                   |                                                    |
| 19:00 UTC+2 | 19:00 UTC+2 | Paweł Cibicki 48′ | (0 – 1) Rapport | 45+3′ Frederik Helstrup Jensen | Jönköping Publik: 5 005 Domare: Johan Hamlin (Bro) | Jönköping Publik: 5 005 Domare: Johan Hamlin (Bro) |
| 19:00 UTC+2 | 19:00 UTC+2 |                   |                 |                                | Jönköping Publik: 5 005 Domare: Johan Hamlin (Bro) | Jönköping Publik: 5 005 Domare: Johan Hamlin (Bro) |
| 19:00 UTC+2 | 19:00 UTC+2 |                   |                 |                                | Jönköping Publik: 5 005 Domare: Johan Hamlin (Bro) | Jönköping Publik: 5 005 Domare: Johan Hamlin (Bro) |

| 66          | 14 maj 2016 | Malmö FF                                     | 3 – 0           | Gefle IF | Swedbank Stadion                                        |                                                         |
| 16:00 UTC+2 | 16:00 UTC+2 | Guillermo Molins 49′, 58′ Vladimir Rodić 76′ | (0 – 0) Rapport |          | Malmö Publik: 13 801 Domare: Magnus Lindgren (Göteborg) | Malmö Publik: 13 801 Domare: Magnus Lindgren (Göteborg) |
| 16:00 UTC+2 | 16:00 UTC+2 |                                              |                 |          | Malmö Publik: 13 801 Domare: Magnus Lindgren (Göteborg) | Malmö Publik: 13 801 Domare: Magnus Lindgren (Göteborg) |
| 16:00 UTC+2 | 16:00 UTC+2 |                                              |                 |          | Malmö Publik: 13 801 Domare: Magnus Lindgren (Göteborg) | Malmö Publik: 13 801 Domare: Magnus Lindgren (Göteborg) |

| 67          | 14 maj 2016 | Kalmar FF            | 1 – 1           | Hammarby IF         | Guldfågeln Arena                                     |                                                      |
| 16:00 UTC+2 | 16:00 UTC+2 | Marcus Antonsson 41′ | (1 – 0) Rapport | 65′ Erik Israelsson | Kalmar Publik: 10 189 Domare: Kaspar Sjöberg (Malmö) | Kalmar Publik: 10 189 Domare: Kaspar Sjöberg (Malmö) |
| 16:00 UTC+2 | 16:00 UTC+2 |                      |                 |                     | Kalmar Publik: 10 189 Domare: Kaspar Sjöberg (Malmö) | Kalmar Publik: 10 189 Domare: Kaspar Sjöberg (Malmö) |
| 16:00 UTC+2 | 16:00 UTC+2 |                      |                 |                     | Kalmar Publik: 10 189 Domare: Kaspar Sjöberg (Malmö) | Kalmar Publik: 10 189 Domare: Kaspar Sjöberg (Malmö) |

| 68          | 15 maj 2016 | IFK Norrköping                                                       | 3 – 1           | GIF Sundsvall    | Östgötaporten                                            |                                                          |
| 15:00 UTC+2 | 15:00 UTC+2 | Emir Kujović 18′ (str.) Sebastian Andersson 53′ Nikola Tkalčić 90+4′ | (1 – 0) Rapport | 89′ Johan Eklund | Norrköping Publik: 9 228 Domare: Glenn Nyberg (Borlänge) | Norrköping Publik: 9 228 Domare: Glenn Nyberg (Borlänge) |
| 15:00 UTC+2 | 15:00 UTC+2 |                                                                      |                 |                  | Norrköping Publik: 9 228 Domare: Glenn Nyberg (Borlänge) | Norrköping Publik: 9 228 Domare: Glenn Nyberg (Borlänge) |
| 15:00 UTC+2 | 15:00 UTC+2 |                                                                      |                 |                  | Norrköping Publik: 9 228 Domare: Glenn Nyberg (Borlänge) | Norrköping Publik: 9 228 Domare: Glenn Nyberg (Borlänge) |

| 69          | 15 maj 2016 | Örebro SK         | 1 – 0           | IF Elfsborg | Behrn Arena                                               |                                                           |
| 15:00 UTC+2 | 15:00 UTC+2 | Erik Moberg 90+5′ | (0 – 0) Rapport |             | Örebro Publik: 6 757 Domare: Markus Strömbergsson (Gävle) | Örebro Publik: 6 757 Domare: Markus Strömbergsson (Gävle) |
| 15:00 UTC+2 | 15:00 UTC+2 |                   |                 |             | Örebro Publik: 6 757 Domare: Markus Strömbergsson (Gävle) | Örebro Publik: 6 757 Domare: Markus Strömbergsson (Gävle) |
| 15:00 UTC+2 | 15:00 UTC+2 |                   |                 |             | Örebro Publik: 6 757 Domare: Markus Strömbergsson (Gävle) | Örebro Publik: 6 757 Domare: Markus Strömbergsson (Gävle) |

| 70          | 15 maj 2016 | Östersunds FK                        | 2 – 0           | IFK Göteborg | Jämtkraft Arena                                       |                                                       |
| 17:30 UTC+2 | 17:30 UTC+2 | Ronald Mukiibi 65′ Saman Ghoddos 71′ | (0 – 0) Rapport |              | Östersund Publik: 7 159 Domare: Andreas Ekberg (Lund) | Östersund Publik: 7 159 Domare: Andreas Ekberg (Lund) |
| 17:30 UTC+2 | 17:30 UTC+2 |                                      |                 |              | Östersund Publik: 7 159 Domare: Andreas Ekberg (Lund) | Östersund Publik: 7 159 Domare: Andreas Ekberg (Lund) |
| 17:30 UTC+2 | 17:30 UTC+2 |                                      |                 |              | Östersund Publik: 7 159 Domare: Andreas Ekberg (Lund) | Östersund Publik: 7 159 Domare: Andreas Ekberg (Lund) |

| 71          | 15 maj 2016 | Falkenbergs FF     | 1 – 4           | BK Häcken                                                                     | Falkenbergs IP                                              |                                                             |
| 17:30 UTC+2 | 17:30 UTC+2 | Enock Kwakwa 45+1′ | (1 – 2) Rapport | 12′ Alexander Jeremejeff 25′ Samuel Gustafson 65′, 88′ Paulo José de Oliveira | Falkenberg Publik: 2 041 Domare: Mohammed Al-Hakim (Köping) | Falkenberg Publik: 2 041 Domare: Mohammed Al-Hakim (Köping) |
| 17:30 UTC+2 | 17:30 UTC+2 |                    |                 |                                                                               | Falkenberg Publik: 2 041 Domare: Mohammed Al-Hakim (Köping) | Falkenberg Publik: 2 041 Domare: Mohammed Al-Hakim (Köping) |
| 17:30 UTC+2 | 17:30 UTC+2 |                    |                 |                                                                               | Falkenberg Publik: 2 041 Domare: Mohammed Al-Hakim (Köping) | Falkenberg Publik: 2 041 Domare: Mohammed Al-Hakim (Köping) |

| 72          | 16 maj 2016 | AIK                                     | 2 – 0           | Djurgårdens IF | Friends Arena                                             |                                                           |
| 19:00 UTC+2 | 19:00 UTC+2 | Stefan Ishizaki 12′ Haukur Hauksson 51′ | (1 – 0) Rapport |                | Stockholm Publik: 26 109 Domare: Bojan Pandzic (Göteborg) | Stockholm Publik: 26 109 Domare: Bojan Pandzic (Göteborg) |
| 19:00 UTC+2 | 19:00 UTC+2 |                                         |                 |                | Stockholm Publik: 26 109 Domare: Bojan Pandzic (Göteborg) | Stockholm Publik: 26 109 Domare: Bojan Pandzic (Göteborg) |
| 19:00 UTC+2 | 19:00 UTC+2 |                                         |                 |                | Stockholm Publik: 26 109 Domare: Bojan Pandzic (Göteborg) | Stockholm Publik: 26 109 Domare: Bojan Pandzic (Göteborg) |

### Omgång 10
| 73          | 18 maj 2016 | Hammarby IF                                        | 2 – 3           | Malmö FF                                                                  | Tele2 Arena                                                 |                                                             |
| 18:30 UTC+2 | 18:30 UTC+2 | Rômulo Cabral Pereira Pinto 3′ Erik Israelsson 75′ | (1 – 2) Rapport | 10′ Vidar Örn Kjartansson 43′ Anders Christiansen 73′ Magnus Wolff Eikrem | Stockholm Publik: 23 617 Domare: Mohammed Al-Hakim (Köping) | Stockholm Publik: 23 617 Domare: Mohammed Al-Hakim (Köping) |
| 18:30 UTC+2 | 18:30 UTC+2 |                                                    |                 |                                                                           | Stockholm Publik: 23 617 Domare: Mohammed Al-Hakim (Köping) | Stockholm Publik: 23 617 Domare: Mohammed Al-Hakim (Köping) |
| 18:30 UTC+2 | 18:30 UTC+2 |                                                    |                 |                                                                           | Stockholm Publik: 23 617 Domare: Mohammed Al-Hakim (Köping) | Stockholm Publik: 23 617 Domare: Mohammed Al-Hakim (Köping) |

| 74          | 18 maj 2016 | GIF Sundsvall | 1 – 3           | IF Elfsborg                                      | Norrporten Arena                                       |                                                        |
| 18:30 UTC+2 | 18:30 UTC+2 | Pa Dibba 31′  | (1 – 0) Rapport | 60′, 78′ Viktor Prodell 87′ (str.) Marcus Rohdén | Sundsvall Publik: 4 530 Domare: Johan Krantz (Uppsala) | Sundsvall Publik: 4 530 Domare: Johan Krantz (Uppsala) |
| 18:30 UTC+2 | 18:30 UTC+2 |               |                 |                                                  | Sundsvall Publik: 4 530 Domare: Johan Krantz (Uppsala) | Sundsvall Publik: 4 530 Domare: Johan Krantz (Uppsala) |
| 18:30 UTC+2 | 18:30 UTC+2 |               |                 |                                                  | Sundsvall Publik: 4 530 Domare: Johan Krantz (Uppsala) | Sundsvall Publik: 4 530 Domare: Johan Krantz (Uppsala) |

| 75          | 18 maj 2016 | BK Häcken                                                      | 3 – 1           | Jönköpings Södra  | Bravida Arena                                          |                                                        |
| 18:30 UTC+2 | 18:30 UTC+2 | Kari Arkivuo 16′ Samuel Gustafson 31′ Alexander Jeremejeff 47′ | (2 – 0) Rapport | 90′ Paweł Cibicki | Göteborg Publik: 2 513 Domare: Glenn Nyberg (Borlänge) | Göteborg Publik: 2 513 Domare: Glenn Nyberg (Borlänge) |
| 18:30 UTC+2 | 18:30 UTC+2 |                                                                |                 |                   | Göteborg Publik: 2 513 Domare: Glenn Nyberg (Borlänge) | Göteborg Publik: 2 513 Domare: Glenn Nyberg (Borlänge) |
| 18:30 UTC+2 | 18:30 UTC+2 |                                                                |                 |                   | Göteborg Publik: 2 513 Domare: Glenn Nyberg (Borlänge) | Göteborg Publik: 2 513 Domare: Glenn Nyberg (Borlänge) |

| 76          | 18 maj 2016 | Helsingborgs IF | 1 – 1           | Östersunds FK      | Olympia                                              |                                                      |
| 18:30 UTC+2 | 18:30 UTC+2 | Anton Wede 81′  | (0 – 1) Rapport | 20′ Andrew Stadler | Helsingborg Publik: 8 262 Domare: Johan Hamlin (Bro) | Helsingborg Publik: 8 262 Domare: Johan Hamlin (Bro) |
| 18:30 UTC+2 | 18:30 UTC+2 |                 |                 |                    | Helsingborg Publik: 8 262 Domare: Johan Hamlin (Bro) | Helsingborg Publik: 8 262 Domare: Johan Hamlin (Bro) |
| 18:30 UTC+2 | 18:30 UTC+2 |                 |                 |                    | Helsingborg Publik: 8 262 Domare: Johan Hamlin (Bro) | Helsingborg Publik: 8 262 Domare: Johan Hamlin (Bro) |

| 77          | 19 maj 2016 | IFK Göteborg         | 1 – 1           | IFK Norrköping             | Gamla Ullevi                                                 |                                                              |
| 19:00 UTC+2 | 19:00 UTC+2 | Emil Salomonsson 87′ | (0 – 0) Rapport | 49′ Arnór Ingvi Traustason | Göteborg Publik: 15 024 Domare: Martin Strömbergsson (Gävle) | Göteborg Publik: 15 024 Domare: Martin Strömbergsson (Gävle) |
| 19:00 UTC+2 | 19:00 UTC+2 |                      |                 |                            | Göteborg Publik: 15 024 Domare: Martin Strömbergsson (Gävle) | Göteborg Publik: 15 024 Domare: Martin Strömbergsson (Gävle) |
| 19:00 UTC+2 | 19:00 UTC+2 |                      |                 |                            | Göteborg Publik: 15 024 Domare: Martin Strömbergsson (Gävle) | Göteborg Publik: 15 024 Domare: Martin Strömbergsson (Gävle) |

| 78          | 19 maj 2016 | Gefle IF | 0 – 4           | Örebro SK                                                                        | Gavlevallen                                               |                                                           |
| 19:00 UTC+2 | 19:00 UTC+2 |          | (0 – 1) Rapport | 6′ Karl Holmberg 47′ Hjörtur Logi Valgardsson 63′ Astrit Ajdarević 83′ Maic Sema | Gävle Publik: 2 329 Domare: Kristoffer Karlsson (Höganäs) | Gävle Publik: 2 329 Domare: Kristoffer Karlsson (Höganäs) |
| 19:00 UTC+2 | 19:00 UTC+2 |          |                 |                                                                                  | Gävle Publik: 2 329 Domare: Kristoffer Karlsson (Höganäs) | Gävle Publik: 2 329 Domare: Kristoffer Karlsson (Höganäs) |
| 19:00 UTC+2 | 19:00 UTC+2 |          |                 |                                                                                  | Gävle Publik: 2 329 Domare: Kristoffer Karlsson (Höganäs) | Gävle Publik: 2 329 Domare: Kristoffer Karlsson (Höganäs) |

| 79          | 19 maj 2016 | Djurgårdens IF | 0 – 3           | Kalmar FF                                     | Tele2 Arena                                            |                                                        |
| 19:00 UTC+2 | 19:00 UTC+2 |                | (0 – 1) Rapport | 15′, 90+1′ Marcus Antonsson 51′ Jonathan Ring | Stockholm Publik: 11 114 Domare: Andreas Ekberg (Lund) | Stockholm Publik: 11 114 Domare: Andreas Ekberg (Lund) |
| 19:00 UTC+2 | 19:00 UTC+2 |                |                 |                                               | Stockholm Publik: 11 114 Domare: Andreas Ekberg (Lund) | Stockholm Publik: 11 114 Domare: Andreas Ekberg (Lund) |
| 19:00 UTC+2 | 19:00 UTC+2 |                |                 |                                               | Stockholm Publik: 11 114 Domare: Andreas Ekberg (Lund) | Stockholm Publik: 11 114 Domare: Andreas Ekberg (Lund) |

| 80          | 20 maj 2016 | Falkenbergs FF               | 2 – 3           | AIK                                              | Falkenbergs IP                                        |                                                       |
| 19:00 UTC+2 | 19:00 UTC+2 | Thomas Juel-Nielsen 39′, 81′ | (1 – 2) Rapport | 17′, 53′ Carlos Strandberg 45+1′ Haukur Hauksson | Falkenberg Publik: 3 292 Domare: Per Melin (Kävlinge) | Falkenberg Publik: 3 292 Domare: Per Melin (Kävlinge) |
| 19:00 UTC+2 | 19:00 UTC+2 |                              |                 |                                                  | Falkenberg Publik: 3 292 Domare: Per Melin (Kävlinge) | Falkenberg Publik: 3 292 Domare: Per Melin (Kävlinge) |
| 19:00 UTC+2 | 19:00 UTC+2 |                              |                 |                                                  | Falkenberg Publik: 3 292 Domare: Per Melin (Kävlinge) | Falkenberg Publik: 3 292 Domare: Per Melin (Kävlinge) |

### Omgång 11
| 81          | 21 maj 2016 | GIF Sundsvall                                                                         | 5 – 0           | Östersunds FK | Norrporten Arena                                             |                                                              |
| 16:00 UTC+2 | 16:00 UTC+2 | Pa Dibba 32′ Rúnar Már Sigurjónsson 56′, 87′ Noah Sonko Sundberg 62′ Stefan Silva 65′ | (1 – 0) Rapport |               | Sundsvall Publik: 7 462 Domare: Markus Strömbergsson (Gävle) | Sundsvall Publik: 7 462 Domare: Markus Strömbergsson (Gävle) |
| 16:00 UTC+2 | 16:00 UTC+2 |                                                                                       |                 |               | Sundsvall Publik: 7 462 Domare: Markus Strömbergsson (Gävle) | Sundsvall Publik: 7 462 Domare: Markus Strömbergsson (Gävle) |
| 16:00 UTC+2 | 16:00 UTC+2 |                                                                                       |                 |               | Sundsvall Publik: 7 462 Domare: Markus Strömbergsson (Gävle) | Sundsvall Publik: 7 462 Domare: Markus Strömbergsson (Gävle) |

| 82          | 22 maj 2016 | Kalmar FF                   | 1 – 1           | BK Häcken                  | Guldfågeln Arena                                           |                                                            |
| 15:00 UTC+2 | 15:00 UTC+2 | Marcus Antonsson 67′ (str.) | (0 – 0) Rapport | 61′ Paulo José de Oliveira | Kalmar Publik: 4 620 Domare: Kristoffer Karlsson (Höganäs) | Kalmar Publik: 4 620 Domare: Kristoffer Karlsson (Höganäs) |
| 15:00 UTC+2 | 15:00 UTC+2 |                             |                 |                            | Kalmar Publik: 4 620 Domare: Kristoffer Karlsson (Höganäs) | Kalmar Publik: 4 620 Domare: Kristoffer Karlsson (Höganäs) |
| 15:00 UTC+2 | 15:00 UTC+2 |                             |                 |                            | Kalmar Publik: 4 620 Domare: Kristoffer Karlsson (Höganäs) | Kalmar Publik: 4 620 Domare: Kristoffer Karlsson (Höganäs) |

| 83          | 22 maj 2016 | Örebro SK                           | 2 – 2           | IFK Norrköping        | Behrn Arena                                          |                                                      |
| 15:00 UTC+2 | 15:00 UTC+2 | Maic Sema 18′ Daniel Gustavsson 75′ | (1 – 2) Rapport | 24′, 42′ Emir Kujović | Örebro Publik: 11 407 Domare: Kapsar Sjöberg (Malmö) | Örebro Publik: 11 407 Domare: Kapsar Sjöberg (Malmö) |
| 15:00 UTC+2 | 15:00 UTC+2 |                                     |                 |                       | Örebro Publik: 11 407 Domare: Kapsar Sjöberg (Malmö) | Örebro Publik: 11 407 Domare: Kapsar Sjöberg (Malmö) |
| 15:00 UTC+2 | 15:00 UTC+2 |                                     |                 |                       | Örebro Publik: 11 407 Domare: Kapsar Sjöberg (Malmö) | Örebro Publik: 11 407 Domare: Kapsar Sjöberg (Malmö) |

| 84          | 22 maj 2016 | IF Elfsborg                                        | 3 – 3           | Jönköpings Södra                                        | Borås Arena                                          |                                                      |
| 17:30 UTC+2 | 17:30 UTC+2 | Marcus Rohdén 32′ Per Frick 62′ Viktor Prodell 68′ | (1 – 0) Rapport | 65′ Jesper Svensson 74′ Liridon Silka 87′ Paweł Cibicki | Borås Publik: 8 577 Domare: Bojan Pandzic (Göteborg) | Borås Publik: 8 577 Domare: Bojan Pandzic (Göteborg) |
| 17:30 UTC+2 | 17:30 UTC+2 |                                                    |                 |                                                         | Borås Publik: 8 577 Domare: Bojan Pandzic (Göteborg) | Borås Publik: 8 577 Domare: Bojan Pandzic (Göteborg) |
| 17:30 UTC+2 | 17:30 UTC+2 |                                                    |                 |                                                         | Borås Publik: 8 577 Domare: Bojan Pandzic (Göteborg) | Borås Publik: 8 577 Domare: Bojan Pandzic (Göteborg) |

| 85          | 22 maj 2016 | Djurgårdens IF                                           | 3 – 0           | Helsingborgs IF | Tele2 Arena                                              |                                                          |
| 17:30 UTC+2 | 17:30 UTC+2 | Sam Johnson 12′ Daniel Berntsen 52′ Jesper Karlström 84′ | (1 – 0) Rapport |                 | Stockholm Publik: 13 183 Domare: Glenn Nyberg (Borlänge) | Stockholm Publik: 13 183 Domare: Glenn Nyberg (Borlänge) |
| 17:30 UTC+2 | 17:30 UTC+2 |                                                          |                 |                 | Stockholm Publik: 13 183 Domare: Glenn Nyberg (Borlänge) | Stockholm Publik: 13 183 Domare: Glenn Nyberg (Borlänge) |
| 17:30 UTC+2 | 17:30 UTC+2 |                                                          |                 |                 | Stockholm Publik: 13 183 Domare: Glenn Nyberg (Borlänge) | Stockholm Publik: 13 183 Domare: Glenn Nyberg (Borlänge) |

| 86          | 23 maj 2016 | Gefle IF | 0 – 1           | AIK                | Gavlevallen                                            |                                                        |
| 19:00 UTC+2 | 19:00 UTC+2 |          | (0 – 0) Rapport | 52′ Alexander Isak | Gävle Publik: 5 065 Domare: Mohammed Al-Hakim (Köping) | Gävle Publik: 5 065 Domare: Mohammed Al-Hakim (Köping) |
| 19:00 UTC+2 | 19:00 UTC+2 |          |                 |                    | Gävle Publik: 5 065 Domare: Mohammed Al-Hakim (Köping) | Gävle Publik: 5 065 Domare: Mohammed Al-Hakim (Köping) |
| 19:00 UTC+2 | 19:00 UTC+2 |          |                 |                    | Gävle Publik: 5 065 Domare: Mohammed Al-Hakim (Köping) | Gävle Publik: 5 065 Domare: Mohammed Al-Hakim (Köping) |

| 87          | 23 maj 2016 | IFK Göteborg                                | 2 – 1           | Hammarby IF              | Gamla Ullevi                                                   |                                                                |
| 19:00 UTC+2 | 19:00 UTC+2 | Martin Smedberg-Dalence 7′ Mikael Boman 67′ | (1 – 0) Rapport | 87′ Birkir Már Sævarsson | Göteborg Publik: 13 209 Domare: Stefan Johannesson (Stockholm) | Göteborg Publik: 13 209 Domare: Stefan Johannesson (Stockholm) |
| 19:00 UTC+2 | 19:00 UTC+2 |                                             |                 |                          | Göteborg Publik: 13 209 Domare: Stefan Johannesson (Stockholm) | Göteborg Publik: 13 209 Domare: Stefan Johannesson (Stockholm) |
| 19:00 UTC+2 | 19:00 UTC+2 |                                             |                 |                          | Göteborg Publik: 13 209 Domare: Stefan Johannesson (Stockholm) | Göteborg Publik: 13 209 Domare: Stefan Johannesson (Stockholm) |

| 88          | 23 maj 2016 | Malmö FF                                      | 2 – 0           | Falkenbergs FF | Swedbank Stadion                                          |                                                           |
| 19:00 UTC+2 | 19:00 UTC+2 | Markus Rosenberg 7′ Vidar Örn Kjartansson 12′ | (2 – 0) Rapport |                | Malmö Publik: 15 876 Domare: Martin Strömbergsson (Gävle) | Malmö Publik: 15 876 Domare: Martin Strömbergsson (Gävle) |
| 19:00 UTC+2 | 19:00 UTC+2 |                                               |                 |                | Malmö Publik: 15 876 Domare: Martin Strömbergsson (Gävle) | Malmö Publik: 15 876 Domare: Martin Strömbergsson (Gävle) |
| 19:00 UTC+2 | 19:00 UTC+2 |                                               |                 |                | Malmö Publik: 15 876 Domare: Martin Strömbergsson (Gävle) | Malmö Publik: 15 876 Domare: Martin Strömbergsson (Gävle) |

### Omgång 12
| 89          | 28 maj 2016 | Östersunds FK | 1 – 4           | Malmö FF                                                 | Jämtkraft Arena                                        |                                                        |
| 16:00 UTC+2 | 16:00 UTC+2 | Alex Dyer 63′ | (0 – 2) Rapport | 3′ Markus Rosenberg 6′, 65′, 90+4′ Vidar Örn Kjartansson | Östersund Publik: 7 739 Domare: Johan Krantz (Uppsala) | Östersund Publik: 7 739 Domare: Johan Krantz (Uppsala) |
| 16:00 UTC+2 | 16:00 UTC+2 |               |                 |                                                          | Östersund Publik: 7 739 Domare: Johan Krantz (Uppsala) | Östersund Publik: 7 739 Domare: Johan Krantz (Uppsala) |
| 16:00 UTC+2 | 16:00 UTC+2 |               |                 |                                                          | Östersund Publik: 7 739 Domare: Johan Krantz (Uppsala) | Östersund Publik: 7 739 Domare: Johan Krantz (Uppsala) |

| 90          | 28 maj 2016 | Jönköpings Södra  | 1 – 1           | GIF Sundsvall   | Stadsparksvallen                                              |                                                               |
| 16:00 UTC+2 | 16:00 UTC+2 | Paweł Cibicki 66′ | (0 – 1) Rapport | 6′ Stefan Silva | Jönköping Publik: 5 073 Domare: Kristoffer Karlsson (Höganäs) | Jönköping Publik: 5 073 Domare: Kristoffer Karlsson (Höganäs) |
| 16:00 UTC+2 | 16:00 UTC+2 |                   |                 |                 | Jönköping Publik: 5 073 Domare: Kristoffer Karlsson (Höganäs) | Jönköping Publik: 5 073 Domare: Kristoffer Karlsson (Höganäs) |
| 16:00 UTC+2 | 16:00 UTC+2 |                   |                 |                 | Jönköping Publik: 5 073 Domare: Kristoffer Karlsson (Höganäs) | Jönköping Publik: 5 073 Domare: Kristoffer Karlsson (Höganäs) |

| 91          | 28 maj 2016 | AIK | 0 – 0           | Örebro SK | Friends Arena                                          |                                                        |
| 16:00 UTC+2 | 16:00 UTC+2 |     | (0 – 0) Rapport |           | Stockholm Publik: 18 882 Domare: Andreas Ekberg (Lund) | Stockholm Publik: 18 882 Domare: Andreas Ekberg (Lund) |
| 16:00 UTC+2 | 16:00 UTC+2 |     |                 |           | Stockholm Publik: 18 882 Domare: Andreas Ekberg (Lund) | Stockholm Publik: 18 882 Domare: Andreas Ekberg (Lund) |
| 16:00 UTC+2 | 16:00 UTC+2 |     |                 |           | Stockholm Publik: 18 882 Domare: Andreas Ekberg (Lund) | Stockholm Publik: 18 882 Domare: Andreas Ekberg (Lund) |

| 92          | 29 maj 2016 | Hammarby IF                                             | 2 – 1           | Gefle IF             | Tele2 Arena                                              |                                                          |
| 15:00 UTC+2 | 15:00 UTC+2 | Erik Israelsson 13′ Alexssander Medeiros de Azeredo 39′ | (2 – 0) Rapport | 89′ Johan Bertilsson | Stockholm Publik: 22 215 Domare: Glenn Nyberg (Borlänge) | Stockholm Publik: 22 215 Domare: Glenn Nyberg (Borlänge) |
| 15:00 UTC+2 | 15:00 UTC+2 |                                                         |                 |                      | Stockholm Publik: 22 215 Domare: Glenn Nyberg (Borlänge) | Stockholm Publik: 22 215 Domare: Glenn Nyberg (Borlänge) |
| 15:00 UTC+2 | 15:00 UTC+2 |                                                         |                 |                      | Stockholm Publik: 22 215 Domare: Glenn Nyberg (Borlänge) | Stockholm Publik: 22 215 Domare: Glenn Nyberg (Borlänge) |

| 93          | 29 maj 2016 | Helsingborgs IF     | 1 – 3           | IFK Göteborg                                                        | Olympia                                                    |                                                            |
| 15:00 UTC+2 | 15:00 UTC+2 | Mikael Dahlberg 78′ | (0 – 1) Rapport | 41′ Jakob Ankersen 64′ Gustav Engvall 90+2′ Patrik Karlsson Lagemyr | Helsingborg Publik: 9 267 Domare: Bojan Pandzic (Göteborg) | Helsingborg Publik: 9 267 Domare: Bojan Pandzic (Göteborg) |
| 15:00 UTC+2 | 15:00 UTC+2 |                     |                 |                                                                     | Helsingborg Publik: 9 267 Domare: Bojan Pandzic (Göteborg) | Helsingborg Publik: 9 267 Domare: Bojan Pandzic (Göteborg) |
| 15:00 UTC+2 | 15:00 UTC+2 |                     |                 |                                                                     | Helsingborg Publik: 9 267 Domare: Bojan Pandzic (Göteborg) | Helsingborg Publik: 9 267 Domare: Bojan Pandzic (Göteborg) |

| 94          | 29 maj 2016 | Falkenbergs FF     | 1 – 2           | Kalmar FF                                | Falkenbergs IP                                                |                                                               |
| 15:00 UTC+2 | 15:00 UTC+2 | David Svensson 27′ | (1 – 1) Rapport | 42′ Tobias Eriksson 57′ Marcus Antonsson | Falkenberg Publik: 2 528 Domare: Robert Daradic (Helsingborg) | Falkenberg Publik: 2 528 Domare: Robert Daradic (Helsingborg) |
| 15:00 UTC+2 | 15:00 UTC+2 |                    |                 |                                          | Falkenberg Publik: 2 528 Domare: Robert Daradic (Helsingborg) | Falkenberg Publik: 2 528 Domare: Robert Daradic (Helsingborg) |
| 15:00 UTC+2 | 15:00 UTC+2 |                    |                 |                                          | Falkenberg Publik: 2 528 Domare: Robert Daradic (Helsingborg) | Falkenberg Publik: 2 528 Domare: Robert Daradic (Helsingborg) |

| 95          | 29 maj 2016 | IFK Norrköping | 0 – 0           | IF Elfsborg | Östgötaporten                                                |                                                              |
| 17:30 UTC+2 | 17:30 UTC+2 |                | (0 – 0) Rapport |             | Norrköping Publik: 14 571 Domare: Mohammed Al-Hakim (Köping) | Norrköping Publik: 14 571 Domare: Mohammed Al-Hakim (Köping) |
| 17:30 UTC+2 | 17:30 UTC+2 |                |                 |             | Norrköping Publik: 14 571 Domare: Mohammed Al-Hakim (Köping) | Norrköping Publik: 14 571 Domare: Mohammed Al-Hakim (Köping) |
| 17:30 UTC+2 | 17:30 UTC+2 |                |                 |             | Norrköping Publik: 14 571 Domare: Mohammed Al-Hakim (Köping) | Norrköping Publik: 14 571 Domare: Mohammed Al-Hakim (Köping) |

| 96          | 29 maj 2016 | BK Häcken                                       | 3 – 1           | Djurgårdens IF      | Bravida Arena                                         |                                                       |
| 17:30 UTC+2 | 17:30 UTC+2 | Paulo José de Oliveira 12′, 45′ John Owoeri 57′ | (2 – 1) Rapport | 16′ Mathias Ranégie | Göteborg Publik: 4 059 Domare: Kaspar Sjöberg (Malmö) | Göteborg Publik: 4 059 Domare: Kaspar Sjöberg (Malmö) |
| 17:30 UTC+2 | 17:30 UTC+2 |                                                 |                 |                     | Göteborg Publik: 4 059 Domare: Kaspar Sjöberg (Malmö) | Göteborg Publik: 4 059 Domare: Kaspar Sjöberg (Malmö) |
| 17:30 UTC+2 | 17:30 UTC+2 |                                                 |                 |                     | Göteborg Publik: 4 059 Domare: Kaspar Sjöberg (Malmö) | Göteborg Publik: 4 059 Domare: Kaspar Sjöberg (Malmö) |

### Omgång 13
| 97          | 9 juli 2016 | Djurgårdens IF | 0 – 1           | IFK Norrköping          | Tele2 Arena                                                   |                                                               |
| 16:00 UTC+2 | 16:00 UTC+2 |                | (0 – 0) Rapport | 67′ Sebastian Andersson | Stockholm Publik: 13 598 Domare: Martin Strömbergsson (Gävle) | Stockholm Publik: 13 598 Domare: Martin Strömbergsson (Gävle) |
| 16:00 UTC+2 | 16:00 UTC+2 |                |                 |                         | Stockholm Publik: 13 598 Domare: Martin Strömbergsson (Gävle) | Stockholm Publik: 13 598 Domare: Martin Strömbergsson (Gävle) |
| 16:00 UTC+2 | 16:00 UTC+2 |                |                 |                         | Stockholm Publik: 13 598 Domare: Martin Strömbergsson (Gävle) | Stockholm Publik: 13 598 Domare: Martin Strömbergsson (Gävle) |

| 98          | 9 juli 2016 | BK Häcken                                                   | 4 – 2           | Hammarby IF                                              | Bravida Arena                                                |                                                              |
| 16:00 UTC+2 | 16:00 UTC+2 | Martin Ericsson 18′ John Owoeri 37′, 63′ Demba Savage 90+3′ | (2 – 1) Rapport | 34′ (str.) Arnór Smárason 86′ (str.) Kennedy Bakircioglu | Göteborg Publik: 4 518 Domare: Kristoffer Karlsson (Höganäs) | Göteborg Publik: 4 518 Domare: Kristoffer Karlsson (Höganäs) |
| 16:00 UTC+2 | 16:00 UTC+2 |                                                             |                 |                                                          | Göteborg Publik: 4 518 Domare: Kristoffer Karlsson (Höganäs) | Göteborg Publik: 4 518 Domare: Kristoffer Karlsson (Höganäs) |
| 16:00 UTC+2 | 16:00 UTC+2 |                                                             |                 |                                                          | Göteborg Publik: 4 518 Domare: Kristoffer Karlsson (Höganäs) | Göteborg Publik: 4 518 Domare: Kristoffer Karlsson (Höganäs) |

| 99          | 9 juli 2016 | Gefle IF        | 1 – 2           | Falkenbergs FF                   | Gavlevallen                                       |                                                   |
| 16:00 UTC+2 | 16:00 UTC+2 | Simon Skrabb 5′ | (1 – 0) Rapport | 80′ Amin Nazari 83′ Hakeem Araba | Gävle Publik: 2 756 Domare: Andreas Ekberg (Lund) | Gävle Publik: 2 756 Domare: Andreas Ekberg (Lund) |
| 16:00 UTC+2 | 16:00 UTC+2 |                 |                 |                                  | Gävle Publik: 2 756 Domare: Andreas Ekberg (Lund) | Gävle Publik: 2 756 Domare: Andreas Ekberg (Lund) |
| 16:00 UTC+2 | 16:00 UTC+2 |                 |                 |                                  | Gävle Publik: 2 756 Domare: Andreas Ekberg (Lund) | Gävle Publik: 2 756 Domare: Andreas Ekberg (Lund) |

| 100         | 10 juli 2016 | IFK Göteborg                                                                 | 4 – 1           | GIF Sundsvall | Gamla Ullevi                                                 |                                                              |
| 15:00 UTC+2 | 15:00 UTC+2  | Gustav Engvall 2′ Emil Salomonsson 34′ Mikael Boman 60′ Tom Pettersson 90+2′ | (2 – 1) Rapport | 40′ Pa Dibba  | Göteborg Publik: 10 146 Domare: Mohammed Al-Hakim (Västerås) | Göteborg Publik: 10 146 Domare: Mohammed Al-Hakim (Västerås) |
| 15:00 UTC+2 | 15:00 UTC+2  |                                                                              |                 |               | Göteborg Publik: 10 146 Domare: Mohammed Al-Hakim (Västerås) | Göteborg Publik: 10 146 Domare: Mohammed Al-Hakim (Västerås) |
| 15:00 UTC+2 | 15:00 UTC+2  |                                                                              |                 |               | Göteborg Publik: 10 146 Domare: Mohammed Al-Hakim (Västerås) | Göteborg Publik: 10 146 Domare: Mohammed Al-Hakim (Västerås) |

| 101         | 10 juli 2016 | Östersunds FK | 1 – 0           | Jönköpings Södra | Jämtkraft Arena                                    |                                                    |
| 15:00 UTC+2 | 15:00 UTC+2  | Alex Dyer 50′ | (0 – 0) Rapport |                  | Östersund Publik: 4 694 Domare: Johan Hamlin (Bro) | Östersund Publik: 4 694 Domare: Johan Hamlin (Bro) |
| 15:00 UTC+2 | 15:00 UTC+2  |               |                 |                  | Östersund Publik: 4 694 Domare: Johan Hamlin (Bro) | Östersund Publik: 4 694 Domare: Johan Hamlin (Bro) |
| 15:00 UTC+2 | 15:00 UTC+2  |               |                 |                  | Östersund Publik: 4 694 Domare: Johan Hamlin (Bro) | Östersund Publik: 4 694 Domare: Johan Hamlin (Bro) |

| 102         | 10 juli 2016 | Helsingborgs IF                        | 2 – 4           | IF Elfsborg                                                                  | Olympia                                                  |                                                          |
| 17:30 UTC+2 | 17:30 UTC+2  | Mikael Dahlberg 48′ Jordan Larsson 58′ | (0 – 1) Rapport | 36′ Lasse Nilsson 67′ Marcus Rohdén 78′ Anders Randrup 90+5′ Simon Lundevall | Helsingborg Publik: 7 231 Domare: Kaspar Sjöberg (Malmö) | Helsingborg Publik: 7 231 Domare: Kaspar Sjöberg (Malmö) |
| 17:30 UTC+2 | 17:30 UTC+2  |                                        |                 |                                                                              | Helsingborg Publik: 7 231 Domare: Kaspar Sjöberg (Malmö) | Helsingborg Publik: 7 231 Domare: Kaspar Sjöberg (Malmö) |
| 17:30 UTC+2 | 17:30 UTC+2  |                                        |                 |                                                                              | Helsingborg Publik: 7 231 Domare: Kaspar Sjöberg (Malmö) | Helsingborg Publik: 7 231 Domare: Kaspar Sjöberg (Malmö) |

| 103         | 10 juli 2016 | Kalmar FF     | 1 – 1           | AIK                 | Guldfågeln Arena                                     |                                                      |
| 17:30 UTC+2 | 17:30 UTC+2  | Rasmus Elm 3′ | (1 – 1) Rapport | 33′ Stefan Ishizaki | Kalmar Publik: 8 599 Domare: Glenn Nyberg (Borlänge) | Kalmar Publik: 8 599 Domare: Glenn Nyberg (Borlänge) |
| 17:30 UTC+2 | 17:30 UTC+2  |               |                 |                     | Kalmar Publik: 8 599 Domare: Glenn Nyberg (Borlänge) | Kalmar Publik: 8 599 Domare: Glenn Nyberg (Borlänge) |
| 17:30 UTC+2 | 17:30 UTC+2  |               |                 |                     | Kalmar Publik: 8 599 Domare: Glenn Nyberg (Borlänge) | Kalmar Publik: 8 599 Domare: Glenn Nyberg (Borlänge) |

| 104         | 11 juli 2016 | Malmö FF           | 1 – 0           | Örebro SK | Swedbank Stadion                                      |                                                       |
| 19:00 UTC+2 | 19:00 UTC+2  | Jo Inge Berget 52′ | (0 – 0) Rapport |           | Malmö Publik: 17 526 Domare: Bojan Pandzic (Göteborg) | Malmö Publik: 17 526 Domare: Bojan Pandzic (Göteborg) |
| 19:00 UTC+2 | 19:00 UTC+2  |                    |                 |           | Malmö Publik: 17 526 Domare: Bojan Pandzic (Göteborg) | Malmö Publik: 17 526 Domare: Bojan Pandzic (Göteborg) |
| 19:00 UTC+2 | 19:00 UTC+2  |                    |                 |           | Malmö Publik: 17 526 Domare: Bojan Pandzic (Göteborg) | Malmö Publik: 17 526 Domare: Bojan Pandzic (Göteborg) |

### Omgång 14
| 105         | 16 juli 2016 | IFK Norrköping                                                     | 3 – 3           | Östersunds FK                               | Östgötaporten                                                 |                                                               |
| 16:00 UTC+2 | 16:00 UTC+2  | Nicklas Bärkroth 13′ Christoffer Nyman 23′ Sebastian Andersson 75′ | (2 – 1) Rapport | 6′ (str.) Brwa Nouri 53′, 84′ Saman Ghoddos | Norrköping Publik: 7 421 Domare: Mohammed Al-Hakim (Västerås) | Norrköping Publik: 7 421 Domare: Mohammed Al-Hakim (Västerås) |
| 16:00 UTC+2 | 16:00 UTC+2  |                                                                    |                 |                                             | Norrköping Publik: 7 421 Domare: Mohammed Al-Hakim (Västerås) | Norrköping Publik: 7 421 Domare: Mohammed Al-Hakim (Västerås) |
| 16:00 UTC+2 | 16:00 UTC+2  |                                                                    |                 |                                             | Norrköping Publik: 7 421 Domare: Mohammed Al-Hakim (Västerås) | Norrköping Publik: 7 421 Domare: Mohammed Al-Hakim (Västerås) |

| 106         | 16 juli 2016 | GIF Sundsvall | 0 – 2           | Helsingborgs IF                         | Norrporten Arena                                       |                                                        |
| 16:00 UTC+2 | 16:00 UTC+2  |               | (0 – 1) Rapport | 26′ Tyrell Rusike 90+4′ Mikael Dahlberg | Sundsvall Publik: 4 728 Domare: Kaspar Sjöberg (Malmö) | Sundsvall Publik: 4 728 Domare: Kaspar Sjöberg (Malmö) |
| 16:00 UTC+2 | 16:00 UTC+2  |               |                 |                                         | Sundsvall Publik: 4 728 Domare: Kaspar Sjöberg (Malmö) | Sundsvall Publik: 4 728 Domare: Kaspar Sjöberg (Malmö) |
| 16:00 UTC+2 | 16:00 UTC+2  |               |                 |                                         | Sundsvall Publik: 4 728 Domare: Kaspar Sjöberg (Malmö) | Sundsvall Publik: 4 728 Domare: Kaspar Sjöberg (Malmö) |

| 107         | 17 juli 2016 | IF Elfsborg       | 1 – 1           | IFK Göteborg     | Borås Arena                                                |                                                            |
| 15:00 UTC+2 | 15:00 UTC+2  | Simon Hedlund 56′ | (0 – 1) Rapport | 34′ Mikael Boman | Borås Publik: 13 372 Domare: Kristoffer Karlsson (Höganäs) | Borås Publik: 13 372 Domare: Kristoffer Karlsson (Höganäs) |
| 15:00 UTC+2 | 15:00 UTC+2  |                   |                 |                  | Borås Publik: 13 372 Domare: Kristoffer Karlsson (Höganäs) | Borås Publik: 13 372 Domare: Kristoffer Karlsson (Höganäs) |
| 15:00 UTC+2 | 15:00 UTC+2  |                   |                 |                  | Borås Publik: 13 372 Domare: Kristoffer Karlsson (Höganäs) | Borås Publik: 13 372 Domare: Kristoffer Karlsson (Höganäs) |

| 108         | 17 juli 2016 | AIK             | 1 – 1           | Malmö FF                  | Friends Arena                                                 |                                                               |
| 17:30 UTC+2 | 17:30 UTC+2  | Denni Avdić 44′ | (1 – 1) Rapport | 15′ Vidar Örn Kjartansson | Stockholm Publik: 15 847 Domare: Martin Strömbergsson (Gävle) | Stockholm Publik: 15 847 Domare: Martin Strömbergsson (Gävle) |
| 17:30 UTC+2 | 17:30 UTC+2  |                 |                 |                           | Stockholm Publik: 15 847 Domare: Martin Strömbergsson (Gävle) | Stockholm Publik: 15 847 Domare: Martin Strömbergsson (Gävle) |
| 17:30 UTC+2 | 17:30 UTC+2  |                 |                 |                           | Stockholm Publik: 15 847 Domare: Martin Strömbergsson (Gävle) | Stockholm Publik: 15 847 Domare: Martin Strömbergsson (Gävle) |

| 109         | 17 juli 2016 | Hammarby IF                                                   | 3 – 3           | Falkenbergs FF                               | Tele2 Arena                                            |                                                        |
| 17:30 UTC+2 | 17:30 UTC+2  | Kennedy Bakircioglu 45′ Imad Khalili 45+3′ Richard Magyar 62′ | (2 – 3) Rapport | 16′, 34′ Jesper Karlsson 28′ Rasmus Sjöstedt | Stockholm Publik: 18 119 Domare: Andreas Ekberg (Lund) | Stockholm Publik: 18 119 Domare: Andreas Ekberg (Lund) |
| 17:30 UTC+2 | 17:30 UTC+2  |                                                               |                 |                                              | Stockholm Publik: 18 119 Domare: Andreas Ekberg (Lund) | Stockholm Publik: 18 119 Domare: Andreas Ekberg (Lund) |
| 17:30 UTC+2 | 17:30 UTC+2  |                                                               |                 |                                              | Stockholm Publik: 18 119 Domare: Andreas Ekberg (Lund) | Stockholm Publik: 18 119 Domare: Andreas Ekberg (Lund) |

| 110         | 17 juli 2016 | Örebro SK | 0 – 0           | BK Häcken | Behrn Arena                                     |                                                 |
| 17:30 UTC+2 | 17:30 UTC+2  |           | (0 – 0) Rapport |           | Örebro Publik: 5 878 Domare: Johan Hamlin (Bro) | Örebro Publik: 5 878 Domare: Johan Hamlin (Bro) |
| 17:30 UTC+2 | 17:30 UTC+2  |           |                 |           | Örebro Publik: 5 878 Domare: Johan Hamlin (Bro) | Örebro Publik: 5 878 Domare: Johan Hamlin (Bro) |
| 17:30 UTC+2 | 17:30 UTC+2  |           |                 |           | Örebro Publik: 5 878 Domare: Johan Hamlin (Bro) | Örebro Publik: 5 878 Domare: Johan Hamlin (Bro) |

| 111         | 18 juli 2016 | Gefle IF                                                              | 4 – 2           | Kalmar FF                                        | Gavlevallen                                          |                                                      |
| 19:00 UTC+2 | 19:00 UTC+2  | Johan Oremo 7′ Johan Bertilsson 16′ Jacob Hjelte 79′ Simon Skrabb 88′ | (2 – 2) Rapport | 31′ Romário Pereira Sipião 44′ Ismael Silva Lima | Gävle Publik: 2 409 Domare: Bojan Pandzic (Göteborg) | Gävle Publik: 2 409 Domare: Bojan Pandzic (Göteborg) |
| 19:00 UTC+2 | 19:00 UTC+2  |                                                                       |                 |                                                  | Gävle Publik: 2 409 Domare: Bojan Pandzic (Göteborg) | Gävle Publik: 2 409 Domare: Bojan Pandzic (Göteborg) |
| 19:00 UTC+2 | 19:00 UTC+2  |                                                                       |                 |                                                  | Gävle Publik: 2 409 Domare: Bojan Pandzic (Göteborg) | Gävle Publik: 2 409 Domare: Bojan Pandzic (Göteborg) |

| 112         | 18 juli 2016 | Jönköpings Södra | 1 – 0           | Djurgårdens IF | Stadsparksvallen                                        |                                                         |
| 19:00 UTC+2 | 19:00 UTC+2  | Tommy Thelin 18′ | (1 – 0) Rapport |                | Jönköping Publik: 5 811 Domare: Glenn Nyberg (Borlänge) | Jönköping Publik: 5 811 Domare: Glenn Nyberg (Borlänge) |
| 19:00 UTC+2 | 19:00 UTC+2  |                  |                 |                | Jönköping Publik: 5 811 Domare: Glenn Nyberg (Borlänge) | Jönköping Publik: 5 811 Domare: Glenn Nyberg (Borlänge) |
| 19:00 UTC+2 | 19:00 UTC+2  |                  |                 |                | Jönköping Publik: 5 811 Domare: Glenn Nyberg (Borlänge) | Jönköping Publik: 5 811 Domare: Glenn Nyberg (Borlänge) |

### Omgång 15
| 113         | 23 juli 2016 | IFK Norrköping                           | 2 – 0           | Gefle IF | Östgötaporten                                          |                                                        |
| 16:00 UTC+2 | 16:00 UTC+2  | Daniel Sjölund 29′ Andreas Blomqvist 56′ | (1 – 0) Rapport |          | Norrköping Publik: 5 779 Domare: Andreas Ekberg (Lund) | Norrköping Publik: 5 779 Domare: Andreas Ekberg (Lund) |
| 16:00 UTC+2 | 16:00 UTC+2  |                                          |                 |          | Norrköping Publik: 5 779 Domare: Andreas Ekberg (Lund) | Norrköping Publik: 5 779 Domare: Andreas Ekberg (Lund) |
| 16:00 UTC+2 | 16:00 UTC+2  |                                          |                 |          | Norrköping Publik: 5 779 Domare: Andreas Ekberg (Lund) | Norrköping Publik: 5 779 Domare: Andreas Ekberg (Lund) |

| 114         | 23 juli 2016 | Malmö FF                  | 1 – 1   | Kalmar FF      | Swedbank Stadion                                           |                                                            |
| 16:00 UTC+2 | 16:00 UTC+2  | Vidar Örn Kjartansson 90′ | Rapport | 44′ Viktor Elm | Malmö Publik: 14 887 Domare: Kristoffer Karlsson (Höganäs) | Malmö Publik: 14 887 Domare: Kristoffer Karlsson (Höganäs) |
| 16:00 UTC+2 | 16:00 UTC+2  |                           |         |                | Malmö Publik: 14 887 Domare: Kristoffer Karlsson (Höganäs) | Malmö Publik: 14 887 Domare: Kristoffer Karlsson (Höganäs) |
| 16:00 UTC+2 | 16:00 UTC+2  |                           |         |                | Malmö Publik: 14 887 Domare: Kristoffer Karlsson (Höganäs) | Malmö Publik: 14 887 Domare: Kristoffer Karlsson (Höganäs) |

| 115         | 23 juli 2016 | Falkenbergs FF        | 1 – 3           | Örebro SK                                              | Falkenbergs IP                                                |                                                               |
| 16:00 UTC+2 | 16:00 UTC+2  | Zlatan Krizanović 66′ | (0 – 2) Rapport | 28′ Sebastian Ring 34′ Maic Sema 61′ Daniel Gustavsson | Falkenberg Publik: 3 035 Domare: Martin Strömbergsson (Gävle) | Falkenberg Publik: 3 035 Domare: Martin Strömbergsson (Gävle) |
| 16:00 UTC+2 | 16:00 UTC+2  |                       |                 |                                                        | Falkenberg Publik: 3 035 Domare: Martin Strömbergsson (Gävle) | Falkenberg Publik: 3 035 Domare: Martin Strömbergsson (Gävle) |
| 16:00 UTC+2 | 16:00 UTC+2  |                       |                 |                                                        | Falkenberg Publik: 3 035 Domare: Martin Strömbergsson (Gävle) | Falkenberg Publik: 3 035 Domare: Martin Strömbergsson (Gävle) |

| 116         | 24 juli 2016 | Hammarby IF | 0 – 3           | AIK                                                       | Tele2 Arena                                                   |                                                               |
| 15:00 UTC+2 | 15:00 UTC+2  |             | (0 – 3) Rapport | 11′ Haukur Hauksson 17′ Eero Markkanen 38′ Ebenezer Ofori | Stockholm Publik: 26 618 Domare: Mohammed Al-Hakim (Västerås) | Stockholm Publik: 26 618 Domare: Mohammed Al-Hakim (Västerås) |
| 15:00 UTC+2 | 15:00 UTC+2  |             |                 |                                                           | Stockholm Publik: 26 618 Domare: Mohammed Al-Hakim (Västerås) | Stockholm Publik: 26 618 Domare: Mohammed Al-Hakim (Västerås) |
| 15:00 UTC+2 | 15:00 UTC+2  |             |                 |                                                           | Stockholm Publik: 26 618 Domare: Mohammed Al-Hakim (Västerås) | Stockholm Publik: 26 618 Domare: Mohammed Al-Hakim (Västerås) |

| 117         | 24 juli 2016 | IFK Göteborg        | 2 – 1           | Jönköpings Södra  | Gamla Ullevi                                                 |                                                              |
| 17:30 UTC+2 | 17:30 UTC+2  | Mads Albæk 13′, 33′ | (2 – 1) Rapport | 14′ Paweł Cibicki | Göteborg Publik: 12 186 Domare: Markus Strömbergsson (Gävle) | Göteborg Publik: 12 186 Domare: Markus Strömbergsson (Gävle) |
| 17:30 UTC+2 | 17:30 UTC+2  |                     |                 |                   | Göteborg Publik: 12 186 Domare: Markus Strömbergsson (Gävle) | Göteborg Publik: 12 186 Domare: Markus Strömbergsson (Gävle) |
| 17:30 UTC+2 | 17:30 UTC+2  |                     |                 |                   | Göteborg Publik: 12 186 Domare: Markus Strömbergsson (Gävle) | Göteborg Publik: 12 186 Domare: Markus Strömbergsson (Gävle) |

| 118         | 24 juli 2016 | Helsingborgs IF | 0 – 2           | BK Häcken                           | Olympia                                                   |                                                           |
| 17:30 UTC+2 | 17:30 UTC+2  |                 | (0 – 2) Rapport | 25′ John Owoeri 32′ Tefu Mashamaite | Helsingborg Publik: 6 845 Domare: Glenn Nyberg (Borlänge) | Helsingborg Publik: 6 845 Domare: Glenn Nyberg (Borlänge) |
| 17:30 UTC+2 | 17:30 UTC+2  |                 |                 |                                     | Helsingborg Publik: 6 845 Domare: Glenn Nyberg (Borlänge) | Helsingborg Publik: 6 845 Domare: Glenn Nyberg (Borlänge) |
| 17:30 UTC+2 | 17:30 UTC+2  |                 |                 |                                     | Helsingborg Publik: 6 845 Domare: Glenn Nyberg (Borlänge) | Helsingborg Publik: 6 845 Domare: Glenn Nyberg (Borlänge) |

| 119         | 25 juli 2016 | IF Elfsborg                                 | 3 – 1           | Östersunds FK | Borås Arena                                              |                                                          |
| 19:00 UTC+2 | 19:00 UTC+2  | Viktor Prodell 36′ Viktor Claesson 63′, 69′ | (1 – 0) Rapport | 54′ Alex Dyer | Borås Publik: 6 759 Domare: Robert Daradic (Helsingborg) | Borås Publik: 6 759 Domare: Robert Daradic (Helsingborg) |
| 19:00 UTC+2 | 19:00 UTC+2  |                                             |                 |               | Borås Publik: 6 759 Domare: Robert Daradic (Helsingborg) | Borås Publik: 6 759 Domare: Robert Daradic (Helsingborg) |
| 19:00 UTC+2 | 19:00 UTC+2  |                                             |                 |               | Borås Publik: 6 759 Domare: Robert Daradic (Helsingborg) | Borås Publik: 6 759 Domare: Robert Daradic (Helsingborg) |

| 120         | 25 juli 2016 | Djurgårdens IF      | 1 – 3           | GIF Sundsvall                           | Tele2 Arena                                                     |                                                                 |
| 19:00 UTC+2 | 19:00 UTC+2  | Tino Kadewere 90+4′ | (0 – 0) Rapport | 58′, 75′ Stefan Silva 90+2′ Erik Granat | Stockholm Publik: 10 157 Domare: Stefan Johannesson (Stockholm) | Stockholm Publik: 10 157 Domare: Stefan Johannesson (Stockholm) |
| 19:00 UTC+2 | 19:00 UTC+2  |                     |                 |                                         | Stockholm Publik: 10 157 Domare: Stefan Johannesson (Stockholm) | Stockholm Publik: 10 157 Domare: Stefan Johannesson (Stockholm) |
| 19:00 UTC+2 | 19:00 UTC+2  |                     |                 |                                         | Stockholm Publik: 10 157 Domare: Stefan Johannesson (Stockholm) | Stockholm Publik: 10 157 Domare: Stefan Johannesson (Stockholm) |

### Omgång 16
| 121         | 30 juli 2016 | Östersunds FK | 0 – 0           | IF Elfsborg | Jämtkraft Arena                                          |                                                          |
| 16:00 UTC+2 | 16:00 UTC+2  |               | (0 – 0) Rapport |             | Östersund Publik: 5 217 Domare: Bojan Pandzic (Göteborg) | Östersund Publik: 5 217 Domare: Bojan Pandzic (Göteborg) |
| 16:00 UTC+2 | 16:00 UTC+2  |               |                 |             | Östersund Publik: 5 217 Domare: Bojan Pandzic (Göteborg) | Östersund Publik: 5 217 Domare: Bojan Pandzic (Göteborg) |
| 16:00 UTC+2 | 16:00 UTC+2  |               |                 |             | Östersund Publik: 5 217 Domare: Bojan Pandzic (Göteborg) | Östersund Publik: 5 217 Domare: Bojan Pandzic (Göteborg) |

| 122         | 30 juli 2016 | GIF Sundsvall    | 1 – 2           | IFK Norrköping             | Norrporten Arena                                        |                                                         |
| 16:00 UTC+2 | 16:00 UTC+2  | Stefan Silva 24′ | (1 – 1) Rapport | 13′, 63′ Christoffer Nyman | Sundsvall Publik: 4 969 Domare: Patrik Eriksson (Gävle) | Sundsvall Publik: 4 969 Domare: Patrik Eriksson (Gävle) |
| 16:00 UTC+2 | 16:00 UTC+2  |                  |                 |                            | Sundsvall Publik: 4 969 Domare: Patrik Eriksson (Gävle) | Sundsvall Publik: 4 969 Domare: Patrik Eriksson (Gävle) |
| 16:00 UTC+2 | 16:00 UTC+2  |                  |                 |                            | Sundsvall Publik: 4 969 Domare: Patrik Eriksson (Gävle) | Sundsvall Publik: 4 969 Domare: Patrik Eriksson (Gävle) |

| 123         | 30 juli 2016 | Gefle IF | 0 – 2           | Hammarby IF                                       | Gavlevallen                                                |                                                            |
| 16:00 UTC+2 | 16:00 UTC+2  |          | (0 – 2) Rapport | 12′ Philip Haglund 33′ (str.) Kennedy Bakircioglu | Gävle Publik: 5 884 Domare: Stefan Johannesson (Stockholm) | Gävle Publik: 5 884 Domare: Stefan Johannesson (Stockholm) |
| 16:00 UTC+2 | 16:00 UTC+2  |          |                 |                                                   | Gävle Publik: 5 884 Domare: Stefan Johannesson (Stockholm) | Gävle Publik: 5 884 Domare: Stefan Johannesson (Stockholm) |
| 16:00 UTC+2 | 16:00 UTC+2  |          |                 |                                                   | Gävle Publik: 5 884 Domare: Stefan Johannesson (Stockholm) | Gävle Publik: 5 884 Domare: Stefan Johannesson (Stockholm) |

| 124         | 31 juli 2016 | Jönköpings Södra     | 1 – 1           | IFK Göteborg     | Stadsparksvallen                                       |                                                        |
| 15:00 UTC+2 | 15:00 UTC+2  | Fredric Fendrich 62′ | (0 – 0) Rapport | 85′ Tobias Hysén | Jönköping Publik: 6 247 Domare: Kaspar Sjöberg (Malmö) | Jönköping Publik: 6 247 Domare: Kaspar Sjöberg (Malmö) |
| 15:00 UTC+2 | 15:00 UTC+2  |                      |                 |                  | Jönköping Publik: 6 247 Domare: Kaspar Sjöberg (Malmö) | Jönköping Publik: 6 247 Domare: Kaspar Sjöberg (Malmö) |
| 15:00 UTC+2 | 15:00 UTC+2  |                      |                 |                  | Jönköping Publik: 6 247 Domare: Kaspar Sjöberg (Malmö) | Jönköping Publik: 6 247 Domare: Kaspar Sjöberg (Malmö) |

| 125         | 31 juli 2016 | AIK                    | 2 – 0           | Falkenbergs FF | Friends Arena                                                 |                                                               |
| 17:30 UTC+2 | 17:30 UTC+2  | Eero Markkanen 1′, 37′ | (2 – 0) Rapport |                | Stockholm Publik: 10 875 Domare: Robert Daradic (Helsingborg) | Stockholm Publik: 10 875 Domare: Robert Daradic (Helsingborg) |
| 17:30 UTC+2 | 17:30 UTC+2  |                        |                 |                | Stockholm Publik: 10 875 Domare: Robert Daradic (Helsingborg) | Stockholm Publik: 10 875 Domare: Robert Daradic (Helsingborg) |
| 17:30 UTC+2 | 17:30 UTC+2  |                        |                 |                | Stockholm Publik: 10 875 Domare: Robert Daradic (Helsingborg) | Stockholm Publik: 10 875 Domare: Robert Daradic (Helsingborg) |

| 126         | 31 juli 2016 | BK Häcken       | 1 – 1           | Helsingborgs IF | Bravida Arena                                               |                                                             |
| 17:30 UTC+2 | 17:30 UTC+2  | John Owoeri 16′ | (1 – 1) Rapport | 1′ Anton Wede   | Göteborg Publik: 2 612 Domare: Mohammed Al-Hakim (Västerås) | Göteborg Publik: 2 612 Domare: Mohammed Al-Hakim (Västerås) |
| 17:30 UTC+2 | 17:30 UTC+2  |                 |                 |                 | Göteborg Publik: 2 612 Domare: Mohammed Al-Hakim (Västerås) | Göteborg Publik: 2 612 Domare: Mohammed Al-Hakim (Västerås) |
| 17:30 UTC+2 | 17:30 UTC+2  |                 |                 |                 | Göteborg Publik: 2 612 Domare: Mohammed Al-Hakim (Västerås) | Göteborg Publik: 2 612 Domare: Mohammed Al-Hakim (Västerås) |

| 127         | 1 augusti 2016 | Örebro SK | 0 – 3           | Malmö FF                                                   | Behrn Arena                                               |                                                           |
| 19:00 UTC+2 | 19:00 UTC+2    |           | (0 – 1) Rapport | 28′, 53′ Vidar Örn Kjartansson 56′ (str.) Markus Rosenberg | Örebro Publik: 9 047 Domare: Markus Strömbergsson (Gävle) | Örebro Publik: 9 047 Domare: Markus Strömbergsson (Gävle) |
| 19:00 UTC+2 | 19:00 UTC+2    |           |                 |                                                            | Örebro Publik: 9 047 Domare: Markus Strömbergsson (Gävle) | Örebro Publik: 9 047 Domare: Markus Strömbergsson (Gävle) |
| 19:00 UTC+2 | 19:00 UTC+2    |           |                 |                                                            | Örebro Publik: 9 047 Domare: Markus Strömbergsson (Gävle) | Örebro Publik: 9 047 Domare: Markus Strömbergsson (Gävle) |

| 128         | 1 augusti 2016 | Kalmar FF                                         | 2 – 1           | Djurgårdens IF  | Guldfågeln Arena                                |                                                 |
| 19:00 UTC+2 | 19:00 UTC+2    | Omar Colley 69′ (sjm.) Romário Pereira Sipião 75′ | (0 – 1) Rapport | 4′ Kevin Walker | Kalmar Publik: 8 336 Domare: Johan Hamlin (Bro) | Kalmar Publik: 8 336 Domare: Johan Hamlin (Bro) |
| 19:00 UTC+2 | 19:00 UTC+2    |                                                   |                 |                 | Kalmar Publik: 8 336 Domare: Johan Hamlin (Bro) | Kalmar Publik: 8 336 Domare: Johan Hamlin (Bro) |
| 19:00 UTC+2 | 19:00 UTC+2    |                                                   |                 |                 | Kalmar Publik: 8 336 Domare: Johan Hamlin (Bro) | Kalmar Publik: 8 336 Domare: Johan Hamlin (Bro) |

### Omgång 17
| 129         | 5 augusti 2016 | Helsingborgs IF                                  | 2 – 3           | Gefle IF                                             | Olympia                                                      |                                                              |
| 19:30 UTC+2 | 19:30 UTC+2    | Lalawélé Atakora 32′ Amethyst Bradley Ralani 78′ | (1 – 1) Rapport | 7′ Johan Bertilsson 86′ Johan Oremo 88′ Jonas Lantto | Helsingborg Publik: 6 872 Domare: Magnus Lindgren (Göteborg) | Helsingborg Publik: 6 872 Domare: Magnus Lindgren (Göteborg) |
| 19:30 UTC+2 | 19:30 UTC+2    |                                                  |                 |                                                      | Helsingborg Publik: 6 872 Domare: Magnus Lindgren (Göteborg) | Helsingborg Publik: 6 872 Domare: Magnus Lindgren (Göteborg) |
| 19:30 UTC+2 | 19:30 UTC+2    |                                                  |                 |                                                      | Helsingborg Publik: 6 872 Domare: Magnus Lindgren (Göteborg) | Helsingborg Publik: 6 872 Domare: Magnus Lindgren (Göteborg) |

| 130         | 6 augusti 2016 | Östersunds FK                                                              | 4 – 0           | GIF Sundsvall | Jämtkraft Arena                                        |                                                        |
| 16:00 UTC+2 | 16:00 UTC+2    | Andrew Stadler 52′ Saman Ghoddos 62′ Brwa Nouri 82′ (str.) Hosam Aiesh 89′ | (0 – 0) Rapport |               | Östersund Publik: 8 208 Domare: Kaspar Sjöberg (Malmö) | Östersund Publik: 8 208 Domare: Kaspar Sjöberg (Malmö) |
| 16:00 UTC+2 | 16:00 UTC+2    |                                                                            |                 |               | Östersund Publik: 8 208 Domare: Kaspar Sjöberg (Malmö) | Östersund Publik: 8 208 Domare: Kaspar Sjöberg (Malmö) |
| 16:00 UTC+2 | 16:00 UTC+2    |                                                                            |                 |               | Östersund Publik: 8 208 Domare: Kaspar Sjöberg (Malmö) | Östersund Publik: 8 208 Domare: Kaspar Sjöberg (Malmö) |

| 131         | 6 augusti 2016 | Falkenbergs FF | 0 – 5           | Jönköpings Södra                                                                  | Falkenbergs IP                                                |                                                               |
| 16:00 UTC+2 | 16:00 UTC+2    |                | (0 – 2) Rapport | 21′ Daryl Smylie 41′ (str.), 62′ Tommy Thelin 69′ Robert Gojani 83′ Dzenis Kozica | Falkenberg Publik: 2 638 Domare: Mohammed Al-Hakim (Västerås) | Falkenberg Publik: 2 638 Domare: Mohammed Al-Hakim (Västerås) |
| 16:00 UTC+2 | 16:00 UTC+2    |                |                 |                                                                                   | Falkenberg Publik: 2 638 Domare: Mohammed Al-Hakim (Västerås) | Falkenberg Publik: 2 638 Domare: Mohammed Al-Hakim (Västerås) |
| 16:00 UTC+2 | 16:00 UTC+2    |                |                 |                                                                                   | Falkenberg Publik: 2 638 Domare: Mohammed Al-Hakim (Västerås) | Falkenberg Publik: 2 638 Domare: Mohammed Al-Hakim (Västerås) |

| 132         | 7 augusti 2016 | Malmö FF                                          | 2 – 0           | AIK | Swedbank Stadion                                          |                                                           |
| 13:00 UTC+2 | 13:00 UTC+2    | Magnus Wolff Eikrem 43′ Anders Christiansen 90+3′ | (1 – 0) Rapport |     | Malmö Publik: 20 150 Domare: Markus Strömbergsson (Gävle) | Malmö Publik: 20 150 Domare: Markus Strömbergsson (Gävle) |
| 13:00 UTC+2 | 13:00 UTC+2    |                                                   |                 |     | Malmö Publik: 20 150 Domare: Markus Strömbergsson (Gävle) | Malmö Publik: 20 150 Domare: Markus Strömbergsson (Gävle) |
| 13:00 UTC+2 | 13:00 UTC+2    |                                                   |                 |     | Malmö Publik: 20 150 Domare: Markus Strömbergsson (Gävle) | Malmö Publik: 20 150 Domare: Markus Strömbergsson (Gävle) |

| 133         | 7 augusti 2016 | IF Elfsborg                         | 2 – 4           | BK Häcken                                                     | Borås Arena                                                |                                                            |
| 15:30 UTC+2 | 15:30 UTC+2    | Simon Hedlund 3′ Viktor Prodell 36′ | (2 – 3) Rapport | 13′, 26′ John Owoeri 22′ Samuel Gustafson 75′ Alhassan Kamara | Borås Publik: 6 682 Domare: Stefan Johannesson (Stockholm) | Borås Publik: 6 682 Domare: Stefan Johannesson (Stockholm) |
| 15:30 UTC+2 | 15:30 UTC+2    |                                     |                 |                                                               | Borås Publik: 6 682 Domare: Stefan Johannesson (Stockholm) | Borås Publik: 6 682 Domare: Stefan Johannesson (Stockholm) |
| 15:30 UTC+2 | 15:30 UTC+2    |                                     |                 |                                                               | Borås Publik: 6 682 Domare: Stefan Johannesson (Stockholm) | Borås Publik: 6 682 Domare: Stefan Johannesson (Stockholm) |

| 134         | 7 augusti 2016 | Hammarby IF                                      | 2 – 1           | Kalmar FF                  | Tele2 Arena                                              |                                                          |
| 15:30 UTC+2 | 15:30 UTC+2    | Kennedy Bakircioglu 27′ (str.) Johan Persson 59′ | (1 – 0) Rapport | 49′ Romário Pereira Sipião | Stockholm Publik: 18 134 Domare: Glenn Nyberg (Borlänge) | Stockholm Publik: 18 134 Domare: Glenn Nyberg (Borlänge) |
| 15:30 UTC+2 | 15:30 UTC+2    |                                                  |                 |                            | Stockholm Publik: 18 134 Domare: Glenn Nyberg (Borlänge) | Stockholm Publik: 18 134 Domare: Glenn Nyberg (Borlänge) |
| 15:30 UTC+2 | 15:30 UTC+2    |                                                  |                 |                            | Stockholm Publik: 18 134 Domare: Glenn Nyberg (Borlänge) | Stockholm Publik: 18 134 Domare: Glenn Nyberg (Borlänge) |

| 135         | 7 augusti 2016 | IFK Norrköping                                                 | 3 – 1           | Örebro SK           | Östgötaporten                                                   |                                                                 |
| 15:30 UTC+2 | 15:30 UTC+2    | Andreas Blomqvist 41′ Andreas Johansson 73′ Daniel Sjölund 79′ | (1 – 1) Rapport | 40′ Daniel Nordmark | Norrköping Publik: 10 265 Domare: Kristoffer Karlsson (Höganäs) | Norrköping Publik: 10 265 Domare: Kristoffer Karlsson (Höganäs) |
| 15:30 UTC+2 | 15:30 UTC+2    |                                                                |                 |                     | Norrköping Publik: 10 265 Domare: Kristoffer Karlsson (Höganäs) | Norrköping Publik: 10 265 Domare: Kristoffer Karlsson (Höganäs) |
| 15:30 UTC+2 | 15:30 UTC+2    |                                                                |                 |                     | Norrköping Publik: 10 265 Domare: Kristoffer Karlsson (Höganäs) | Norrköping Publik: 10 265 Domare: Kristoffer Karlsson (Höganäs) |

| 136         | 8 augusti 2016 | Djurgårdens IF                              | 3 – 1           | IFK Göteborg       | Tele2 Arena                                            |                                                        |
| 19:00 UTC+2 | 19:00 UTC+2    | Michael Olunga 28′, 65′ Mathias Ranégie 29′ | (2 – 1) Rapport | 24′ Tom Pettersson | Stockholm Publik: 13 681 Domare: Andreas Ekberg (Lund) | Stockholm Publik: 13 681 Domare: Andreas Ekberg (Lund) |
| 19:00 UTC+2 | 19:00 UTC+2    |                                             |                 |                    | Stockholm Publik: 13 681 Domare: Andreas Ekberg (Lund) | Stockholm Publik: 13 681 Domare: Andreas Ekberg (Lund) |
| 19:00 UTC+2 | 19:00 UTC+2    |                                             |                 |                    | Stockholm Publik: 13 681 Domare: Andreas Ekberg (Lund) | Stockholm Publik: 13 681 Domare: Andreas Ekberg (Lund) |

### Omgång 18
| 137         | 12 augusti 2016 | IFK Göteborg                                            | 2 – 0           | Falkenbergs FF | Gamla Ullevi                                                |                                                             |
| 19:00 UTC+2 | 19:00 UTC+2     | Martin Smedberg-Dalence 60′ Emil Salomonsson 83′ (str.) | (0 – 0) Rapport |                | Göteborg Publik: 9 327 Domare: Robert Daradic (Helsingborg) | Göteborg Publik: 9 327 Domare: Robert Daradic (Helsingborg) |
| 19:00 UTC+2 | 19:00 UTC+2     |                                                         |                 |                | Göteborg Publik: 9 327 Domare: Robert Daradic (Helsingborg) | Göteborg Publik: 9 327 Domare: Robert Daradic (Helsingborg) |
| 19:00 UTC+2 | 19:00 UTC+2     |                                                         |                 |                | Göteborg Publik: 9 327 Domare: Robert Daradic (Helsingborg) | Göteborg Publik: 9 327 Domare: Robert Daradic (Helsingborg) |

| 138         | 13 augusti 2016 | AIK                                           | 2 – 1           | Helsingborgs IF           | Friends Arena                                          |                                                        |
| 16:00 UTC+2 | 16:00 UTC+2     | Eero Markkanen 63′ Daniel Sundgren 83′ (str.) | (0 – 0) Rapport | 47′ (sjm.) Sauli Väisänen | Stockholm Publik: 11 693 Domare: Andreas Ekberg (Lund) | Stockholm Publik: 11 693 Domare: Andreas Ekberg (Lund) |
| 16:00 UTC+2 | 16:00 UTC+2     |                                               |                 |                           | Stockholm Publik: 11 693 Domare: Andreas Ekberg (Lund) | Stockholm Publik: 11 693 Domare: Andreas Ekberg (Lund) |
| 16:00 UTC+2 | 16:00 UTC+2     |                                               |                 |                           | Stockholm Publik: 11 693 Domare: Andreas Ekberg (Lund) | Stockholm Publik: 11 693 Domare: Andreas Ekberg (Lund) |

| 139         | 13 augusti 2016 | Gefle IF | 0 – 0           | IFK Norrköping | Gavlevallen                                        |                                                    |
| 16:00 UTC+2 | 16:00 UTC+2     |          | (0 – 0) Rapport |                | Gävle Publik: 2 730 Domare: Kaspar Sjöberg (Malmö) | Gävle Publik: 2 730 Domare: Kaspar Sjöberg (Malmö) |
| 16:00 UTC+2 | 16:00 UTC+2     |          |                 |                | Gävle Publik: 2 730 Domare: Kaspar Sjöberg (Malmö) | Gävle Publik: 2 730 Domare: Kaspar Sjöberg (Malmö) |
| 16:00 UTC+2 | 16:00 UTC+2     |          |                 |                | Gävle Publik: 2 730 Domare: Kaspar Sjöberg (Malmö) | Gävle Publik: 2 730 Domare: Kaspar Sjöberg (Malmö) |

| 140         | 14 augusti 2016 | Kalmar FF         | 1 – 1           | Malmö FF                | Guldfågeln Arena                                      |                                                       |
| 15:00 UTC+2 | 15:00 UTC+2     | Jonathan Ring 73′ | (0 – 0) Rapport | 86′ Anders Christiansen | Kalmar Publik: 7 212 Domare: Bojan Pandzic (Göteborg) | Kalmar Publik: 7 212 Domare: Bojan Pandzic (Göteborg) |
| 15:00 UTC+2 | 15:00 UTC+2     |                   |                 |                         | Kalmar Publik: 7 212 Domare: Bojan Pandzic (Göteborg) | Kalmar Publik: 7 212 Domare: Bojan Pandzic (Göteborg) |
| 15:00 UTC+2 | 15:00 UTC+2     |                   |                 |                         | Kalmar Publik: 7 212 Domare: Bojan Pandzic (Göteborg) | Kalmar Publik: 7 212 Domare: Bojan Pandzic (Göteborg) |

| 141         | 14 augusti 2016 | Djurgårdens IF                         | 2 – 2           | IF Elfsborg                      | Tele2 Arena                                                   |                                                               |
| 17:30 UTC+2 | 17:30 UTC+2     | Michael Olunga 29′ Magnus Eriksson 55′ | (1 – 1) Rapport | 25′ Per Frick 50′ Viktor Prodell | Stockholm Publik: 12 514 Domare: Mohammed Al-Hakim (Västerås) | Stockholm Publik: 12 514 Domare: Mohammed Al-Hakim (Västerås) |
| 17:30 UTC+2 | 17:30 UTC+2     |                                        |                 |                                  | Stockholm Publik: 12 514 Domare: Mohammed Al-Hakim (Västerås) | Stockholm Publik: 12 514 Domare: Mohammed Al-Hakim (Västerås) |
| 17:30 UTC+2 | 17:30 UTC+2     |                                        |                 |                                  | Stockholm Publik: 12 514 Domare: Mohammed Al-Hakim (Västerås) | Stockholm Publik: 12 514 Domare: Mohammed Al-Hakim (Västerås) |

| 142         | 14 augusti 2016 | BK Häcken | 0 – 1           | Örebro SK          | Bravida Arena                                     |                                                   |
| 17:30 UTC+2 | 17:30 UTC+2     |           | (0 – 1) Rapport | 35′ Martin Broberg | Göteborg Publik: 1 846 Domare: Johan Hamlin (Bro) | Göteborg Publik: 1 846 Domare: Johan Hamlin (Bro) |
| 17:30 UTC+2 | 17:30 UTC+2     |           |                 |                    | Göteborg Publik: 1 846 Domare: Johan Hamlin (Bro) | Göteborg Publik: 1 846 Domare: Johan Hamlin (Bro) |
| 17:30 UTC+2 | 17:30 UTC+2     |           |                 |                    | Göteborg Publik: 1 846 Domare: Johan Hamlin (Bro) | Göteborg Publik: 1 846 Domare: Johan Hamlin (Bro) |

| 143         | 15 augusti 2016 | Jönköpings Södra | 1 – 1 (Avbruten) | Östersunds FK | Stadsparksvallen                                         |                                                          |
| 19:00 UTC+2 | 19:00 UTC+2     | Tommy Thelin 77′ | Rapport          | 25′ Alex Dyer | Jönköping Publik: 4 462 Domare: Jonas Eriksson (Sigtuna) | Jönköping Publik: 4 462 Domare: Jonas Eriksson (Sigtuna) |
| 19:00 UTC+2 | 19:00 UTC+2     |                  |                  |               | Jönköping Publik: 4 462 Domare: Jonas Eriksson (Sigtuna) | Jönköping Publik: 4 462 Domare: Jonas Eriksson (Sigtuna) |
| 19:00 UTC+2 | 19:00 UTC+2     |                  |                  |               | Jönköping Publik: 4 462 Domare: Jonas Eriksson (Sigtuna) | Jönköping Publik: 4 462 Domare: Jonas Eriksson (Sigtuna) |

| 144         | 15 augusti 2016 | GIF Sundsvall | 0 – 0           | Hammarby IF | Norrporten Arena                                              |                                                               |
| 19:00 UTC+2 | 19:00 UTC+2     |               | (0 – 0) Rapport |             | Sundsvall Publik: 6 048 Domare: Kristoffer Karlsson (Höganäs) | Sundsvall Publik: 6 048 Domare: Kristoffer Karlsson (Höganäs) |
| 19:00 UTC+2 | 19:00 UTC+2     |               |                 |             | Sundsvall Publik: 6 048 Domare: Kristoffer Karlsson (Höganäs) | Sundsvall Publik: 6 048 Domare: Kristoffer Karlsson (Höganäs) |
| 19:00 UTC+2 | 19:00 UTC+2     |               |                 |             | Sundsvall Publik: 6 048 Domare: Kristoffer Karlsson (Höganäs) | Sundsvall Publik: 6 048 Domare: Kristoffer Karlsson (Höganäs) |

### Omgång 19
| 145         | 10 augusti 2016 | IFK Norrköping                                                                 | 3 – 1           | BK Häcken                 | Östgötaporten                                                 |                                                               |
| 19:00 UTC+2 | 19:00 UTC+2     | Christoffer Nyman 60′ (str.) Sebastian Andersson 68′ David Moberg Karlsson 79′ | (0 – 1) Rapport | 36′ (sjm.) Daniel Sjölund | Norrköping Publik: 7 564 Domare: Mohammed Al-Hakim (Västerås) | Norrköping Publik: 7 564 Domare: Mohammed Al-Hakim (Västerås) |
| 19:00 UTC+2 | 19:00 UTC+2     |                                                                                |                 |                           | Norrköping Publik: 7 564 Domare: Mohammed Al-Hakim (Västerås) | Norrköping Publik: 7 564 Domare: Mohammed Al-Hakim (Västerås) |
| 19:00 UTC+2 | 19:00 UTC+2     |                                                                                |                 |                           | Norrköping Publik: 7 564 Domare: Mohammed Al-Hakim (Västerås) | Norrköping Publik: 7 564 Domare: Mohammed Al-Hakim (Västerås) |

| 146         | 20 augusti 2016 | Östersunds FK | 1 – 0           | Djurgårdens IF | Jämtkraft Arena                                              |                                                              |
| 16:00 UTC+2 | 16:00 UTC+2     | Ken Sema 13′  | (1 – 0) Rapport |                | Östersund Publik: 8 027 Domare: Martin Strömbergsson (Gävle) | Östersund Publik: 8 027 Domare: Martin Strömbergsson (Gävle) |
| 16:00 UTC+2 | 16:00 UTC+2     |               |                 |                | Östersund Publik: 8 027 Domare: Martin Strömbergsson (Gävle) | Östersund Publik: 8 027 Domare: Martin Strömbergsson (Gävle) |
| 16:00 UTC+2 | 16:00 UTC+2     |               |                 |                | Östersund Publik: 8 027 Domare: Martin Strömbergsson (Gävle) | Östersund Publik: 8 027 Domare: Martin Strömbergsson (Gävle) |

| 147         | 20 augusti 2016 | Helsingborgs IF | 0 – 1           | Kalmar FF       | Olympia                                                   |                                                           |
| 16:00 UTC+2 | 16:00 UTC+2     |                 | (0 – 0) Rapport | 68′ Mahmoud Eid | Helsingborg Publik: 5 835 Domare: Patrik Eriksson (Gävle) | Helsingborg Publik: 5 835 Domare: Patrik Eriksson (Gävle) |
| 16:00 UTC+2 | 16:00 UTC+2     |                 |                 |                 | Helsingborg Publik: 5 835 Domare: Patrik Eriksson (Gävle) | Helsingborg Publik: 5 835 Domare: Patrik Eriksson (Gävle) |
| 16:00 UTC+2 | 16:00 UTC+2     |                 |                 |                 | Helsingborg Publik: 5 835 Domare: Patrik Eriksson (Gävle) | Helsingborg Publik: 5 835 Domare: Patrik Eriksson (Gävle) |

| 148         | 21 augusti 2016 | Hammarby IF                                  | 2 – 0           | IFK Göteborg | Tele2 Arena                                         |                                                     |
| 15:00 UTC+2 | 15:00 UTC+2     | Philip Haglund 20′ Kennedy Bakircioglu 90+1′ | (1 – 0) Rapport |              | Stockholm Publik: 21 848 Domare: Johan Hamlin (Bro) | Stockholm Publik: 21 848 Domare: Johan Hamlin (Bro) |
| 15:00 UTC+2 | 15:00 UTC+2     |                                              |                 |              | Stockholm Publik: 21 848 Domare: Johan Hamlin (Bro) | Stockholm Publik: 21 848 Domare: Johan Hamlin (Bro) |
| 15:00 UTC+2 | 15:00 UTC+2     |                                              |                 |              | Stockholm Publik: 21 848 Domare: Johan Hamlin (Bro) | Stockholm Publik: 21 848 Domare: Johan Hamlin (Bro) |

| 149         | 21 augusti 2016 | Örebro SK | 0 – 2           | AIK                                    | Behrn Arena                                                |                                                            |
| 17:30 UTC+2 | 17:30 UTC+2     |           | (0 – 1) Rapport | 37′ Chinedu Obasi 90+2′ Alexander Isak | Örebro Publik: 9 517 Domare: Kristoffer Karlsson (Höganäs) | Örebro Publik: 9 517 Domare: Kristoffer Karlsson (Höganäs) |
| 17:30 UTC+2 | 17:30 UTC+2     |           |                 |                                        | Örebro Publik: 9 517 Domare: Kristoffer Karlsson (Höganäs) | Örebro Publik: 9 517 Domare: Kristoffer Karlsson (Höganäs) |
| 17:30 UTC+2 | 17:30 UTC+2     |           |                 |                                        | Örebro Publik: 9 517 Domare: Kristoffer Karlsson (Höganäs) | Örebro Publik: 9 517 Domare: Kristoffer Karlsson (Höganäs) |

| 150         | 21 augusti 2016 | Falkenbergs FF     | 1 – 1           | Gefle IF         | Falkenbergs IP                                          |                                                         |
| 17:30 UTC+2 | 17:30 UTC+2     | Jesper Karlsson 4′ | (1 – 1) Rapport | 27′ Simon Skrabb | Falkenberg Publik: 1 976 Domare: Kaspar Sjöberg (Malmö) | Falkenberg Publik: 1 976 Domare: Kaspar Sjöberg (Malmö) |
| 17:30 UTC+2 | 17:30 UTC+2     |                    |                 |                  | Falkenberg Publik: 1 976 Domare: Kaspar Sjöberg (Malmö) | Falkenberg Publik: 1 976 Domare: Kaspar Sjöberg (Malmö) |
| 17:30 UTC+2 | 17:30 UTC+2     |                    |                 |                  | Falkenberg Publik: 1 976 Domare: Kaspar Sjöberg (Malmö) | Falkenberg Publik: 1 976 Domare: Kaspar Sjöberg (Malmö) |

| 151         | 22 augusti 2016 | IF Elfsborg                                | 4 – 0           | GIF Sundsvall | Borås Arena                                          |                                                      |
| 19:00 UTC+2 | 19:00 UTC+2     | Jon Jönsson 19′ Issam Jebali 61′, 64′, 73′ | (1 – 0) Rapport |               | Borås Publik: 6 071 Domare: Bojan Pandzic (Göteborg) | Borås Publik: 6 071 Domare: Bojan Pandzic (Göteborg) |
| 19:00 UTC+2 | 19:00 UTC+2     |                                            |                 |               | Borås Publik: 6 071 Domare: Bojan Pandzic (Göteborg) | Borås Publik: 6 071 Domare: Bojan Pandzic (Göteborg) |
| 19:00 UTC+2 | 19:00 UTC+2     |                                            |                 |               | Borås Publik: 6 071 Domare: Bojan Pandzic (Göteborg) | Borås Publik: 6 071 Domare: Bojan Pandzic (Göteborg) |

| 152         | 22 augusti 2016 | Malmö FF                                                                                        | 4 – 1           | Jönköpings Södra              | Swedbank Stadion                                            |                                                             |
| 19:00 UTC+2 | 19:00 UTC+2     | Rasmus Bengtsson 23′ Vidar Örn Kjartansson 25′ Anders Christiansen 31′ Alexander Jeremejeff 86′ | (3 – 0) Rapport | 90+3′ Sergio Calatayud Lebron | Malmö Publik: 16 533 Domare: Stefan Johannesson (Stockholm) | Malmö Publik: 16 533 Domare: Stefan Johannesson (Stockholm) |
| 19:00 UTC+2 | 19:00 UTC+2     |                                                                                                 |                 |                               | Malmö Publik: 16 533 Domare: Stefan Johannesson (Stockholm) | Malmö Publik: 16 533 Domare: Stefan Johannesson (Stockholm) |
| 19:00 UTC+2 | 19:00 UTC+2     |                                                                                                 |                 |                               | Malmö Publik: 16 533 Domare: Stefan Johannesson (Stockholm) | Malmö Publik: 16 533 Domare: Stefan Johannesson (Stockholm) |

### Omgång 20
| 153         | 27 augusti 2016 | Kalmar FF | 0 – 1           | IFK Norrköping              | Guldfågeln Arena                                |                                                 |
| 16:00 UTC+2 | 16:00 UTC+2     |           | (0 – 0) Rapport | 79′ (sjm.) Marko Biskupović | Kalmar Publik: 5 854 Domare: Johan Hamlin (Bro) | Kalmar Publik: 5 854 Domare: Johan Hamlin (Bro) |
| 16:00 UTC+2 | 16:00 UTC+2     |           |                 |                             | Kalmar Publik: 5 854 Domare: Johan Hamlin (Bro) | Kalmar Publik: 5 854 Domare: Johan Hamlin (Bro) |
| 16:00 UTC+2 | 16:00 UTC+2     |           |                 |                             | Kalmar Publik: 5 854 Domare: Johan Hamlin (Bro) | Kalmar Publik: 5 854 Domare: Johan Hamlin (Bro) |

| 154         | 27 augusti 2016 | Djurgårdens IF                           | 2 – 1           | Gefle IF             | Tele2 Arena                                              |                                                          |
| 16:00 UTC+2 | 16:00 UTC+2     | Niklas Gunnarsson 17′ Michael Olunga 86′ | (1 – 0) Rapport | 70′ Johan Bertilsson | Stockholm Publik: 10 925 Domare: Glenn Nyberg (Borlänge) | Stockholm Publik: 10 925 Domare: Glenn Nyberg (Borlänge) |
| 16:00 UTC+2 | 16:00 UTC+2     |                                          |                 |                      | Stockholm Publik: 10 925 Domare: Glenn Nyberg (Borlänge) | Stockholm Publik: 10 925 Domare: Glenn Nyberg (Borlänge) |
| 16:00 UTC+2 | 16:00 UTC+2     |                                          |                 |                      | Stockholm Publik: 10 925 Domare: Glenn Nyberg (Borlänge) | Stockholm Publik: 10 925 Domare: Glenn Nyberg (Borlänge) |

| 155         | 28 augusti 2016 | Jönköpings Södra  | 1 – 0           | IF Elfsborg | Stadsparksvallen                                             |                                                              |
| 15:00 UTC+2 | 15:00 UTC+2     | Paweł Cibicki 62′ | (0 – 0) Rapport |             | Jönköping Publik: 4 611 Domare: Markus Strömbergsson (Gävle) | Jönköping Publik: 4 611 Domare: Markus Strömbergsson (Gävle) |
| 15:00 UTC+2 | 15:00 UTC+2     |                   |                 |             | Jönköping Publik: 4 611 Domare: Markus Strömbergsson (Gävle) | Jönköping Publik: 4 611 Domare: Markus Strömbergsson (Gävle) |
| 15:00 UTC+2 | 15:00 UTC+2     |                   |                 |             | Jönköping Publik: 4 611 Domare: Markus Strömbergsson (Gävle) | Jönköping Publik: 4 611 Domare: Markus Strömbergsson (Gävle) |

| 156         | 28 augusti 2016 | AIK | 0 – 0           | Hammarby IF | Friends Arena                                                   |                                                                 |
| 15:00 UTC+2 | 15:00 UTC+2     |     | (0 – 0) Rapport |             | Stockholm Publik: 30 843 Domare: Stefan Johannesson (Stockholm) | Stockholm Publik: 30 843 Domare: Stefan Johannesson (Stockholm) |
| 15:00 UTC+2 | 15:00 UTC+2     |     |                 |             | Stockholm Publik: 30 843 Domare: Stefan Johannesson (Stockholm) | Stockholm Publik: 30 843 Domare: Stefan Johannesson (Stockholm) |
| 15:00 UTC+2 | 15:00 UTC+2     |     |                 |             | Stockholm Publik: 30 843 Domare: Stefan Johannesson (Stockholm) | Stockholm Publik: 30 843 Domare: Stefan Johannesson (Stockholm) |

| 157         | 28 augusti 2016 | BK Häcken                                               | 3 – 1           | Östersunds FK     | Bravida Arena                                         |                                                       |
| 15:00 UTC+2 | 15:00 UTC+2     | Nasiru Mohammed 52′ John Owoeri 73′ Tefu Mashamaite 85′ | (0 – 1) Rapport | 26′ Curtis Edward | Göteborg Publik: 2 025 Domare: Kaspar Sjöberg (Malmö) | Göteborg Publik: 2 025 Domare: Kaspar Sjöberg (Malmö) |
| 15:00 UTC+2 | 15:00 UTC+2     |                                                         |                 |                   | Göteborg Publik: 2 025 Domare: Kaspar Sjöberg (Malmö) | Göteborg Publik: 2 025 Domare: Kaspar Sjöberg (Malmö) |
| 15:00 UTC+2 | 15:00 UTC+2     |                                                         |                 |                   | Göteborg Publik: 2 025 Domare: Kaspar Sjöberg (Malmö) | Göteborg Publik: 2 025 Domare: Kaspar Sjöberg (Malmö) |

| 158         | 28 augusti 2016 | GIF Sundsvall | 0 – 1           | Malmö FF                  | Norrporten Arena                                     |                                                      |
| 17:30 UTC+2 | 17:30 UTC+2     |               | (0 – 0) Rapport | 64′ Vidar Örn Kjartansson | Sundsvall Publik: 4 116 Domare: Per Melin (Kävlinge) | Sundsvall Publik: 4 116 Domare: Per Melin (Kävlinge) |
| 17:30 UTC+2 | 17:30 UTC+2     |               |                 |                           | Sundsvall Publik: 4 116 Domare: Per Melin (Kävlinge) | Sundsvall Publik: 4 116 Domare: Per Melin (Kävlinge) |
| 17:30 UTC+2 | 17:30 UTC+2     |               |                 |                           | Sundsvall Publik: 4 116 Domare: Per Melin (Kävlinge) | Sundsvall Publik: 4 116 Domare: Per Melin (Kävlinge) |

| 159         | 28 augusti 2016 | IFK Göteborg                             | 2 – 0           | Helsingborgs IF | Gamla Ullevi                                                |                                                             |
| 17:30 UTC+2 | 17:30 UTC+2     | Elías Már Ómarsson 1′ Jakob Ankersen 70′ | (1 – 0) Rapport |                 | Göteborg Publik: 9 445 Domare: Mohammed Al-Hakim (Västerås) | Göteborg Publik: 9 445 Domare: Mohammed Al-Hakim (Västerås) |
| 17:30 UTC+2 | 17:30 UTC+2     |                                          |                 |                 | Göteborg Publik: 9 445 Domare: Mohammed Al-Hakim (Västerås) | Göteborg Publik: 9 445 Domare: Mohammed Al-Hakim (Västerås) |
| 17:30 UTC+2 | 17:30 UTC+2     |                                          |                 |                 | Göteborg Publik: 9 445 Domare: Mohammed Al-Hakim (Västerås) | Göteborg Publik: 9 445 Domare: Mohammed Al-Hakim (Västerås) |

| 160         | 28 augusti 2016 | Örebro SK                                        | 3 – 2           | Falkenbergs FF                         | Behrn Arena                                           |                                                       |
| 17:30 UTC+2 | 17:30 UTC+2     | Nordin Gerzic 29′ Nahir Besara 62′ Maic Sema 83′ | (1 – 1) Rapport | 27′ Jesper Karlsson 59′ Stefan Rodevåg | Örebro Publik: 5 012 Domare: Jonas Eriksson (Sigtuna) | Örebro Publik: 5 012 Domare: Jonas Eriksson (Sigtuna) |
| 17:30 UTC+2 | 17:30 UTC+2     |                                                  |                 |                                        | Örebro Publik: 5 012 Domare: Jonas Eriksson (Sigtuna) | Örebro Publik: 5 012 Domare: Jonas Eriksson (Sigtuna) |
| 17:30 UTC+2 | 17:30 UTC+2     |                                                  |                 |                                        | Örebro Publik: 5 012 Domare: Jonas Eriksson (Sigtuna) | Örebro Publik: 5 012 Domare: Jonas Eriksson (Sigtuna) |

### Omgång 21
| 161         | 10 september 2016 | IF Elfsborg         | 1 – 1           | Kalmar FF           | Borås Arena                                       |                                                   |
| 16:00 UTC+2 | 16:00 UTC+2       | Viktor Claesson 66′ | (0 – 1) Rapport | 27′ Tobias Eriksson | Borås Publik: 6 029 Domare: Andreas Ekberg (Lund) | Borås Publik: 6 029 Domare: Andreas Ekberg (Lund) |
| 16:00 UTC+2 | 16:00 UTC+2       |                     |                 |                     | Borås Publik: 6 029 Domare: Andreas Ekberg (Lund) | Borås Publik: 6 029 Domare: Andreas Ekberg (Lund) |
| 16:00 UTC+2 | 16:00 UTC+2       |                     |                 |                     | Borås Publik: 6 029 Domare: Andreas Ekberg (Lund) | Borås Publik: 6 029 Domare: Andreas Ekberg (Lund) |

| 162         | 11 september 2016 | GIF Sundsvall                  | 1 – 3           | AIK                                                          | Norrporten Arena                                        |                                                         |
| 15:00 UTC+2 | 15:00 UTC+2       | Nils-Eric Johansson 71′ (sjm.) | (0 – 3) Rapport | 16′ Denni Avdić 18′ (sjm.) Robin Tranberg 35′ Eero Markkanen | Sundsvall Publik: 4 578 Domare: Glenn Nyberg (Borlänge) | Sundsvall Publik: 4 578 Domare: Glenn Nyberg (Borlänge) |
| 15:00 UTC+2 | 15:00 UTC+2       |                                |                 |                                                              | Sundsvall Publik: 4 578 Domare: Glenn Nyberg (Borlänge) | Sundsvall Publik: 4 578 Domare: Glenn Nyberg (Borlänge) |
| 15:00 UTC+2 | 15:00 UTC+2       |                                |                 |                                                              | Sundsvall Publik: 4 578 Domare: Glenn Nyberg (Borlänge) | Sundsvall Publik: 4 578 Domare: Glenn Nyberg (Borlänge) |

| 163         | 11 september 2016 | Falkenbergs FF    | 1 – 2           | Djurgårdens IF                         | Falkenbergs IP                                            |                                                           |
| 15:00 UTC+2 | 15:00 UTC+2       | Stefan Rodevåg 2′ | (1 – 1) Rapport | 34′ Mathias Ranégie 75′ Michael Olunga | Falkenberg Publik: 3 429 Domare: Bojan Pandzic (Göteborg) | Falkenberg Publik: 3 429 Domare: Bojan Pandzic (Göteborg) |
| 15:00 UTC+2 | 15:00 UTC+2       |                   |                 |                                        | Falkenberg Publik: 3 429 Domare: Bojan Pandzic (Göteborg) | Falkenberg Publik: 3 429 Domare: Bojan Pandzic (Göteborg) |
| 15:00 UTC+2 | 15:00 UTC+2       |                   |                 |                                        | Falkenberg Publik: 3 429 Domare: Bojan Pandzic (Göteborg) | Falkenberg Publik: 3 429 Domare: Bojan Pandzic (Göteborg) |

| 164         | 11 september 2016 | Östersunds FK                    | 2 – 0           | Helsingborgs IF | Jämtkraft Arena                                              |                                                              |
| 17:30 UTC+2 | 17:30 UTC+2       | Curtis Edwards 14′ Alex Dyer 21′ | (2 – 0) Rapport |                 | Östersund Publik: 5 137 Domare: Mohammed Al-Hakim (Västerås) | Östersund Publik: 5 137 Domare: Mohammed Al-Hakim (Västerås) |
| 17:30 UTC+2 | 17:30 UTC+2       |                                  |                 |                 | Östersund Publik: 5 137 Domare: Mohammed Al-Hakim (Västerås) | Östersund Publik: 5 137 Domare: Mohammed Al-Hakim (Västerås) |
| 17:30 UTC+2 | 17:30 UTC+2       |                                  |                 |                 | Östersund Publik: 5 137 Domare: Mohammed Al-Hakim (Västerås) | Östersund Publik: 5 137 Domare: Mohammed Al-Hakim (Västerås) |

| 165         | 11 september 2016 | IFK Norrköping                                                                | 5 – 1           | Jönköpings Södra | Östgötaporten                                                  |                                                                |
| 17:30 UTC+2 | 17:30 UTC+2       | David Moberg Karlsson 12′ Sebastian Andersson 15′, 33′ Karl Holmberg 28′, 37′ | (5 – 0) Rapport | 88′ Daryl Smylie | Norrköping Publik: 10 705 Domare: Markus Strömbergsson (Gävle) | Norrköping Publik: 10 705 Domare: Markus Strömbergsson (Gävle) |
| 17:30 UTC+2 | 17:30 UTC+2       |                                                                               |                 |                  | Norrköping Publik: 10 705 Domare: Markus Strömbergsson (Gävle) | Norrköping Publik: 10 705 Domare: Markus Strömbergsson (Gävle) |
| 17:30 UTC+2 | 17:30 UTC+2       |                                                                               |                 |                  | Norrköping Publik: 10 705 Domare: Markus Strömbergsson (Gävle) | Norrköping Publik: 10 705 Domare: Markus Strömbergsson (Gävle) |

| 166         | 12 september 2016 | Malmö FF                                           | 3 – 1           | IFK Göteborg                    | Swedbank Stadion                                            |                                                             |
| 19:00 UTC+2 | 19:00 UTC+2       | Markus Rosenberg 15′, 79′ Alexander Jeremejeff 77′ | (1 – 0) Rapport | 67′ (sjm.) Alexander Jeremejeff | Malmö Publik: 21 273 Domare: Stefan Johannesson (Stockholm) | Malmö Publik: 21 273 Domare: Stefan Johannesson (Stockholm) |
| 19:00 UTC+2 | 19:00 UTC+2       |                                                    |                 |                                 | Malmö Publik: 21 273 Domare: Stefan Johannesson (Stockholm) | Malmö Publik: 21 273 Domare: Stefan Johannesson (Stockholm) |
| 19:00 UTC+2 | 19:00 UTC+2       |                                                    |                 |                                 | Malmö Publik: 21 273 Domare: Stefan Johannesson (Stockholm) | Malmö Publik: 21 273 Domare: Stefan Johannesson (Stockholm) |

| 167         | 12 september 2016 | Hammarby IF      | 1 – 1           | Örebro SK          | Tele2 Arena                                                 |                                                             |
| 19:00 UTC+2 | 19:00 UTC+2       | Joseph Aidoo 69′ | (0 – 0) Rapport | 90+4′ Nahir Besara | Stockholm Publik: 23 212 Domare: Magnus Lindgren (Göteborg) | Stockholm Publik: 23 212 Domare: Magnus Lindgren (Göteborg) |
| 19:00 UTC+2 | 19:00 UTC+2       |                  |                 |                    | Stockholm Publik: 23 212 Domare: Magnus Lindgren (Göteborg) | Stockholm Publik: 23 212 Domare: Magnus Lindgren (Göteborg) |
| 19:00 UTC+2 | 19:00 UTC+2       |                  |                 |                    | Stockholm Publik: 23 212 Domare: Magnus Lindgren (Göteborg) | Stockholm Publik: 23 212 Domare: Magnus Lindgren (Göteborg) |

| 168         | 12 september 2016 | Gefle IF                                          | 2 – 2           | BK Häcken                | Gavlevallen                                          |                                                      |
| 19:00 UTC+2 | 19:00 UTC+2       | Emil Wahlström 64′ (sjm.) Martin Rauschenberg 67′ | (0 – 1) Rapport | 21′, 80′ Alhassan Kamara | Gävle Publik: 2 836 Domare: Jonas Eriksson (Sigtuna) | Gävle Publik: 2 836 Domare: Jonas Eriksson (Sigtuna) |
| 19:00 UTC+2 | 19:00 UTC+2       |                                                   |                 |                          | Gävle Publik: 2 836 Domare: Jonas Eriksson (Sigtuna) | Gävle Publik: 2 836 Domare: Jonas Eriksson (Sigtuna) |
| 19:00 UTC+2 | 19:00 UTC+2       |                                                   |                 |                          | Gävle Publik: 2 836 Domare: Jonas Eriksson (Sigtuna) | Gävle Publik: 2 836 Domare: Jonas Eriksson (Sigtuna) |

### Omgång 22
| 169         | 16 september 2016 | Jönköpings Södra | 0 – 1           | Hammarby IF             | Stadsparksvallen                                             |                                                              |
| 19:00 UTC+2 | 19:00 UTC+2       |                  | (0 – 0) Rapport | 75′ Kennedy Bakircioglu | Jönköping Publik: 6 247 Domare: Mohammed Al-Hakim (Västerås) | Jönköping Publik: 6 247 Domare: Mohammed Al-Hakim (Västerås) |
| 19:00 UTC+2 | 19:00 UTC+2       |                  |                 |                         | Jönköping Publik: 6 247 Domare: Mohammed Al-Hakim (Västerås) | Jönköping Publik: 6 247 Domare: Mohammed Al-Hakim (Västerås) |
| 19:00 UTC+2 | 19:00 UTC+2       |                  |                 |                         | Jönköping Publik: 6 247 Domare: Mohammed Al-Hakim (Västerås) | Jönköping Publik: 6 247 Domare: Mohammed Al-Hakim (Västerås) |

| 170         | 16 september 2016 | Örebro SK                                                   | 3 – 3           | GIF Sundsvall                                                 | Behrn Arena                                           |                                                       |
| 19:00 UTC+2 | 19:00 UTC+2       | Michael Omoh 26′ Nahir Besara 31′ Martin Broberg 54′ (str.) | (2 – 1) Rapport | 7′ Peter Wilson 61′ Johan Eklund 89′ (str.) Lars Krogh Gerson | Örebro Publik: 5 889 Domare: Jonas Eriksson (Sigtuna) | Örebro Publik: 5 889 Domare: Jonas Eriksson (Sigtuna) |
| 19:00 UTC+2 | 19:00 UTC+2       |                                                             |                 |                                                               | Örebro Publik: 5 889 Domare: Jonas Eriksson (Sigtuna) | Örebro Publik: 5 889 Domare: Jonas Eriksson (Sigtuna) |
| 19:00 UTC+2 | 19:00 UTC+2       |                                                             |                 |                                                               | Örebro Publik: 5 889 Domare: Jonas Eriksson (Sigtuna) | Örebro Publik: 5 889 Domare: Jonas Eriksson (Sigtuna) |

| 171         | 17 september 2016 | Kalmar FF                             | 2 – 0           | Östersunds FK | Guldfågeln Arena                                        |                                                         |
| 16:00 UTC+2 | 16:00 UTC+2       | Henri Anier 40′ Ismael Silva Lima 41′ | (2 – 0) Rapport |               | Kalmar Publik: 4 856 Domare: Magnus Lindgren (Göteborg) | Kalmar Publik: 4 856 Domare: Magnus Lindgren (Göteborg) |
| 16:00 UTC+2 | 16:00 UTC+2       |                                       |                 |               | Kalmar Publik: 4 856 Domare: Magnus Lindgren (Göteborg) | Kalmar Publik: 4 856 Domare: Magnus Lindgren (Göteborg) |
| 16:00 UTC+2 | 16:00 UTC+2       |                                       |                 |               | Kalmar Publik: 4 856 Domare: Magnus Lindgren (Göteborg) | Kalmar Publik: 4 856 Domare: Magnus Lindgren (Göteborg) |

| 172         | 18 september 2016 | IF Elfsborg                                                                                             | 5 – 0           | Falkenbergs FF | Borås Arena                                               |                                                           |
| 15:00 UTC+2 | 15:00 UTC+2       | Viktor Claesson 6′ (str.) Daniel Gustavsson 51′ Viktor Prodell 60′ Issam Jebali 74′ Simon Lundevall 77′ | (1 – 0) Rapport |                | Borås Publik: 6 261 Domare: Kristoffer Karlsson (Höganäs) | Borås Publik: 6 261 Domare: Kristoffer Karlsson (Höganäs) |
| 15:00 UTC+2 | 15:00 UTC+2       | |                 |                | Borås Publik: 6 261 Domare: Kristoffer Karlsson (Höganäs) | Borås Publik: 6 261 Domare: Kristoffer Karlsson (Höganäs) |
| 15:00 UTC+2 | 15:00 UTC+2       | |                 |                | Borås Publik: 6 261 Domare: Kristoffer Karlsson (Höganäs) | Borås Publik: 6 261 Domare: Kristoffer Karlsson (Höganäs) |

| 173         | 18 september 2016 | AIK                | 1 – 0           | Gefle IF | Friends Arena                                           |                                                         |
| 15:00 UTC+2 | 15:00 UTC+2       | Eero Markkanen 81′ | (0 – 0) Rapport |          | Stockholm Publik: 13 056 Domare: Kaspar Sjöberg (Malmö) | Stockholm Publik: 13 056 Domare: Kaspar Sjöberg (Malmö) |
| 15:00 UTC+2 | 15:00 UTC+2       |                    |                 |          | Stockholm Publik: 13 056 Domare: Kaspar Sjöberg (Malmö) | Stockholm Publik: 13 056 Domare: Kaspar Sjöberg (Malmö) |
| 15:00 UTC+2 | 15:00 UTC+2       |                    |                 |          | Stockholm Publik: 13 056 Domare: Kaspar Sjöberg (Malmö) | Stockholm Publik: 13 056 Domare: Kaspar Sjöberg (Malmö) |

| 174         | 18 september 2016 | Helsingborgs IF       | 1 – 2           | IFK Norrköping                              | Olympia                                                    |                                                            |
| 15:00 UTC+2 | 15:00 UTC+2       | Anton Wede 60′ (str.) | (0 – 1) Rapport | 14′ Sebastian Andersson 49′ Niclas Eliasson | Helsingborg Publik: 6 578 Domare: Bojan Pandzic (Göteborg) | Helsingborg Publik: 6 578 Domare: Bojan Pandzic (Göteborg) |
| 15:00 UTC+2 | 15:00 UTC+2       |                       |                 |                                             | Helsingborg Publik: 6 578 Domare: Bojan Pandzic (Göteborg) | Helsingborg Publik: 6 578 Domare: Bojan Pandzic (Göteborg) |
| 15:00 UTC+2 | 15:00 UTC+2       |                       |                 |                                             | Helsingborg Publik: 6 578 Domare: Bojan Pandzic (Göteborg) | Helsingborg Publik: 6 578 Domare: Bojan Pandzic (Göteborg) |

| 175         | 18 september 2016 | Djurgårdens IF                             | 3 – 1           | Malmö FF                | Tele2 Arena                                                   |                                                               |
| 17:30 UTC+2 | 17:30 UTC+2       | Magnus Eriksson 7′ Michael Olunga 16′, 60′ | (2 – 1) Rapport | 20′ Magnus Wolff Eikrem | Stockholm Publik: 15 370 Domare: Mohammed Al-Hakim (Västerås) | Stockholm Publik: 15 370 Domare: Mohammed Al-Hakim (Västerås) |
| 17:30 UTC+2 | 17:30 UTC+2       |                                            |                 |                         | Stockholm Publik: 15 370 Domare: Mohammed Al-Hakim (Västerås) | Stockholm Publik: 15 370 Domare: Mohammed Al-Hakim (Västerås) |
| 17:30 UTC+2 | 17:30 UTC+2       |                                            |                 |                         | Stockholm Publik: 15 370 Domare: Mohammed Al-Hakim (Västerås) | Stockholm Publik: 15 370 Domare: Mohammed Al-Hakim (Västerås) |

| 176         | 19 september 2016 | BK Häcken                           | 2 – 2           | IFK Göteborg                                       | Bravida Arena                                        |                                                      |
| 19:00 UTC+2 | 19:00 UTC+2       | John Owoeri 65′ Alhassan Kamara 69′ | (0 – 1) Rapport | 15′ (str.) Emil Salomonsson 61′ Elías Már Ómarsson | Göteborg Publik: 6 380 Domare: Andreas Ekberg (Lund) | Göteborg Publik: 6 380 Domare: Andreas Ekberg (Lund) |
| 19:00 UTC+2 | 19:00 UTC+2       |                                     |                 |                                                    | Göteborg Publik: 6 380 Domare: Andreas Ekberg (Lund) | Göteborg Publik: 6 380 Domare: Andreas Ekberg (Lund) |
| 19:00 UTC+2 | 19:00 UTC+2       |                                     |                 |                                                    | Göteborg Publik: 6 380 Domare: Andreas Ekberg (Lund) | Göteborg Publik: 6 380 Domare: Andreas Ekberg (Lund) |

### Omgång 23
| 177         | 21 september 2016 | Östersunds FK | 0 – 2           | IFK Norrköping               | Jämtkraft Arena                                              |                                                              |
| 19:00 UTC+2 | 19:00 UTC+2       |               | (0 – 1) Rapport | 28′, 64′ Sebastian Andersson | Östersund Publik: 5 676 Domare: Martin Strömbergsson (Gävle) | Östersund Publik: 5 676 Domare: Martin Strömbergsson (Gävle) |
| 19:00 UTC+2 | 19:00 UTC+2       |               |                 |                              | Östersund Publik: 5 676 Domare: Martin Strömbergsson (Gävle) | Östersund Publik: 5 676 Domare: Martin Strömbergsson (Gävle) |
| 19:00 UTC+2 | 19:00 UTC+2       |               |                 |                              | Östersund Publik: 5 676 Domare: Martin Strömbergsson (Gävle) | Östersund Publik: 5 676 Domare: Martin Strömbergsson (Gävle) |

| 178         | 21 september 2016 | Helsingborgs IF                    | 2 – 1           | GIF Sundsvall         | Olympia                                                      |                                                              |
| 19:00 UTC+2 | 19:00 UTC+2       | Monday Samuel 62′ Anton Wede 90+1′ | (0 – 0) Rapport | 54′ Lars Krogh Gerson | Helsingborg Publik: 5 873 Domare: Magnus Lindgren (Göteborg) | Helsingborg Publik: 5 873 Domare: Magnus Lindgren (Göteborg) |
| 19:00 UTC+2 | 19:00 UTC+2       |                                    |                 |                       | Helsingborg Publik: 5 873 Domare: Magnus Lindgren (Göteborg) | Helsingborg Publik: 5 873 Domare: Magnus Lindgren (Göteborg) |
| 19:00 UTC+2 | 19:00 UTC+2       |                                    |                 |                       | Helsingborg Publik: 5 873 Domare: Magnus Lindgren (Göteborg) | Helsingborg Publik: 5 873 Domare: Magnus Lindgren (Göteborg) |

| 179         | 21 september 2016 | Kalmar FF                                 | 3 – 0           | Falkenbergs FF | Guldfågeln                                          |                                                     |
| 19:00 UTC+2 | 19:00 UTC+2       | Jonathan Ring 5′, 45′ Herman Hallberg 66′ | (2 – 0) Rapport |                | Kalmar Publik: 4 072 Domare: Johan Krantz (Uppsala) | Kalmar Publik: 4 072 Domare: Johan Krantz (Uppsala) |
| 19:00 UTC+2 | 19:00 UTC+2       |                                           |                 |                | Kalmar Publik: 4 072 Domare: Johan Krantz (Uppsala) | Kalmar Publik: 4 072 Domare: Johan Krantz (Uppsala) |
| 19:00 UTC+2 | 19:00 UTC+2       |                                           |                 |                | Kalmar Publik: 4 072 Domare: Johan Krantz (Uppsala) | Kalmar Publik: 4 072 Domare: Johan Krantz (Uppsala) |

| 180         | 21 september 2016 | Gefle IF | 0 – 1           | Jönköpings Södra | Gavlevallen                                      |                                                  |
| 19:00 UTC+2 | 19:00 UTC+2       |          | (0 – 0) Rapport | 88′ Pär Ericsson | Gävle Publik: 2 292 Domare: Per Melin (Kävlinge) | Gävle Publik: 2 292 Domare: Per Melin (Kävlinge) |
| 19:00 UTC+2 | 19:00 UTC+2       |          |                 |                  | Gävle Publik: 2 292 Domare: Per Melin (Kävlinge) | Gävle Publik: 2 292 Domare: Per Melin (Kävlinge) |
| 19:00 UTC+2 | 19:00 UTC+2       |          |                 |                  | Gävle Publik: 2 292 Domare: Per Melin (Kävlinge) | Gävle Publik: 2 292 Domare: Per Melin (Kävlinge) |

| 181         | 21 september 2016 | Djurgårdens IF | 0 – 3           | AIK                                       | Tele2 Arena                                                     |                                                                 |
| 19:00 UTC+2 | 19:00 UTC+2       |                | (0 – 1) Rapport | 15′, 65′ Alexander Isak 76′ Chinedu Obasi | Stockholm Publik: 22 197 Domare: Stefan Johannesson (Stockholm) | Stockholm Publik: 22 197 Domare: Stefan Johannesson (Stockholm) |
| 19:00 UTC+2 | 19:00 UTC+2       |                |                 |                                           | Stockholm Publik: 22 197 Domare: Stefan Johannesson (Stockholm) | Stockholm Publik: 22 197 Domare: Stefan Johannesson (Stockholm) |
| 19:00 UTC+2 | 19:00 UTC+2       |                |                 |                                           | Stockholm Publik: 22 197 Domare: Stefan Johannesson (Stockholm) | Stockholm Publik: 22 197 Domare: Stefan Johannesson (Stockholm) |

| 182         | 22 september 2016 | Hammarby IF                          | 2 – 3           | BK Häcken                                                         | Tele2 Arena                                                   |                                                               |
| 19:00 UTC+2 | 19:00 UTC+2       | Erik Israelsson 64′ Mats Solheim 75′ | (0 – 1) Rapport | 20′ Alhassan Kamara 80′ Mohammed Abubakari 86′ Alexander Farnerud | Stockholm Publik: 19 111 Domare: Robert Daradic (Helsingborg) | Stockholm Publik: 19 111 Domare: Robert Daradic (Helsingborg) |
| 19:00 UTC+2 | 19:00 UTC+2       |                                      |                 |                                                                   | Stockholm Publik: 19 111 Domare: Robert Daradic (Helsingborg) | Stockholm Publik: 19 111 Domare: Robert Daradic (Helsingborg) |
| 19:00 UTC+2 | 19:00 UTC+2       |                                      |                 |                                                                   | Stockholm Publik: 19 111 Domare: Robert Daradic (Helsingborg) | Stockholm Publik: 19 111 Domare: Robert Daradic (Helsingborg) |

| 183         | 22 september 2016 | IFK Göteborg                                 | 3 – 2           | Örebro SK                             | Gamla Ullevi                                           |                                                        |
| 19:00 UTC+2 | 19:00 UTC+2       | Tobias Hysén 41′, 75′ Elías Már Ómarsson 56′ | (1 – 0) Rapport | 46′ Nahir Besara 81′ Astrit Ajdarević | Göteborg Publik: 8 886 Domare: Patrik Eriksson (Gävle) | Göteborg Publik: 8 886 Domare: Patrik Eriksson (Gävle) |
| 19:00 UTC+2 | 19:00 UTC+2       |                                              |                 |                                       | Göteborg Publik: 8 886 Domare: Patrik Eriksson (Gävle) | Göteborg Publik: 8 886 Domare: Patrik Eriksson (Gävle) |
| 19:00 UTC+2 | 19:00 UTC+2       |                                              |                 |                                       | Göteborg Publik: 8 886 Domare: Patrik Eriksson (Gävle) | Göteborg Publik: 8 886 Domare: Patrik Eriksson (Gävle) |

| 184         | 22 september 2016 | Malmö FF          | 1 – 0           | IF Elfsborg | Swedbank Stadion                                     |                                                      |
| 19:00 UTC+2 | 19:00 UTC+2       | Erdal Rakip 90+1′ | (0 – 0) Rapport |             | Malmö Publik: 16 597 Domare: Glenn Nyberg (Borlänge) | Malmö Publik: 16 597 Domare: Glenn Nyberg (Borlänge) |
| 19:00 UTC+2 | 19:00 UTC+2       |                   |                 |             | Malmö Publik: 16 597 Domare: Glenn Nyberg (Borlänge) | Malmö Publik: 16 597 Domare: Glenn Nyberg (Borlänge) |
| 19:00 UTC+2 | 19:00 UTC+2       |                   |                 |             | Malmö Publik: 16 597 Domare: Glenn Nyberg (Borlänge) | Malmö Publik: 16 597 Domare: Glenn Nyberg (Borlänge) |

### Omgång 24
| 185         | 24 september 2016 | Jönköpings Södra | 0 – 1           | Kalmar FF                | Stadsparksvallen                                         |                                                          |
| 16:00 UTC+2 | 16:00 UTC+2       |                  | (0 – 1) Rapport | 42′ Markus Thorbjörnsson | Jönköping Publik: 4 469 Domare: Bojan Pandzic (Göteborg) | Jönköping Publik: 4 469 Domare: Bojan Pandzic (Göteborg) |
| 16:00 UTC+2 | 16:00 UTC+2       |                  |                 |                          | Jönköping Publik: 4 469 Domare: Bojan Pandzic (Göteborg) | Jönköping Publik: 4 469 Domare: Bojan Pandzic (Göteborg) |
| 16:00 UTC+2 | 16:00 UTC+2       |                  |                 |                          | Jönköping Publik: 4 469 Domare: Bojan Pandzic (Göteborg) | Jönköping Publik: 4 469 Domare: Bojan Pandzic (Göteborg) |

| 186         | 25 september 2016 | IF Elfsborg                      | 2 – 2           | AIK                    | Borås Arena                                              |                                                          |
| 15:00 UTC+2 | 15:00 UTC+2       | Viktor Prodell 33′ Per Frick 75′ | (1 – 2) Rapport | 30′, 33′ Chinedu Obasi | Borås Publik: 8 045 Domare: Mohammed Al-Hakim (Västerås) | Borås Publik: 8 045 Domare: Mohammed Al-Hakim (Västerås) |
| 15:00 UTC+2 | 15:00 UTC+2       |                                  |                 |                        | Borås Publik: 8 045 Domare: Mohammed Al-Hakim (Västerås) | Borås Publik: 8 045 Domare: Mohammed Al-Hakim (Västerås) |
| 15:00 UTC+2 | 15:00 UTC+2       |                                  |                 |                        | Borås Publik: 8 045 Domare: Mohammed Al-Hakim (Västerås) | Borås Publik: 8 045 Domare: Mohammed Al-Hakim (Västerås) |

| 187         | 25 september 2016 | Malmö FF                                       | 2 – 0           | Helsingborgs IF | Swedbank Stadion                                          |                                                           |
| 17:30 UTC+2 | 17:30 UTC+2       | Anders Christiansen 22′ Mattias Svanberg 90+5′ | (1 – 0) Rapport |                 | Malmö Publik: 19 918 Domare: Martin Strömbergsson (Gävle) | Malmö Publik: 19 918 Domare: Martin Strömbergsson (Gävle) |
| 17:30 UTC+2 | 17:30 UTC+2       |                                                |                 |                 | Malmö Publik: 19 918 Domare: Martin Strömbergsson (Gävle) | Malmö Publik: 19 918 Domare: Martin Strömbergsson (Gävle) |
| 17:30 UTC+2 | 17:30 UTC+2       |                                                |                 |                 | Malmö Publik: 19 918 Domare: Martin Strömbergsson (Gävle) | Malmö Publik: 19 918 Domare: Martin Strömbergsson (Gävle) |

| 188         | 26 september 2016 | IFK Norrköping    | 1 – 3           | Djurgårdens IF                                               | Östgötaporten                                            |                                                          |
| 19:00 UTC+2 | 19:00 UTC+2       | Karl Holmberg 62′ | (0 – 0) Rapport | 50′ Niklas Gunnarsson 55′ Michael Olunga 84′ Daniel Berntsen | Norrköping Publik: 12 682 Domare: Kaspar Sjöberg (Malmö) | Norrköping Publik: 12 682 Domare: Kaspar Sjöberg (Malmö) |
| 19:00 UTC+2 | 19:00 UTC+2       |                   |                 |                                                              | Norrköping Publik: 12 682 Domare: Kaspar Sjöberg (Malmö) | Norrköping Publik: 12 682 Domare: Kaspar Sjöberg (Malmö) |
| 19:00 UTC+2 | 19:00 UTC+2       |                   |                 |                                                              | Norrköping Publik: 12 682 Domare: Kaspar Sjöberg (Malmö) | Norrköping Publik: 12 682 Domare: Kaspar Sjöberg (Malmö) |

| 189         | 26 september 2016 | GIF Sundsvall | 0 – 0           | BK Häcken | Norrporten Arena                                        |                                                         |
| 19:00 UTC+2 | 19:00 UTC+2       |               | (0 – 0) Rapport |           | Sundsvall Publik: 3 658 Domare: Patrik Eriksson (Gävle) | Sundsvall Publik: 3 658 Domare: Patrik Eriksson (Gävle) |
| 19:00 UTC+2 | 19:00 UTC+2       |               |                 |           | Sundsvall Publik: 3 658 Domare: Patrik Eriksson (Gävle) | Sundsvall Publik: 3 658 Domare: Patrik Eriksson (Gävle) |
| 19:00 UTC+2 | 19:00 UTC+2       |               |                 |           | Sundsvall Publik: 3 658 Domare: Patrik Eriksson (Gävle) | Sundsvall Publik: 3 658 Domare: Patrik Eriksson (Gävle) |

| 190         | 26 september 2016 | IFK Göteborg                           | 2 – 0           | Östersunds FK | Gamla Ullevi                                                   |                                                                |
| 19:00 UTC+2 | 19:00 UTC+2       | Søren Rieks 34′ Elías Már Ómarsson 73′ | (1 – 0) Rapport |               | Göteborg Publik: 10 211 Domare: Stefan Johannesson (Stockholm) | Göteborg Publik: 10 211 Domare: Stefan Johannesson (Stockholm) |
| 19:00 UTC+2 | 19:00 UTC+2       |                                        |                 |               | Göteborg Publik: 10 211 Domare: Stefan Johannesson (Stockholm) | Göteborg Publik: 10 211 Domare: Stefan Johannesson (Stockholm) |
| 19:00 UTC+2 | 19:00 UTC+2       |                                        |                 |               | Göteborg Publik: 10 211 Domare: Stefan Johannesson (Stockholm) | Göteborg Publik: 10 211 Domare: Stefan Johannesson (Stockholm) |

| 191         | 26 september 2016 | Falkenbergs FF | 0 – 2           | Hammarby IF                      | Falkenbergs IP                                                 |                                                                |
| 19:00 UTC+2 | 19:00 UTC+2       |                | (0 – 1) Rapport | 25′ Erik Israelsson 56′ Pa Dibba | Falkenberg Publik: 2 380 Domare: Kristoffer Karlsson (Höganäs) | Falkenberg Publik: 2 380 Domare: Kristoffer Karlsson (Höganäs) |
| 19:00 UTC+2 | 19:00 UTC+2       |                |                 |                                  | Falkenberg Publik: 2 380 Domare: Kristoffer Karlsson (Höganäs) | Falkenberg Publik: 2 380 Domare: Kristoffer Karlsson (Höganäs) |
| 19:00 UTC+2 | 19:00 UTC+2       |                |                 |                                  | Falkenberg Publik: 2 380 Domare: Kristoffer Karlsson (Höganäs) | Falkenberg Publik: 2 380 Domare: Kristoffer Karlsson (Höganäs) |

| 192         | 26 september 2016 | Örebro SK                              | 2 – 2           | Gefle IF                              | Behrn Arena                                        |                                                    |
| 19:00 UTC+2 | 19:00 UTC+2       | Daniel Björnkvist 10′ Victor Sköld 29′ | (2 – 1) Rapport | 34′ Johan Bertilsson 46′ Simon Skrabb | Örebro Publik: 5 512 Domare: Andreas Ekberg (Lund) | Örebro Publik: 5 512 Domare: Andreas Ekberg (Lund) |
| 19:00 UTC+2 | 19:00 UTC+2       |                                        |                 |                                       | Örebro Publik: 5 512 Domare: Andreas Ekberg (Lund) | Örebro Publik: 5 512 Domare: Andreas Ekberg (Lund) |
| 19:00 UTC+2 | 19:00 UTC+2       |                                        |                 |                                       | Örebro Publik: 5 512 Domare: Andreas Ekberg (Lund) | Örebro Publik: 5 512 Domare: Andreas Ekberg (Lund) |

### Omgång 25
| 193         | 30 september 2016 | Helsingborgs IF | 0 – 1           | Hammarby IF                     | Olympia                                                        |                                                                |
| 19:00 UTC+2 | 19:00 UTC+2       |                 | (0 – 0) Rapport | 83′ Rômulo Cabral Pereira Pinto | Helsingborg Publik: 7 612 Domare: Mohammed Al-Hakim (Västerås) | Helsingborg Publik: 7 612 Domare: Mohammed Al-Hakim (Västerås) |
| 19:00 UTC+2 | 19:00 UTC+2       |                 |                 |                                 | Helsingborg Publik: 7 612 Domare: Mohammed Al-Hakim (Västerås) | Helsingborg Publik: 7 612 Domare: Mohammed Al-Hakim (Västerås) |
| 19:00 UTC+2 | 19:00 UTC+2       |                 |                 |                                 | Helsingborg Publik: 7 612 Domare: Mohammed Al-Hakim (Västerås) | Helsingborg Publik: 7 612 Domare: Mohammed Al-Hakim (Västerås) |

| 194         | 1 oktober 2016 | GIF Sundsvall              | 3 – 1           | Jönköpings Södra  | Norrporten Arena                                             |                                                              |
| 14:00 UTC+2 | 14:00 UTC+2    | Peter Wilson 21′, 50′, 53′ | (1 – 0) Rapport | 52′ Paweł Cibicki | Sundsvall Publik: 3 891 Domare: Markus Strömbergsson (Gävle) | Sundsvall Publik: 3 891 Domare: Markus Strömbergsson (Gävle) |
| 14:00 UTC+2 | 14:00 UTC+2    |                            |                 |                   | Sundsvall Publik: 3 891 Domare: Markus Strömbergsson (Gävle) | Sundsvall Publik: 3 891 Domare: Markus Strömbergsson (Gävle) |
| 14:00 UTC+2 | 14:00 UTC+2    |                            |                 |                   | Sundsvall Publik: 3 891 Domare: Markus Strömbergsson (Gävle) | Sundsvall Publik: 3 891 Domare: Markus Strömbergsson (Gävle) |

| 195         | 1 oktober 2016 | Östersunds FK                                                                       | 6 – 1           | Falkenbergs FF     | Jämtkraft Arena                                              |                                                              |
| 14:00 UTC+2 | 14:00 UTC+2    | Alex Dyer 32′, 68′ (str.) Alhaji Gero 43′, 45+1′ Brwa Nouri 52′ (str.) Ken Sema 69′ | (3 – 1) Rapport | 8′ Jesper Karlsson | Östersund Publik: 4 622 Domare: Martin Strömbergsson (Gävle) | Östersund Publik: 4 622 Domare: Martin Strömbergsson (Gävle) |
| 14:00 UTC+2 | 14:00 UTC+2    |                                                                                     |                 |                    | Östersund Publik: 4 622 Domare: Martin Strömbergsson (Gävle) | Östersund Publik: 4 622 Domare: Martin Strömbergsson (Gävle) |
| 14:00 UTC+2 | 14:00 UTC+2    |                                                                                     |                 |                    | Östersund Publik: 4 622 Domare: Martin Strömbergsson (Gävle) | Östersund Publik: 4 622 Domare: Martin Strömbergsson (Gävle) |

| 196         | 1 oktober 2016 | BK Häcken                              | 2 – 4           | Malmö FF                                                                       | Bravida Arena                                          |                                                        |
| 16:00 UTC+2 | 16:00 UTC+2    | John Owoeri 15′ Alexander Farnerud 19′ | (2 – 2) Rapport | 13′ Enoch Kofi Adu 34′ Jo Inge Berget 61′ Alexander Jeremejeff 83′ Tobias Sana | Göteborg Publik: 4 752 Domare: Glenn Nyberg (Borlänge) | Göteborg Publik: 4 752 Domare: Glenn Nyberg (Borlänge) |
| 16:00 UTC+2 | 16:00 UTC+2    |                                        |                 |                                                                                | Göteborg Publik: 4 752 Domare: Glenn Nyberg (Borlänge) | Göteborg Publik: 4 752 Domare: Glenn Nyberg (Borlänge) |
| 16:00 UTC+2 | 16:00 UTC+2    |                                        |                 |                                                                                | Göteborg Publik: 4 752 Domare: Glenn Nyberg (Borlänge) | Göteborg Publik: 4 752 Domare: Glenn Nyberg (Borlänge) |

| 197         | 2 oktober 2016 | Kalmar FF                                                         | 4 – 2           | IFK Göteborg          | Guldfågeln Arena                                    |                                                     |
| 15:00 UTC+2 | 15:00 UTC+2    | Romário Pereira Sipião 15′, 29′ Jonathan Ring 43′ Mahmoud Eid 83′ | (3 – 0) Rapport | 75′, 85′ Tobias Hysén | Kalmar Publik: 6 195 Domare: Kaspar Sjöberg (Malmö) | Kalmar Publik: 6 195 Domare: Kaspar Sjöberg (Malmö) |
| 15:00 UTC+2 | 15:00 UTC+2    |                                                                   |                 |                       | Kalmar Publik: 6 195 Domare: Kaspar Sjöberg (Malmö) | Kalmar Publik: 6 195 Domare: Kaspar Sjöberg (Malmö) |
| 15:00 UTC+2 | 15:00 UTC+2    |                                                                   |                 |                       | Kalmar Publik: 6 195 Domare: Kaspar Sjöberg (Malmö) | Kalmar Publik: 6 195 Domare: Kaspar Sjöberg (Malmö) |

| 198         | 2 oktober 2016 | Gefle IF                            | 2 – 2           | IF Elfsborg                    | Gavlevallen                                               |                                                           |
| 15:00 UTC+2 | 15:00 UTC+2    | Dioh Williams 12′ Johan Oremo 90+4′ | (1 – 2) Rapport | 19′ Per Frick 26′ Issam Jebali | Gävle Publik: 2 582 Domare: Kristoffer Karlsson (Höganäs) | Gävle Publik: 2 582 Domare: Kristoffer Karlsson (Höganäs) |
| 15:00 UTC+2 | 15:00 UTC+2    |                                     |                 |                                | Gävle Publik: 2 582 Domare: Kristoffer Karlsson (Höganäs) | Gävle Publik: 2 582 Domare: Kristoffer Karlsson (Höganäs) |
| 15:00 UTC+2 | 15:00 UTC+2    |                                     |                 |                                | Gävle Publik: 2 582 Domare: Kristoffer Karlsson (Höganäs) | Gävle Publik: 2 582 Domare: Kristoffer Karlsson (Höganäs) |

| 199         | 2 oktober 2016 | AIK                                                                                                 | 6 – 0           | IFK Norrköping | Friends Arena                                             |                                                           |
| 17:30 UTC+2 | 17:30 UTC+2    | Stefan Ishizaki 31′ Alexander Isak 36′, 74′ Ebenezer Ofori 57′ Chinedu Obasi 63′ Eero Markkanen 87′ | (2 – 0) Rapport |                | Stockholm Publik: 17 157 Domare: Jonas Eriksson (Sigtuna) | Stockholm Publik: 17 157 Domare: Jonas Eriksson (Sigtuna) |
| 17:30 UTC+2 | 17:30 UTC+2    | |                 |                | Stockholm Publik: 17 157 Domare: Jonas Eriksson (Sigtuna) | Stockholm Publik: 17 157 Domare: Jonas Eriksson (Sigtuna) |
| 17:30 UTC+2 | 17:30 UTC+2    | |                 |                | Stockholm Publik: 17 157 Domare: Jonas Eriksson (Sigtuna) | Stockholm Publik: 17 157 Domare: Jonas Eriksson (Sigtuna) |

| 200         | 2 oktober 2016 | Djurgårdens IF                                               | 3 – 2           | Örebro SK                     | Tele2 Arena                                               |                                                           |
| 17:30 UTC+2 | 17:30 UTC+2    | Jacob Une Larsson 5′ Alexander Faltsetas 13′ Elliot Käck 59′ | (2 – 1) Rapport | 40′ Maic Sema 76′ Ferhad Ayaz | Stockholm Publik: 10 683 Domare: Bojan Pandzic (Borlänge) | Stockholm Publik: 10 683 Domare: Bojan Pandzic (Borlänge) |
| 17:30 UTC+2 | 17:30 UTC+2    |                                                              |                 |                               | Stockholm Publik: 10 683 Domare: Bojan Pandzic (Borlänge) | Stockholm Publik: 10 683 Domare: Bojan Pandzic (Borlänge) |
| 17:30 UTC+2 | 17:30 UTC+2    |                                                              |                 |                               | Stockholm Publik: 10 683 Domare: Bojan Pandzic (Borlänge) | Stockholm Publik: 10 683 Domare: Bojan Pandzic (Borlänge) |

### Omgång 26
| 201         | 15 oktober 2016 | Falkenbergs FF             | 1 – 1           | GIF Sundsvall    | Falkenbergs IP                                            |                                                           |
| 16:00 UTC+2 | 16:00 UTC+2     | Jesper Karlsson 22′ (str.) | (1 – 0) Rapport | 75′ Peter Wilson | Falkenberg Publik: 1 412 Domare: Jonas Eriksson (Sigtuna) | Falkenberg Publik: 1 412 Domare: Jonas Eriksson (Sigtuna) |
| 16:00 UTC+2 | 16:00 UTC+2     |                            |                 |                  | Falkenberg Publik: 1 412 Domare: Jonas Eriksson (Sigtuna) | Falkenberg Publik: 1 412 Domare: Jonas Eriksson (Sigtuna) |
| 16:00 UTC+2 | 16:00 UTC+2     |                            |                 |                  | Falkenberg Publik: 1 412 Domare: Jonas Eriksson (Sigtuna) | Falkenberg Publik: 1 412 Domare: Jonas Eriksson (Sigtuna) |

| 202         | 16 oktober 2016 | IFK Norrköping       | 1 – 2           | Malmö FF                                  | Östgötaporten                                                    |                                                                  |
| 15:00 UTC+2 | 15:00 UTC+2     | Nicklas Bärkroth 48′ | (0 – 1) Rapport | 29′ Kári Árnason 69′ Alexander Jeremejeff | Norrköping Publik: 15 940 Domare: Stefan Johannesson (Stockholm) | Norrköping Publik: 15 940 Domare: Stefan Johannesson (Stockholm) |
| 15:00 UTC+2 | 15:00 UTC+2     |                      |                 |                                           | Norrköping Publik: 15 940 Domare: Stefan Johannesson (Stockholm) | Norrköping Publik: 15 940 Domare: Stefan Johannesson (Stockholm) |
| 15:00 UTC+2 | 15:00 UTC+2     |                      |                 |                                           | Norrköping Publik: 15 940 Domare: Stefan Johannesson (Stockholm) | Norrköping Publik: 15 940 Domare: Stefan Johannesson (Stockholm) |

| 203         | 16 oktober 2016 | AIK                                  | 2 – 0           | Östersunds FK | Friends Arena                                                 |                                                               |
| 15:00 UTC+2 | 15:00 UTC+2     | Alexander Isak 10′ Chinedu Obasi 83′ | (1 – 0) Rapport |               | Stockholm Publik: 13 053 Domare: Mohammed Al-Hakim (Västerås) | Stockholm Publik: 13 053 Domare: Mohammed Al-Hakim (Västerås) |
| 15:00 UTC+2 | 15:00 UTC+2     |                                      |                 |               | Stockholm Publik: 13 053 Domare: Mohammed Al-Hakim (Västerås) | Stockholm Publik: 13 053 Domare: Mohammed Al-Hakim (Västerås) |
| 15:00 UTC+2 | 15:00 UTC+2     |                                      |                 |               | Stockholm Publik: 13 053 Domare: Mohammed Al-Hakim (Västerås) | Stockholm Publik: 13 053 Domare: Mohammed Al-Hakim (Västerås) |

| 204         | 16 oktober 2016 | Örebro SK                          | 2 – 1           | Kalmar FF           | Behrn Arena                                               |                                                           |
| 15:00 UTC+2 | 15:00 UTC+2     | Nordin Gerzic 47′ Victor Sköld 79′ | (0 – 1) Rapport | 19′ Tobias Eriksson | Örebro Publik: 4 872 Domare: Markus Strömbergsson (Gävle) | Örebro Publik: 4 872 Domare: Markus Strömbergsson (Gävle) |
| 15:00 UTC+2 | 15:00 UTC+2     |                                    |                 |                     | Örebro Publik: 4 872 Domare: Markus Strömbergsson (Gävle) | Örebro Publik: 4 872 Domare: Markus Strömbergsson (Gävle) |
| 15:00 UTC+2 | 15:00 UTC+2     |                                    |                 |                     | Örebro Publik: 4 872 Domare: Markus Strömbergsson (Gävle) | Örebro Publik: 4 872 Domare: Markus Strömbergsson (Gävle) |

| 205         | 16 oktober 2016 | Jönköpings Södra | 1 – 1           | BK Häcken                         | Stadsparksvallen                                       |                                                        |
| 17:30 UTC+2 | 17:30 UTC+2     | Daryl Smylie 34′ | (1 – 0) Rapport | 78′ (str.) Paulo José de Oliveira | Jönköping Publik: 4 442 Domare: Kaspar Sjöberg (Malmö) | Jönköping Publik: 4 442 Domare: Kaspar Sjöberg (Malmö) |
| 17:30 UTC+2 | 17:30 UTC+2     |                  |                 |                                   | Jönköping Publik: 4 442 Domare: Kaspar Sjöberg (Malmö) | Jönköping Publik: 4 442 Domare: Kaspar Sjöberg (Malmö) |
| 17:30 UTC+2 | 17:30 UTC+2     |                  |                 |                                   | Jönköping Publik: 4 442 Domare: Kaspar Sjöberg (Malmö) | Jönköping Publik: 4 442 Domare: Kaspar Sjöberg (Malmö) |

| 206         | 16 oktober 2016 | IF Elfsborg         | 1 – 0           | Helsingborgs IF | Borås Arena                                          |                                                      |
| 17:30 UTC+2 | 17:30 UTC+2     | Viktor Claesson 30′ | (1 – 0) Rapport |                 | Borås Publik: 5 896 Domare: Bojan Pandzic (Göteborg) | Borås Publik: 5 896 Domare: Bojan Pandzic (Göteborg) |
| 17:30 UTC+2 | 17:30 UTC+2     |                     |                 |                 | Borås Publik: 5 896 Domare: Bojan Pandzic (Göteborg) | Borås Publik: 5 896 Domare: Bojan Pandzic (Göteborg) |
| 17:30 UTC+2 | 17:30 UTC+2     |                     |                 |                 | Borås Publik: 5 896 Domare: Bojan Pandzic (Göteborg) | Borås Publik: 5 896 Domare: Bojan Pandzic (Göteborg) |

| 207         | 17 oktober 2016 | Hammarby IF                                                  | 4 – 2           | Djurgårdens IF                      | Tele2 Arena                                            |                                                        |
| 19:00 UTC+2 | 19:00 UTC+2     | Rômulo Cabral Pereira Pinto 34′, 54′, 76′ Arnór Smárason 41′ | (2 – 2) Rapport | 3′ Kevin Walker 32′ Mathias Ranégie | Stockholm Publik: 28 493 Domare: Andreas Ekberg (Lund) | Stockholm Publik: 28 493 Domare: Andreas Ekberg (Lund) |
| 19:00 UTC+2 | 19:00 UTC+2     |                                                              |                 |                                     | Stockholm Publik: 28 493 Domare: Andreas Ekberg (Lund) | Stockholm Publik: 28 493 Domare: Andreas Ekberg (Lund) |
| 19:00 UTC+2 | 19:00 UTC+2     |                                                              |                 |                                     | Stockholm Publik: 28 493 Domare: Andreas Ekberg (Lund) | Stockholm Publik: 28 493 Domare: Andreas Ekberg (Lund) |

| 208         | 17 oktober 2016 | IFK Göteborg                                            | 3 – 3           | Gefle IF                                                           | Gamla Ullevi                                          |                                                       |
| 19:00 UTC+2 | 19:00 UTC+2     | Emil Salomonsson 43′ Søren Rieks 53′ Jakob Ankersen 81′ | (1 – 1) Rapport | 6′ Simon Skrabb 70′ (str.) Martin Rauschenberg 90+3′ Joshua Nadeau | Göteborg Publik: 8 144 Domare: Johan Krantz (Uppsala) | Göteborg Publik: 8 144 Domare: Johan Krantz (Uppsala) |
| 19:00 UTC+2 | 19:00 UTC+2     |                                                         |                 |                                                                    | Göteborg Publik: 8 144 Domare: Johan Krantz (Uppsala) | Göteborg Publik: 8 144 Domare: Johan Krantz (Uppsala) |
| 19:00 UTC+2 | 19:00 UTC+2     |                                                         |                 |                                                                    | Göteborg Publik: 8 144 Domare: Johan Krantz (Uppsala) | Göteborg Publik: 8 144 Domare: Johan Krantz (Uppsala) |

### Omgång 27
| 209         | 21 oktober 2016 | Gefle IF             | 1 – 1           | GIF Sundsvall    | Gavlevallen                                        |                                                    |
| 19:00 UTC+2 | 19:00 UTC+2     | Johan Bertilsson 16′ | (1 – 0) Rapport | 65′ Eric Larsson | Gävle Publik: 2 379 Domare: Kaspar Sjöberg (Malmö) | Gävle Publik: 2 379 Domare: Kaspar Sjöberg (Malmö) |
| 19:00 UTC+2 | 19:00 UTC+2     |                      |                 |                  | Gävle Publik: 2 379 Domare: Kaspar Sjöberg (Malmö) | Gävle Publik: 2 379 Domare: Kaspar Sjöberg (Malmö) |
| 19:00 UTC+2 | 19:00 UTC+2     |                      |                 |                  | Gävle Publik: 2 379 Domare: Kaspar Sjöberg (Malmö) | Gävle Publik: 2 379 Domare: Kaspar Sjöberg (Malmö) |

| 210         | 22 oktober 2016 | Malmö FF | 0 – 3           | Östersunds FK                             | Swedbank Stadion                                          |                                                           |
| 16:00 UTC+2 | 16:00 UTC+2     |          | (0 – 1) Rapport | 37′, 87′ Saman Ghoddos 51′ Fouad Bachirou | Malmö Publik: 20 297 Domare: Markus Strömbergsson (Gävle) | Malmö Publik: 20 297 Domare: Markus Strömbergsson (Gävle) |
| 16:00 UTC+2 | 16:00 UTC+2     |          |                 |                                           | Malmö Publik: 20 297 Domare: Markus Strömbergsson (Gävle) | Malmö Publik: 20 297 Domare: Markus Strömbergsson (Gävle) |
| 16:00 UTC+2 | 16:00 UTC+2     |          |                 |                                           | Malmö Publik: 20 297 Domare: Markus Strömbergsson (Gävle) | Malmö Publik: 20 297 Domare: Markus Strömbergsson (Gävle) |

| 211         | 23 oktober 2016 | IFK Norrköping                              | 2 – 1           | Falkenbergs FF      | Östgötaporten                                            |                                                          |
| 15:00 UTC+2 | 15:00 UTC+2     | Linus Wahlqvist 36′ Sebastian Andersson 85′ | (0 – 1) Rapport | 28′ Jesper Karlsson | Norrköping Publik: 5 723 Domare: Glenn Nyberg (Borlänge) | Norrköping Publik: 5 723 Domare: Glenn Nyberg (Borlänge) |
| 15:00 UTC+2 | 15:00 UTC+2     |                                             |                 |                     | Norrköping Publik: 5 723 Domare: Glenn Nyberg (Borlänge) | Norrköping Publik: 5 723 Domare: Glenn Nyberg (Borlänge) |
| 15:00 UTC+2 | 15:00 UTC+2     |                                             |                 |                     | Norrköping Publik: 5 723 Domare: Glenn Nyberg (Borlänge) | Norrköping Publik: 5 723 Domare: Glenn Nyberg (Borlänge) |

| 212         | 23 oktober 2016 | Örebro SK | 0 – 0           | Helsingborgs IF | Behrn Arena                                           |                                                       |
| 15:00 UTC+2 | 15:00 UTC+2     |           | (0 – 0) Rapport |                 | Örebro Publik: 4 628 Domare: Jonas Eriksson (Sigtuna) | Örebro Publik: 4 628 Domare: Jonas Eriksson (Sigtuna) |
| 15:00 UTC+2 | 15:00 UTC+2     |           |                 |                 | Örebro Publik: 4 628 Domare: Jonas Eriksson (Sigtuna) | Örebro Publik: 4 628 Domare: Jonas Eriksson (Sigtuna) |
| 15:00 UTC+2 | 15:00 UTC+2     |           |                 |                 | Örebro Publik: 4 628 Domare: Jonas Eriksson (Sigtuna) | Örebro Publik: 4 628 Domare: Jonas Eriksson (Sigtuna) |

| 213         | 23 oktober 2016 | Hammarby IF                   | 2 – 4           | IF Elfsborg                                                             | Tele2 Arena                                                   |                                                               |
| 17:30 UTC+2 | 17:30 UTC+2     | Pa Dibba 51′ Mats Solheim 62′ | (0 – 3) Rapport | 5′ Viktor Claesson 17′ Per Frick 26′ Simon Lundevall 90+2′ Issam Jebali | Stockholm Publik: 21 299 Domare: Martin Strömbergsson (Gävle) | Stockholm Publik: 21 299 Domare: Martin Strömbergsson (Gävle) |
| 17:30 UTC+2 | 17:30 UTC+2     |                               |                 |                                                                         | Stockholm Publik: 21 299 Domare: Martin Strömbergsson (Gävle) | Stockholm Publik: 21 299 Domare: Martin Strömbergsson (Gävle) |
| 17:30 UTC+2 | 17:30 UTC+2     |                               |                 |                                                                         | Stockholm Publik: 21 299 Domare: Martin Strömbergsson (Gävle) | Stockholm Publik: 21 299 Domare: Martin Strömbergsson (Gävle) |

| 214         | 23 oktober 2016 | BK Häcken                                 | 2 – 3           | Kalmar FF                                                          | Bravida Arena                                               |                                                             |
| 17:30 UTC+2 | 17:30 UTC+2     | John Owoeri 38′ (str.) Emil Wahlström 45′ | (2 – 1) Rapport | 21′ Romário Pereira Sipião 49′ Tobias Eriksson 63′ Måns Söderqvist | Göteborg Publik: 1 722 Domare: Mohammed Al-Hakim (Västerås) | Göteborg Publik: 1 722 Domare: Mohammed Al-Hakim (Västerås) |
| 17:30 UTC+2 | 17:30 UTC+2     |                                           |                 |                                                                    | Göteborg Publik: 1 722 Domare: Mohammed Al-Hakim (Västerås) | Göteborg Publik: 1 722 Domare: Mohammed Al-Hakim (Västerås) |
| 17:30 UTC+2 | 17:30 UTC+2     |                                           |                 |                                                                    | Göteborg Publik: 1 722 Domare: Mohammed Al-Hakim (Västerås) | Göteborg Publik: 1 722 Domare: Mohammed Al-Hakim (Västerås) |

| 215         | 24 oktober 2016 | IFK Göteborg           | 1 – 0           | AIK | Gamla Ullevi                                          |                                                       |
| 19:00 UTC+2 | 19:00 UTC+2     | Elías Már Ómarsson 26′ | (1 – 0) Rapport |     | Göteborg Publik: 13 132 Domare: Andreas Ekberg (Lund) | Göteborg Publik: 13 132 Domare: Andreas Ekberg (Lund) |
| 19:00 UTC+2 | 19:00 UTC+2     |                        |                 |     | Göteborg Publik: 13 132 Domare: Andreas Ekberg (Lund) | Göteborg Publik: 13 132 Domare: Andreas Ekberg (Lund) |
| 19:00 UTC+2 | 19:00 UTC+2     |                        |                 |     | Göteborg Publik: 13 132 Domare: Andreas Ekberg (Lund) | Göteborg Publik: 13 132 Domare: Andreas Ekberg (Lund) |

| 216         | 24 oktober 2016 | Djurgårdens IF | 0 – 2           | Jönköpings Södra                     | Tele2 Arena                                                   |                                                               |
| 19:00 UTC+2 | 19:00 UTC+2     |                | (0 – 1) Rapport | 45+1′ Daryl Smylie 50′ Dzenis Kozica | Stockholm Publik: 6 724 Domare: Kristoffer Karlsson (Höganäs) | Stockholm Publik: 6 724 Domare: Kristoffer Karlsson (Höganäs) |
| 19:00 UTC+2 | 19:00 UTC+2     |                |                 |                                      | Stockholm Publik: 6 724 Domare: Kristoffer Karlsson (Höganäs) | Stockholm Publik: 6 724 Domare: Kristoffer Karlsson (Höganäs) |
| 19:00 UTC+2 | 19:00 UTC+2     |                |                 |                                      | Stockholm Publik: 6 724 Domare: Kristoffer Karlsson (Höganäs) | Stockholm Publik: 6 724 Domare: Kristoffer Karlsson (Höganäs) |

### Omgång 28
| 217         | 26 oktober 2016 | Östersunds FK                        | 2 – 0           | Hammarby IF | Jämtkraft Arena                                          |                                                          |
| 19:00 UTC+2 | 19:00 UTC+2     | Alhaji Gero 73′ Curtis Edwards 90+3′ | (0 – 0) Rapport |             | Östersund Publik: 6 664 Domare: Bojan Pandzic (Göteborg) | Östersund Publik: 6 664 Domare: Bojan Pandzic (Göteborg) |
| 19:00 UTC+2 | 19:00 UTC+2     |                                      |                 |             | Östersund Publik: 6 664 Domare: Bojan Pandzic (Göteborg) | Östersund Publik: 6 664 Domare: Bojan Pandzic (Göteborg) |
| 19:00 UTC+2 | 19:00 UTC+2     |                                      |                 |             | Östersund Publik: 6 664 Domare: Bojan Pandzic (Göteborg) | Östersund Publik: 6 664 Domare: Bojan Pandzic (Göteborg) |

| 218         | 26 oktober 2016 | IF Elfsborg                         | 2 – 1           | IFK Norrköping              | Borås Arena                                          |                                                      |
| 19:00 UTC+2 | 19:00 UTC+2     | Viktor Prodell 59′ Jesper Manns 77′ | (0 – 0) Rapport | 84′ (str.) Nicklas Bärkroth | Borås Publik: 7 920 Domare: Andreas Ekberg (Bjärred) | Borås Publik: 7 920 Domare: Andreas Ekberg (Bjärred) |
| 19:00 UTC+2 | 19:00 UTC+2     |                                     |                 |                             | Borås Publik: 7 920 Domare: Andreas Ekberg (Bjärred) | Borås Publik: 7 920 Domare: Andreas Ekberg (Bjärred) |
| 19:00 UTC+2 | 19:00 UTC+2     |                                     |                 |                             | Borås Publik: 7 920 Domare: Andreas Ekberg (Bjärred) | Borås Publik: 7 920 Domare: Andreas Ekberg (Bjärred) |

| 219         | 26 oktober 2016 | Kalmar FF | 0 – 1           | Gefle IF           | Guldfågeln Arena                                        |                                                         |
| 19:00 UTC+2 | 19:00 UTC+2     |           | (0 – 0) Rapport | 87′ Emil Bellander | Kalmar Publik: 4 371 Domare: Magnus Lindgren (Göteborg) | Kalmar Publik: 4 371 Domare: Magnus Lindgren (Göteborg) |
| 19:00 UTC+2 | 19:00 UTC+2     |           |                 |                    | Kalmar Publik: 4 371 Domare: Magnus Lindgren (Göteborg) | Kalmar Publik: 4 371 Domare: Magnus Lindgren (Göteborg) |
| 19:00 UTC+2 | 19:00 UTC+2     |           |                 |                    | Kalmar Publik: 4 371 Domare: Magnus Lindgren (Göteborg) | Kalmar Publik: 4 371 Domare: Magnus Lindgren (Göteborg) |

| 220         | 26 oktober 2016 | Falkenbergs FF | 0 – 3           | Malmö FF                                                        | Falkenbergs IP                                                |                                                               |
| 19:00 UTC+2 | 19:00 UTC+2     |                | (0 – 2) Rapport | 2′ Jo Inge Berget 20′ Mattias Svanberg 53′ Alexander Jeremejeff | Falkenberg Publik: 5 120 Domare: Martin Strömbergsson (Gävle) | Falkenberg Publik: 5 120 Domare: Martin Strömbergsson (Gävle) |
| 19:00 UTC+2 | 19:00 UTC+2     |                |                 |                                                                 | Falkenberg Publik: 5 120 Domare: Martin Strömbergsson (Gävle) | Falkenberg Publik: 5 120 Domare: Martin Strömbergsson (Gävle) |
| 19:00 UTC+2 | 19:00 UTC+2     |                |                 |                                                                 | Falkenberg Publik: 5 120 Domare: Martin Strömbergsson (Gävle) | Falkenberg Publik: 5 120 Domare: Martin Strömbergsson (Gävle) |

| 221         | 27 oktober 2016 | Jönköpings Södra     | 1 – 1           | Örebro SK       | Stadsparksvallen                                               |                                                                |
| 19:00 UTC+2 | 19:00 UTC+2     | Stian Aasmundsen 81′ | (0 – 1) Rapport | 8′ Victor Sköld | Jönköping Publik: 3 173 Domare: Stefan Johannesson (Stockholm) | Jönköping Publik: 3 173 Domare: Stefan Johannesson (Stockholm) |
| 19:00 UTC+2 | 19:00 UTC+2     |                      |                 |                 | Jönköping Publik: 3 173 Domare: Stefan Johannesson (Stockholm) | Jönköping Publik: 3 173 Domare: Stefan Johannesson (Stockholm) |
| 19:00 UTC+2 | 19:00 UTC+2     |                      |                 |                 | Jönköping Publik: 3 173 Domare: Stefan Johannesson (Stockholm) | Jönköping Publik: 3 173 Domare: Stefan Johannesson (Stockholm) |

| 222         | 27 oktober 2016 | GIF Sundsvall    | 1 – 3           | IFK Göteborg                                  | Norrporten Arena                                        |                                                         |
| 19:00 UTC+2 | 19:00 UTC+2     | Johan Eklund 37′ | (1 – 2) Rapport | 7′, 14′ Jakob Ankersen 77′ Elías Már Ómarsson | Sundsvall Publik: 4 213 Domare: Glenn Nyberg (Borlänge) | Sundsvall Publik: 4 213 Domare: Glenn Nyberg (Borlänge) |
| 19:00 UTC+2 | 19:00 UTC+2     |                  |                 |                                               | Sundsvall Publik: 4 213 Domare: Glenn Nyberg (Borlänge) | Sundsvall Publik: 4 213 Domare: Glenn Nyberg (Borlänge) |
| 19:00 UTC+2 | 19:00 UTC+2     |                  |                 |                                               | Sundsvall Publik: 4 213 Domare: Glenn Nyberg (Borlänge) | Sundsvall Publik: 4 213 Domare: Glenn Nyberg (Borlänge) |

| 223         | 27 oktober 2016 | Helsingborgs IF   | 1 – 2           | Djurgårdens IF          | Olympia                                                        |                                                                |
| 19:00 UTC+2 | 19:00 UTC+2     | Peter Larsson 66′ | (0 – 1) Rapport | 31′, 67′ Michael Olunga | Helsingborg Publik: 7 215 Domare: Mohammed Al-Hakim (Västerås) | Helsingborg Publik: 7 215 Domare: Mohammed Al-Hakim (Västerås) |
| 19:00 UTC+2 | 19:00 UTC+2     |                   |                 |                         | Helsingborg Publik: 7 215 Domare: Mohammed Al-Hakim (Västerås) | Helsingborg Publik: 7 215 Domare: Mohammed Al-Hakim (Västerås) |
| 19:00 UTC+2 | 19:00 UTC+2     |                   |                 |                         | Helsingborg Publik: 7 215 Domare: Mohammed Al-Hakim (Västerås) | Helsingborg Publik: 7 215 Domare: Mohammed Al-Hakim (Västerås) |

| 224         | 27 oktober 2016 | AIK                                   | 2 – 1           | BK Häcken       | Friends Arena                                            |                                                          |
| 19:00 UTC+2 | 19:00 UTC+2     | Sauli Väisänen 23′ Eero Markkanen 81′ | (1 – 1) Rapport | 44′ John Owoeri | Stockholm Publik: 8 507 Domare: Jonas Eriksson (Sigtuna) | Stockholm Publik: 8 507 Domare: Jonas Eriksson (Sigtuna) |
| 19:00 UTC+2 | 19:00 UTC+2     |                                       |                 |                 | Stockholm Publik: 8 507 Domare: Jonas Eriksson (Sigtuna) | Stockholm Publik: 8 507 Domare: Jonas Eriksson (Sigtuna) |
| 19:00 UTC+2 | 19:00 UTC+2     |                                       |                 |                 | Stockholm Publik: 8 507 Domare: Jonas Eriksson (Sigtuna) | Stockholm Publik: 8 507 Domare: Jonas Eriksson (Sigtuna) |

### Omgång 29
| 225         | 30 oktober 2016 | Hammarby IF        | 1 – 1           | IFK Norrköping    | Tele2 Arena                                                    |                                                                |
| 15:00 UTC+1 | 15:00 UTC+1     | Arnór Smárason 45′ | (1 – 0) Rapport | 78′ Karl Holmberg | Stockholm Publik: 20 335 Domare: Kristoffer Karlsson (Höganäs) | Stockholm Publik: 20 335 Domare: Kristoffer Karlsson (Höganäs) |
| 15:00 UTC+1 | 15:00 UTC+1     |                    |                 |                   | Stockholm Publik: 20 335 Domare: Kristoffer Karlsson (Höganäs) | Stockholm Publik: 20 335 Domare: Kristoffer Karlsson (Höganäs) |
| 15:00 UTC+1 | 15:00 UTC+1     |                    |                 |                   | Stockholm Publik: 20 335 Domare: Kristoffer Karlsson (Höganäs) | Stockholm Publik: 20 335 Domare: Kristoffer Karlsson (Höganäs) |

| 226         | 30 oktober 2016 | Kalmar FF                               | 2 – 0           | GIF Sundsvall | Guldfågeln Arena                                    |                                                     |
| 15:00 UTC+1 | 15:00 UTC+1     | Måns Söderqvist 27′ Tobias Eriksson 65′ | (1 – 0) Rapport |               | Kalmar Publik: 4 650 Domare: Kaspar Sjöberg (Malmö) | Kalmar Publik: 4 650 Domare: Kaspar Sjöberg (Malmö) |
| 15:00 UTC+1 | 15:00 UTC+1     |                                         |                 |               | Kalmar Publik: 4 650 Domare: Kaspar Sjöberg (Malmö) | Kalmar Publik: 4 650 Domare: Kaspar Sjöberg (Malmö) |
| 15:00 UTC+1 | 15:00 UTC+1     |                                         |                 |               | Kalmar Publik: 4 650 Domare: Kaspar Sjöberg (Malmö) | Kalmar Publik: 4 650 Domare: Kaspar Sjöberg (Malmö) |

| 227         | 30 oktober 2016 | Gefle IF          | 1 – 0           | Malmö FF | Gavlevallen                                         |                                                     |
| 17:30 UTC+1 | 17:30 UTC+1     | Dioh Williams 72′ | (0 – 0) Rapport |          | Gävle Publik: 3 380 Domare: Glenn Nyberg (Borlänge) | Gävle Publik: 3 380 Domare: Glenn Nyberg (Borlänge) |
| 17:30 UTC+1 | 17:30 UTC+1     |                   |                 |          | Gävle Publik: 3 380 Domare: Glenn Nyberg (Borlänge) | Gävle Publik: 3 380 Domare: Glenn Nyberg (Borlänge) |
| 17:30 UTC+1 | 17:30 UTC+1     |                   |                 |          | Gävle Publik: 3 380 Domare: Glenn Nyberg (Borlänge) | Gävle Publik: 3 380 Domare: Glenn Nyberg (Borlänge) |

| 228         | 30 oktober 2016 | Falkenbergs FF     | 1 – 4           | Helsingborgs IF                                                       | Falkenbergs IP                                            |                                                           |
| 17:30 UTC+1 | 17:30 UTC+1     | Stefan Rodevåg 84′ | (0 – 2) Rapport | 30′, 38′ Jordan Larsson 60′ Amethyst Bradley Ralani 90′ Tyrell Rusike | Falkenberg Publik: 2 418 Domare: Bojan Pandzic (Göteborg) | Falkenberg Publik: 2 418 Domare: Bojan Pandzic (Göteborg) |
| 17:30 UTC+1 | 17:30 UTC+1     |                    |                 |                                                                       | Falkenberg Publik: 2 418 Domare: Bojan Pandzic (Göteborg) | Falkenberg Publik: 2 418 Domare: Bojan Pandzic (Göteborg) |
| 17:30 UTC+1 | 17:30 UTC+1     |                    |                 |                                                                       | Falkenberg Publik: 2 418 Domare: Bojan Pandzic (Göteborg) | Falkenberg Publik: 2 418 Domare: Bojan Pandzic (Göteborg) |

| 229         | 31 oktober 2016 | Jönköpings Södra | 0 – 0           | AIK | Stadsparksvallen                                             |                                                              |
| 19:00 UTC+1 | 19:00 UTC+1     |                  | (0 – 0) Rapport |     | Jönköping Publik: 4 813 Domare: Mohammed Al-Hakim (Västerås) | Jönköping Publik: 4 813 Domare: Mohammed Al-Hakim (Västerås) |
| 19:00 UTC+1 | 19:00 UTC+1     |                  |                 |     | Jönköping Publik: 4 813 Domare: Mohammed Al-Hakim (Västerås) | Jönköping Publik: 4 813 Domare: Mohammed Al-Hakim (Västerås) |
| 19:00 UTC+1 | 19:00 UTC+1     |                  |                 |     | Jönköping Publik: 4 813 Domare: Mohammed Al-Hakim (Västerås) | Jönköping Publik: 4 813 Domare: Mohammed Al-Hakim (Västerås) |

| 230         | 31 oktober 2016 | IFK Göteborg                        | 2 – 2           | IF Elfsborg        | Gamla Ullevi                                                   |                                                                |
| 19:00 UTC+1 | 19:00 UTC+1     | Emil Salomonsson 68′ Mads Albæk 84′ | (0 – 1) Rapport | 21′, 75′ Per Frick | Göteborg Publik: 12 671 Domare: Stefan Johannesson (Stockholm) | Göteborg Publik: 12 671 Domare: Stefan Johannesson (Stockholm) |
| 19:00 UTC+1 | 19:00 UTC+1     |                                     |                 |                    | Göteborg Publik: 12 671 Domare: Stefan Johannesson (Stockholm) | Göteborg Publik: 12 671 Domare: Stefan Johannesson (Stockholm) |
| 19:00 UTC+1 | 19:00 UTC+1     |                                     |                 |                    | Göteborg Publik: 12 671 Domare: Stefan Johannesson (Stockholm) | Göteborg Publik: 12 671 Domare: Stefan Johannesson (Stockholm) |

| 231         | 31 oktober 2016 | Djurgårdens IF    | 1 – 0           | BK Häcken | Tele2 Arena                                                  |                                                              |
| 19:00 UTC+1 | 19:00 UTC+1     | Tino Kadewere 66′ | (0 – 0) Rapport |           | Stockholm Publik: 9 434 Domare: Markus Strömbergsson (Gävle) | Stockholm Publik: 9 434 Domare: Markus Strömbergsson (Gävle) |
| 19:00 UTC+1 | 19:00 UTC+1     |                   |                 |           | Stockholm Publik: 9 434 Domare: Markus Strömbergsson (Gävle) | Stockholm Publik: 9 434 Domare: Markus Strömbergsson (Gävle) |
| 19:00 UTC+1 | 19:00 UTC+1     |                   |                 |           | Stockholm Publik: 9 434 Domare: Markus Strömbergsson (Gävle) | Stockholm Publik: 9 434 Domare: Markus Strömbergsson (Gävle) |

| 232         | 31 oktober 2016 | Örebro SK                | 1 – 5           | Östersunds FK                                         | Behrn Arena                                             |                                                         |
| 19:00 UTC+1 | 19:00 UTC+1     | Robert Åhman-Persson 28′ | (1 – 3) Rapport | 3′ Alex Dyer 19′, 85′ Ken Sema 41′, 75′ Saman Ghoddos | Örebro Publik: 4 612 Domare: Magnus Lindgren (Göteborg) | Örebro Publik: 4 612 Domare: Magnus Lindgren (Göteborg) |
| 19:00 UTC+1 | 19:00 UTC+1     |                          |                 |                                                       | Örebro Publik: 4 612 Domare: Magnus Lindgren (Göteborg) | Örebro Publik: 4 612 Domare: Magnus Lindgren (Göteborg) |
| 19:00 UTC+1 | 19:00 UTC+1     |                          |                 |                                                       | Örebro Publik: 4 612 Domare: Magnus Lindgren (Göteborg) | Örebro Publik: 4 612 Domare: Magnus Lindgren (Göteborg) |

### Omgång 30
| 233         | 6 november 2016 | Malmö FF                                     | 3 – 0           | Hammarby IF | Swedbank Stadion                                            |                                                             |
| 15:00 UTC+1 | 15:00 UTC+1     | Jo Inge Berget 29′ Markus Rosenberg 86′, 90′ | (1 – 0) Rapport |             | Malmö Publik: 21 719 Domare: Stefan Johannesson (Stockholm) | Malmö Publik: 21 719 Domare: Stefan Johannesson (Stockholm) |
| 15:00 UTC+1 | 15:00 UTC+1     |                                              |                 |             | Malmö Publik: 21 719 Domare: Stefan Johannesson (Stockholm) | Malmö Publik: 21 719 Domare: Stefan Johannesson (Stockholm) |
| 15:00 UTC+1 | 15:00 UTC+1     |                                              |                 |             | Malmö Publik: 21 719 Domare: Stefan Johannesson (Stockholm) | Malmö Publik: 21 719 Domare: Stefan Johannesson (Stockholm) |

| 234         | 6 november 2016 | Östersunds FK                     | 2 – 4           | Gefle IF                                                  | Jämtkraft Arena                                              |                                                              |
| 15:00 UTC+1 | 15:00 UTC+1     | Alex Dyer 19′ Saman Ghoddos 90+2′ | (1 – 2) Rapport | 7′ Jonas Lantto 10′, 69′ Johan Oremo 63′ Johan Bertilsson | Östersund Publik: 4 778 Domare: Mohammed Al-Hakim (Västerås) | Östersund Publik: 4 778 Domare: Mohammed Al-Hakim (Västerås) |
| 15:00 UTC+1 | 15:00 UTC+1     |                                   |                 |                                                           | Östersund Publik: 4 778 Domare: Mohammed Al-Hakim (Västerås) | Östersund Publik: 4 778 Domare: Mohammed Al-Hakim (Västerås) |
| 15:00 UTC+1 | 15:00 UTC+1     |                                   |                 |                                                           | Östersund Publik: 4 778 Domare: Mohammed Al-Hakim (Västerås) | Östersund Publik: 4 778 Domare: Mohammed Al-Hakim (Västerås) |

| 235         | 6 november 2016 | GIF Sundsvall                           | 2 – 5   | Djurgårdens IF                                                                    | Norrporten Arena                                        |                                                         |
| 15:00 UTC+1 | 15:00 UTC+1     | Noah Sonko Sundberg 9′ Peter Wilson 60′ | Rapport | 14′, 55′ Michael Olunga 36′ Othman El Kabir 69′ Tino Kadewere 84′ Magnus Eriksson | Sundsvall Publik: 3 295 Domare: Glenn Nyberg (Borlänge) | Sundsvall Publik: 3 295 Domare: Glenn Nyberg (Borlänge) |
| 15:00 UTC+1 | 15:00 UTC+1     |                                         |         |                                                                                   | Sundsvall Publik: 3 295 Domare: Glenn Nyberg (Borlänge) | Sundsvall Publik: 3 295 Domare: Glenn Nyberg (Borlänge) |
| 15:00 UTC+1 | 15:00 UTC+1     |                                         |         |                                                                                   | Sundsvall Publik: 3 295 Domare: Glenn Nyberg (Borlänge) | Sundsvall Publik: 3 295 Domare: Glenn Nyberg (Borlänge) |

| 236         | 6 november 2016 | IFK Norrköping                                    | 3 – 1           | IFK Göteborg     | Östgötaporten                                                 |                                                               |
| 15:00 UTC+1 | 15:00 UTC+1     | Sebastian Andersson 23′, 47′ Nicklas Bärkroth 58′ | (1 – 1) Rapport | 10′ Lawson Sabah | Norrköping Publik: 7 483 Domare: Martin Strömbergsson (Gävle) | Norrköping Publik: 7 483 Domare: Martin Strömbergsson (Gävle) |
| 15:00 UTC+1 | 15:00 UTC+1     |                                                   |                 |                  | Norrköping Publik: 7 483 Domare: Martin Strömbergsson (Gävle) | Norrköping Publik: 7 483 Domare: Martin Strömbergsson (Gävle) |
| 15:00 UTC+1 | 15:00 UTC+1     |                                                   |                 |                  | Norrköping Publik: 7 483 Domare: Martin Strömbergsson (Gävle) | Norrköping Publik: 7 483 Domare: Martin Strömbergsson (Gävle) |

| 237         | 6 november 2016 | BK Häcken                                                                                     | 7 – 0           | Falkenbergs FF | Bravida Arena                                                |                                                              |
| 15:00 UTC+1 | 15:00 UTC+1     | Alexander Farnerud 16′ Rasmus Schüller 18′ Nasiru Mohammed 27′ John Owoeri 44′, 49′, 53′, 70′ | (4 – 0) Rapport |                | Göteborg Publik: 1 437 Domare: Kristoffer Karlsson (Höganäs) | Göteborg Publik: 1 437 Domare: Kristoffer Karlsson (Höganäs) |
| 15:00 UTC+1 | 15:00 UTC+1     |                                                                                               |                 |                | Göteborg Publik: 1 437 Domare: Kristoffer Karlsson (Höganäs) | Göteborg Publik: 1 437 Domare: Kristoffer Karlsson (Höganäs) |
| 15:00 UTC+1 | 15:00 UTC+1     |                                                                                               |                 |                | Göteborg Publik: 1 437 Domare: Kristoffer Karlsson (Höganäs) | Göteborg Publik: 1 437 Domare: Kristoffer Karlsson (Höganäs) |

| 238         | 6 november 2016 | Helsingborgs IF                          | 2 – 0           | Jönköpings Södra | Olympia                                                    |                                                            |
| 15:00 UTC+1 | 15:00 UTC+1     | Frederik Helstrup 7′ Mikael Dahlberg 85′ | (1 – 0) Rapport |                  | Helsingborg Publik: 8 085 Domare: Jonas Eriksson (Sigtuna) | Helsingborg Publik: 8 085 Domare: Jonas Eriksson (Sigtuna) |
| 15:00 UTC+1 | 15:00 UTC+1     |                                          |                 |                  | Helsingborg Publik: 8 085 Domare: Jonas Eriksson (Sigtuna) | Helsingborg Publik: 8 085 Domare: Jonas Eriksson (Sigtuna) |
| 15:00 UTC+1 | 15:00 UTC+1     |                                          |                 |                  | Helsingborg Publik: 8 085 Domare: Jonas Eriksson (Sigtuna) | Helsingborg Publik: 8 085 Domare: Jonas Eriksson (Sigtuna) |

| 239         | 6 november 2016 | IF Elfsborg                          | 2 – 1           | Örebro SK         | Borås Arena                                          |                                                      |
| 15:00 UTC+1 | 15:00 UTC+1     | Simon Lundevall 54′ Issam Jebali 69′ | (0 – 0) Rapport | 81′ Nordin Gerzic | Borås Publik: 6 071 Domare: Bojan Pandzic (Göteborg) | Borås Publik: 6 071 Domare: Bojan Pandzic (Göteborg) |
| 15:00 UTC+1 | 15:00 UTC+1     |                                      |                 |                   | Borås Publik: 6 071 Domare: Bojan Pandzic (Göteborg) | Borås Publik: 6 071 Domare: Bojan Pandzic (Göteborg) |
| 15:00 UTC+1 | 15:00 UTC+1     |                                      |                 |                   | Borås Publik: 6 071 Domare: Bojan Pandzic (Göteborg) | Borås Publik: 6 071 Domare: Bojan Pandzic (Göteborg) |

| 240         | 6 november 2016 | AIK                                                              | 3 – 1           | Kalmar FF                  | Friends Arena                                             |                                                           |
| 15:00 UTC+1 | 15:00 UTC+1     | Alexander Isak 41′ Daniel Sundgren 48′ (str.) Ebenezer Ofori 76′ | (1 – 1) Rapport | 10′ Romário Pereira Sipião | Stockholm Publik: 12 076 Domare: Andreas Ekberg (Bjärred) | Stockholm Publik: 12 076 Domare: Andreas Ekberg (Bjärred) |
| 15:00 UTC+1 | 15:00 UTC+1     |                                                                  |                 |                            | Stockholm Publik: 12 076 Domare: Andreas Ekberg (Bjärred) | Stockholm Publik: 12 076 Domare: Andreas Ekberg (Bjärred) |
| 15:00 UTC+1 | 15:00 UTC+1     |                                                                  |                 |                            | Stockholm Publik: 12 076 Domare: Andreas Ekberg (Bjärred) | Stockholm Publik: 12 076 Domare: Andreas Ekberg (Bjärred) |

## Anmärkningslista
1. IFK Norrköping–Hammarby IF; Matchen mellan IFK Norrköping och Hammarby IF på Östgötaporten blev avbruten i ett par minuter i slutet av matchen då tumult uppstått i Hammarby:s klack i samband med att IFK Norrköping fått en straff, även föremål kastades in på planen. Matchen återupptogs dock och IFK Norrköping vann till slut med 3–1.[6][7][8]
2. ↑  IFK Norrköping–Hammarby IF; Matchen mellan IFK Norrköping och Hammarby IF på Östgötaporten blev avbruten i ett par minuter i slutet av matchen då tumult uppstått i Hammarby:s klack i samband med att IFK Norrköping fått en straff, även föremål kastades in på planen. Matchen återupptogs dock och IFK Norrköping vann till slut med 3–1.[9][10][11]
3. IFK Göteborg–Malmö FF; Matchen avbröts efter 77 spelade minuter (0–0) på grund av en publikskandal då en sorts smällare kastats in mot planen, från IFK Göteborgs ståplatsläktare för hemmasupportrarna, i riktning mot Tobias Sana.[12][13] Under tiden det väntades på ett besked om matchen skulle återupptas eller inte, tog sig en åskådare in på planen, åskådaren var en ishockeyspelare från Frölunda HC:s guldlag.[14] Den 5 maj offentliggjorde disciplinnämnden sitt beslut; 3–0-seger för Malmö FF.[15] Den 19 maj gick IFK Göteborg ut med att man väljer att överklaga disciplinnämndens beslut.[16] IFK Göteborg fick dock inte gehör för sin överklagan, varpå resultatet 3–0 till Malmö FF kvarstår.[17]
4. ↑  IFK Göteborg–Malmö FF; Matchen avbröts efter 77 spelade minuter (0–0) på grund av en publikskandal då en sorts smällare kastats in mot planen, från IFK Göteborgs ståplatsläktare för hemmasupportrarna, i riktning mot Tobias Sana.[18][19] Under tiden det väntades på ett besked om matchen skulle återupptas eller inte, tog sig en åskådare in på planen, åskådaren var en ishockeyspelare från Frölunda HC:s guldlag.[20] Den 5 maj offentliggjorde disciplinnämnden sitt beslut; 3–0-seger för Malmö FF.[21] Den 19 maj gick IFK Göteborg ut med att man väljer att överklaga disciplinnämndens beslut.[22] IFK Göteborg fick dock inte gehör för sin överklagan, varpå resultatet 3–0 till Malmö FF kvarstår.[23]
5. Falkenbergs FF–AIK; Matchen mellan Falkenbergs FF och AIK, händelsen utspelade sig faktiskt efter slutsignalen; Carlos Strandberg tog strypgrepp på lagkamraten Daniel Sundgren, AIK:s ledning accepterade inte beteendet och valde därmed att stänga av Strandberg i en match.[26] Carlos Strandberg väntas riskera ytterligare bestraffning då SvFF har gjort en anmälan mot Strandberg.[27] Strandberg stängdes av från all fotboll mellan 28 maj - 3 juni, vilket innebar att han missade två matcher, en med AIK och en med U21-landslaget.[28]
6. ↑  Falkenbergs FF–AIK; Matchen mellan Falkenbergs FF och AIK, händelsen utspelade sig faktiskt efter slutsignalen; Carlos Strandberg tog strypgrepp på lagkamraten Daniel Sundgren, AIK:s ledning accepterade inte beteendet och valde därmed att stänga av Strandberg i en match.[29] Carlos Strandberg väntas riskera ytterligare bestraffning då SvFF har gjort en anmälan mot Strandberg.[30] Strandberg stängdes av från all fotboll mellan 28 maj - 3 juni, vilket innebar att han missade två matcher, en med AIK och en med U21-landslaget.[31]
7. Jönköpings Södra–Östersunds FK; Matchen avbröts i 90:e minuten[34] då en maskerad åskådare tagit sig in på planen och slagit ner Östersunds FK:s målvakt, Aly Keita.[35] Vakter lyckades fånga åskådaren och tvinga honom av planen,[36] åskådaren omhändertogs av polis.[37] Keita blev liggande en stund i gräset efter överfallet men kunde resa sig och lämna planen gående med hjälp.[36] Både matchläkaren och Jonas Eriksson (domaren) förbjöd Keita att fortsätta spela matchen.[37] I samband med att åskådaren greps bombhotade han Stadsparksvallen, han sade sig ha placerat två väskor med sprängämne vid bortaläktaren (läktaren för supportrarna till bortalaget).[38] När Stadsparksvallen hade utryms sökte polisen igenom arenan men man fann inga väskor.[39] Om matchen återupptas eller om Östersunds FK tilldöms segern återstår att se.[36] Dessutom riskerar Jönköpings Södra att straffas.[37] Sportbladet har pratat med flera åskådare som befann sig på samma läktare som huliganen, vilka uppger samma sak om den misstänkte, han verkade inte hålla på något av lagen.[40] Orsaken till att åskådaren rusade in på planen, slog ner målvakten och bombhotade Stadsparksvallen är i nuläget oklart, ett rykte som gått skulle vara att attacken kunde varit sammankopplad med matchfixning.[41] Den 16 augusti utredde Svenska spel internt den eventuella anledningen, men man kunde se något avvikande mönster.[42] Då den misstänkte åskådaren ses som en neutral åskådare kan matchen även sluta 1–1.[43] Den misstänkte är en kille på 17 år hemmahörande i Södertälje, 17-åringen är dömd sedan tidigare.[37] Den misstänkte har erkänt överfallet, men han har släppts fri fot tills vidare.[44] Den 25 augusti 2016 gick disciplinnämnden ut med sitt beslut om huruvida matchen skulle sluta; Östersunds FK tilldöms segern med 3–0.[45] Jönköpings Södra har valt att överklaga beslutet.[46] Även riksombudet har överklagat beslutet.[47] Den 27 september 2016 beslutade besvärsnämnden att fastställa resultatet till 1–1.[48]
8. ↑  Jönköpings Södra–Östersunds FK; Matchen avbröts i 90:e minuten[49] då en maskerad åskådare tagit sig in på planen och slagit ner Östersunds FK:s målvakt, Aly Keita.[50] Vakter lyckades fånga åskådaren och tvinga honom av planen,[36] åskådaren omhändertogs av polis.[37] Keita blev liggande en stund i gräset efter överfallet men kunde resa sig och lämna planen gående med hjälp.[36] Både matchläkaren och Jonas Eriksson (domaren) förbjöd Keita att fortsätta spela matchen.[37] I samband med att åskådaren greps bombhotade han Stadsparksvallen, han sade sig ha placerat två väskor med sprängämne vid bortaläktaren (läktaren för supportrarna till bortalaget).[38] När Stadsparksvallen hade utryms sökte polisen igenom arenan men man fann inga väskor.[51] Om matchen återupptas eller om Östersunds FK tilldöms segern återstår att se.[36] Dessutom riskerar Jönköpings Södra att straffas.[37] Sportbladet har pratat med flera åskådare som befann sig på samma läktare som huliganen, vilka uppger samma sak om den misstänkte, han verkade inte hålla på något av lagen.[52] Orsaken till att åskådaren rusade in på planen, slog ner målvakten och bombhotade Stadsparksvallen är i nuläget oklart, ett rykte som gått skulle vara att attacken kunde varit sammankopplad med matchfixning.[53] Den 16 augusti utredde Svenska spel internt den eventuella anledningen, men man kunde se något avvikande mönster.[54] Då den misstänkte åskådaren ses som en neutral åskådare kan matchen även sluta 1–1.[55] Den misstänkte är en kille på 17 år hemmahörande i Södertälje, 17-åringen är dömd sedan tidigare.[37] Den misstänkte har erkänt överfallet, men han har släppts fri fot tills vidare.[56] Den 25 augusti 2016 gick disciplinnämnden ut med sitt beslut om huruvida matchen skulle sluta; Östersunds FK tilldöms segern med 3–0.[57] Jönköpings Södra har valt att överklaga beslutet.[58] Även riksombudet har överklagat beslutet.[59] Den 27 september 2016 beslutade besvärsnämnden att fastställa resultatet till 1–1.[60]
9. IF Elfsborg–AIK; I andra halvleken, innan ens en minut hade gått av halvleken[66] avbröts matchen på grund av brand vid ståplatsläktaren för bortasupportrarna, avbrottet varade i cirka 20 minuter.[67] Anledningen till att det började brinna var att AIK-klacken hade tänt bengaler som sen fattat eld på bland annat flaggor.[67] Sex personer skadades lindrigt vid händelsen, ingen behövde dock åka till sjukhus.[68] En person har dessutom ha omhändertagits.[69] Disciplinnämnden ska besluta om eventuell bestraffning för respektive lag.[67]
10. ↑  IF Elfsborg–AIK; I andra halvleken, innan ens en minut hade gått av halvleken[70] avbröts matchen på grund av brand vid ståplatsläktaren för bortasupportrarna, avbrottet varade i cirka 20 minuter.[67] Anledningen till att det började brinna var att AIK-klacken hade tänt bengaler som sen fattat eld på bland annat flaggor.[67] Sex personer skadades lindrigt vid händelsen, ingen behövde dock åka till sjukhus.[71] En person har dessutom ha omhändertagits.[72] Disciplinnämnden ska besluta om eventuell bestraffning för respektive lag.[67]
11. Hammarby IF–Djurgårdens IF; Stockholmsderbyt mellan Hammarby IF och Djurgårdens IF avbröts med cirka tio minuter kvar vid ställningen 4–2, sedan supportrar till Djurgårdens IF tagit sig ner från läktaren, även föremål kastades in på planen. Matchen kunde återupptas femton-tjugo minuter senare och spelades klart.[73]
12. ↑  Hammarby IF–Djurgårdens IF; Stockholmsderbyt mellan Hammarby IF och Djurgårdens IF avbröts med cirka tio minuter kvar vid ställningen 4–2, sedan supportrar till Djurgårdens IF tagit sig ner från läktaren, även föremål kastades in på planen. Matchen kunde återupptas femton-tjugo minuter senare och spelades klart.[74]